# Snatch Game
Le Snatch Game est un défi se tenant lors de l'émission de téléréalité de compétition américaine RuPaul's Drag Race depuis sa deuxième itération ainsi que dans ses spin-offs.
Il s'agit d'une parodie du jeu télévisé américain Match Game qui défie les candidates de l'émission sur leur capacité d'incarnation et d'improvisation. Il se déroule généralement au milieu de la saison mais le nombre de candidates et participants peut varier.
Le Snatch Game est communément perçu comme l'un des défis les plus importants et mémorables de l'émission et, selon RuPaul, sépare « les candidates basiques des candidates féroces ».
Le format de l'émission fait que les célébrités imitées sont le plus souvent de sexe féminin ; cependant, il arrive que certaines candidates imitent des célébrités masculines ou non-binaires, des jumelles officieuses de célébrités masculines, d'anciennes candidates de RuPaul's Drag Race ou même RuPaul lui-même,. Pour des raisons de copyright, les candidates ne peuvent pas imiter des personnages fictifs, même si certaines candidates concourent sous le nom d'une célébrité en imitant le physique de l'un de ses personnages,.
Huit candidates ont remporté le Snatch Game plus d'une fois : BenDeLaCreme, Ginger Minj, Baga Chipz, Jinkx Monsoon, Trinity The Tuck, Jimbo, Hannah Conda et Gottmik.

## Légende
La candidate a gagné le défi.
 La candidate a été en danger d'élimination à l'issue du défi.
Les candidates dont le nom est barré ont été éliminées à l'issue du défi.

## International

### RuPaul's Drag Race: Global All Stars

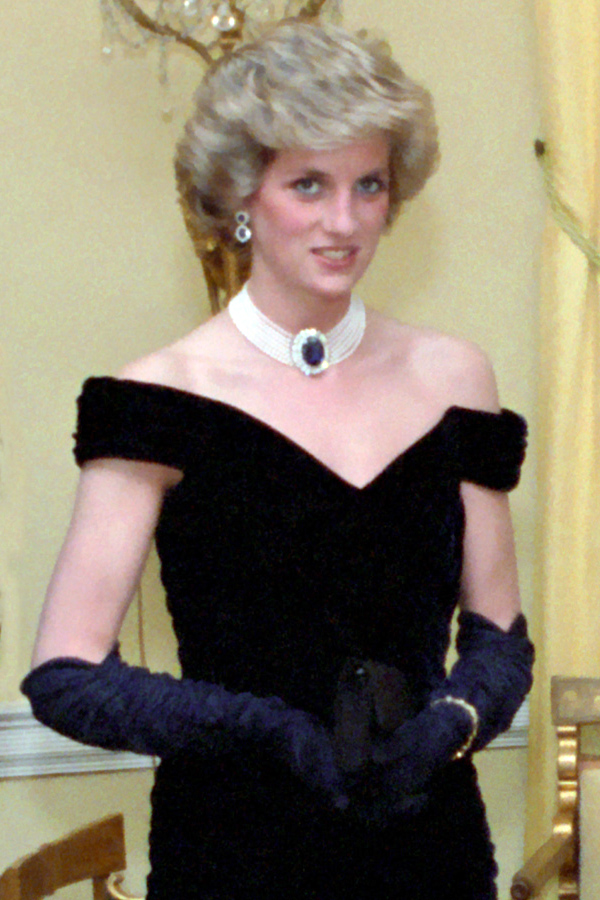
Kitty Scott-Claus remporte le Snatch Game of Love de la première saison avec son imitation de Diana Spencer.

| Saison | Candidate         | Personnage         |
| ------ | ----------------- | ------------------ |
| 1      | Kitty Scott-Claus | Diana Spencer      |
| 1      | Alyssa Edwards    | Annie Oakley       |
| 1      | Kween Kong        | King Kong          |
| 1      | Nehellenia        | Valentino Garavani |
| 1      | Pythia            | Zeus               |
| 1      | Tessa Testicle    | Susanne Bartsch    |
| 1      | Vanity Vain       | Loreen             |
| 1      | Gala Varo         | Laura León         |

### Canada's Drag Race: Canada vs The World

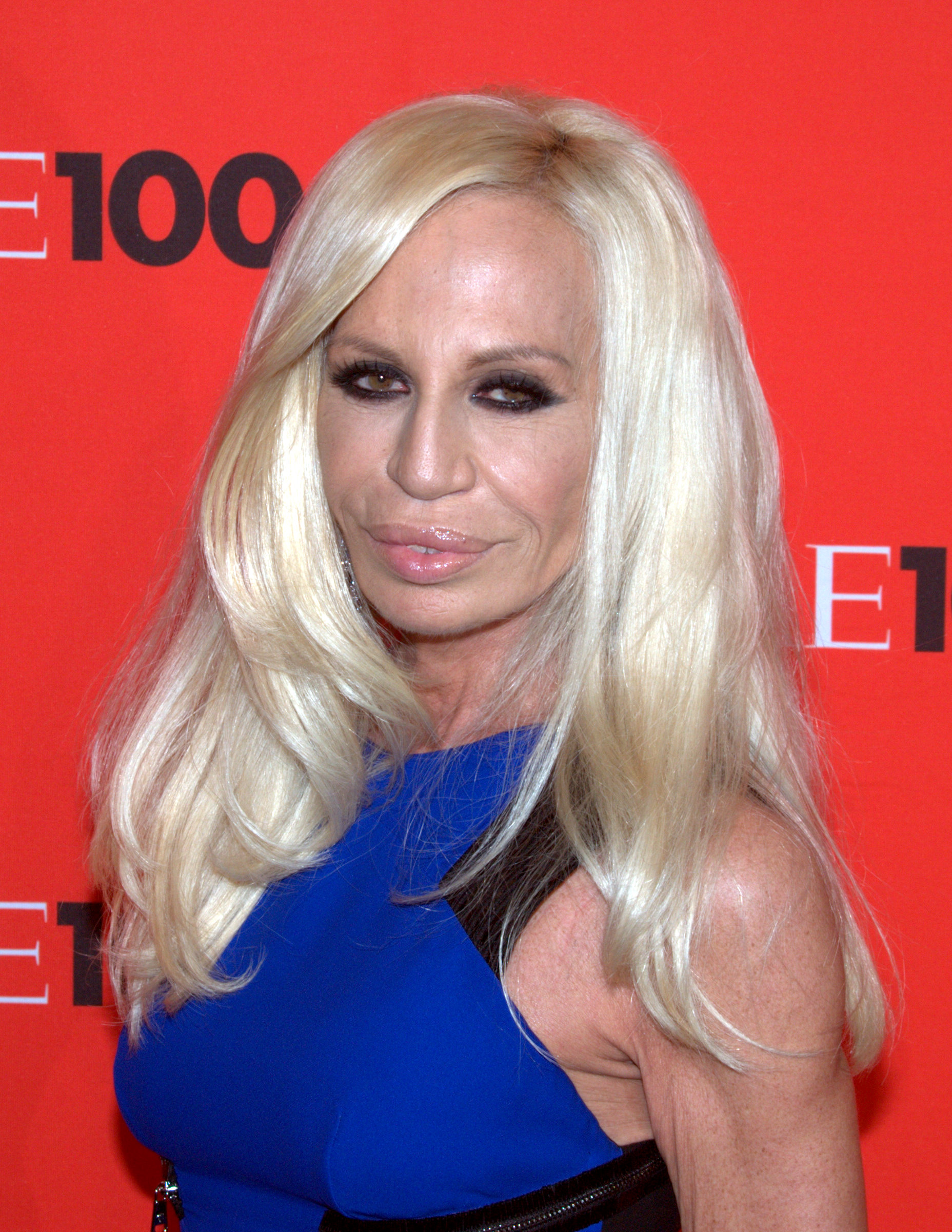
Icesis Couture remporte le Snatch Game de la première saison avec son imitation de Donatella Versace.
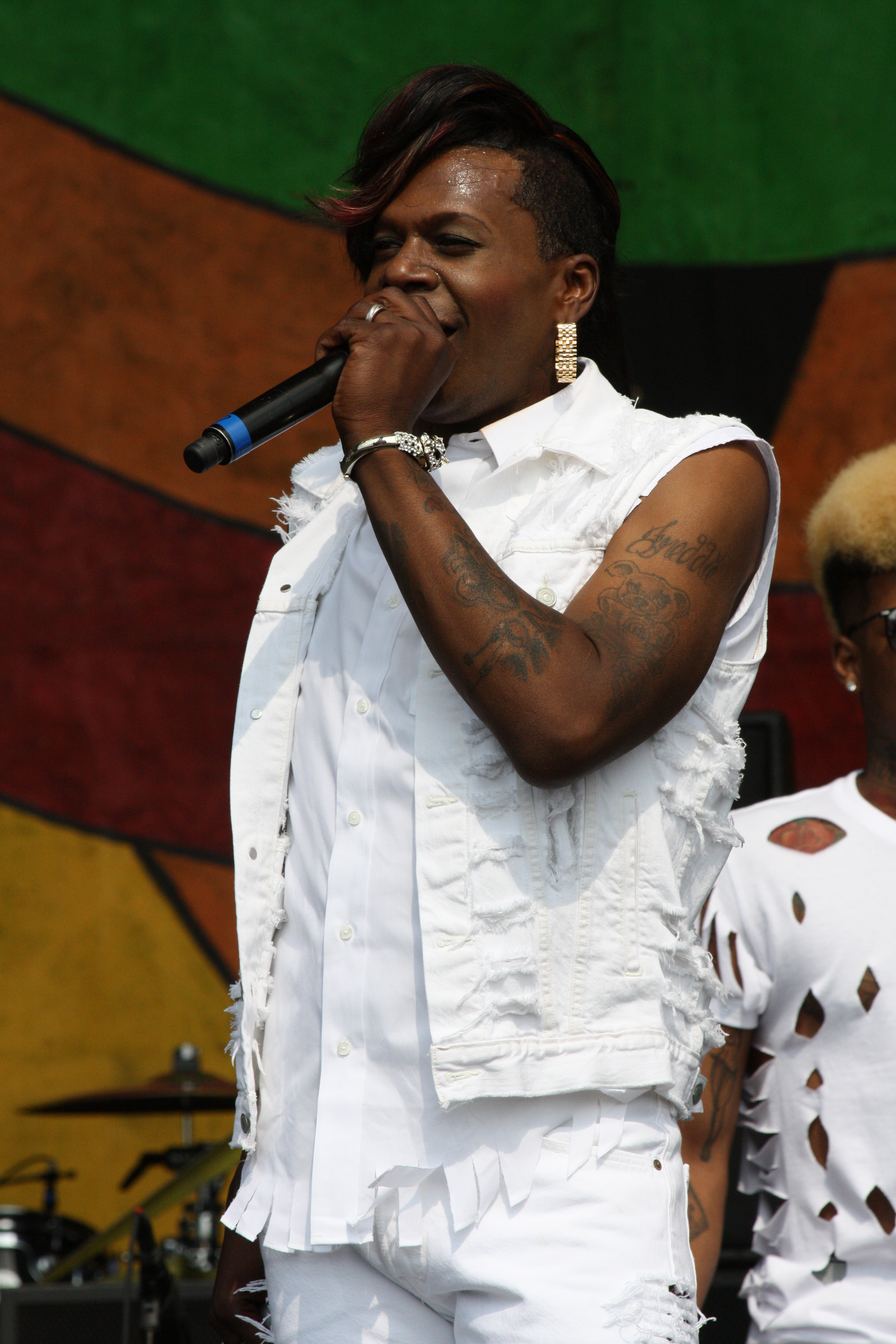
Ra'Jah O'Hara remporte le Snatch Game de la première saison avec son imitation de Big Freedia.
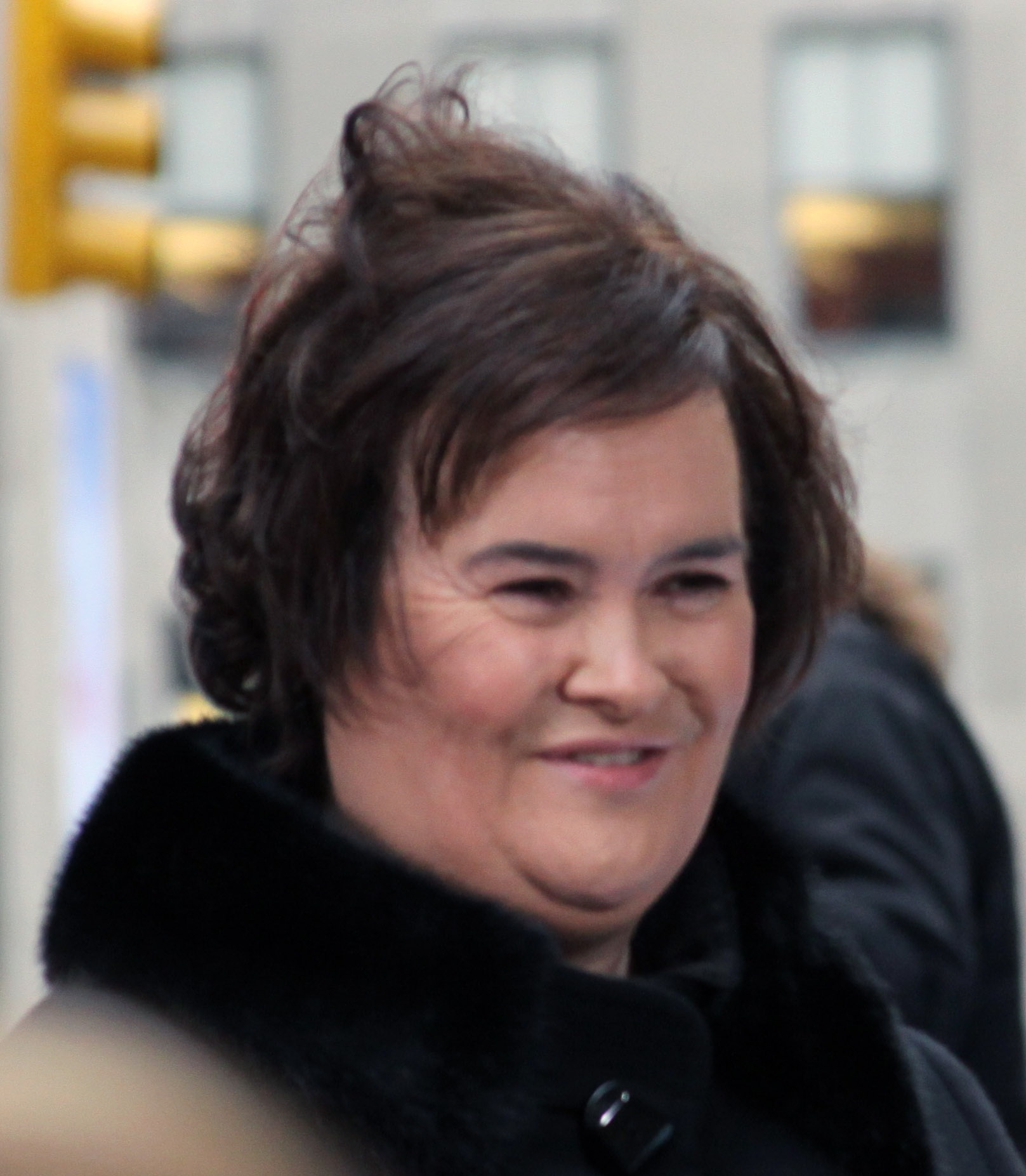
Lemon remporte le Snatch Game de la deuxième saison avec son interprétation de Susan Boyle.

| Saison | Candidate            | Personnage        | Saison | Candidate          | Personnage    |
| ------ | -------------------- | ----------------- | ------ | ------------------ | ------------- |
| 1      | Icesis Couture       | Donatella Versace | 2      | Lemon              | Susan Boyle   |
| 1      | Ra'Jah O'Hara        | Big Freedia       | 2      | Cheryl             | Victoria      |
| 1      | Rita Baga            | Guilda            | 2      | Kennedy Davenport  | Tabitha Brown |
| 1      | Silky Nutmeg Ganache | Lizzo             | 2      | Alexis Mateo       | Ron DeSantis  |
| 1      | Vanity Milan         | Spice             | 2      | Miss Fiercalicious | Mère Teresa   |
| 1      | Victoria Scone       | Kim Woodburn      |        |                    |               |
| 1      | Anita Wigl'it        | Adele             |        |                    |               |
| 1      | Stephanie Prince     | Cardi B           |        |                    |               |

### RuPaul's Drag Race: UK vs The World

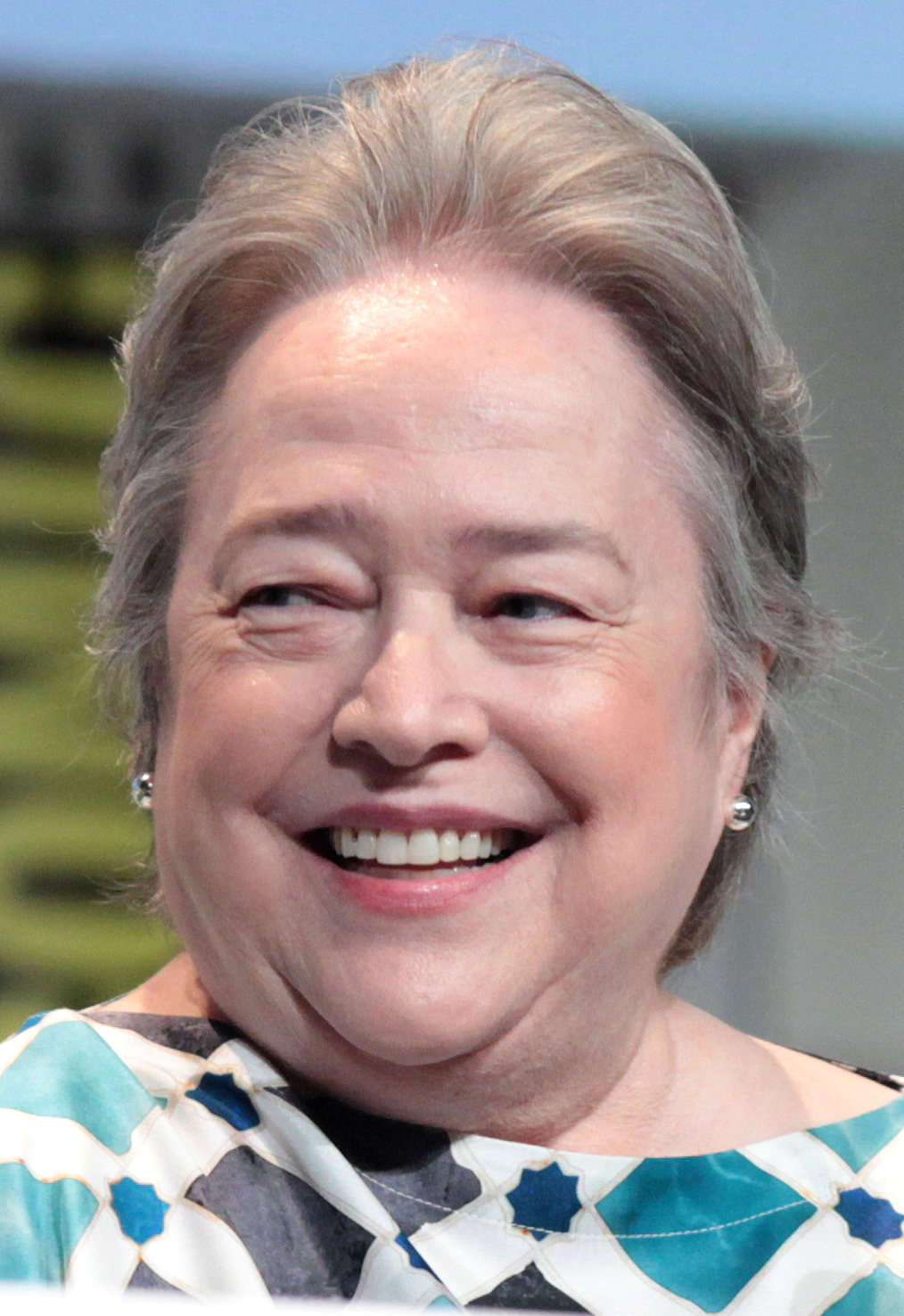
Baga Chipz remporte le Snatch Game de la première saison avec son imitation de Kathy Bates.
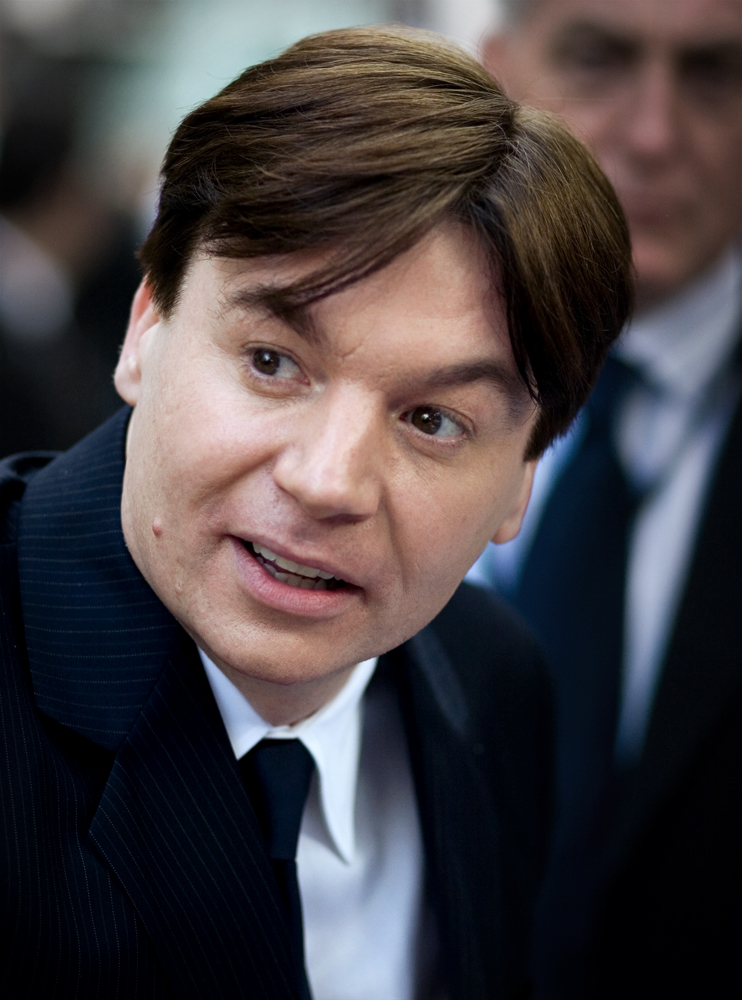
Blu Hydrangea remporte le Snatch Game de la première saison avec son imitation de Mike Myers.
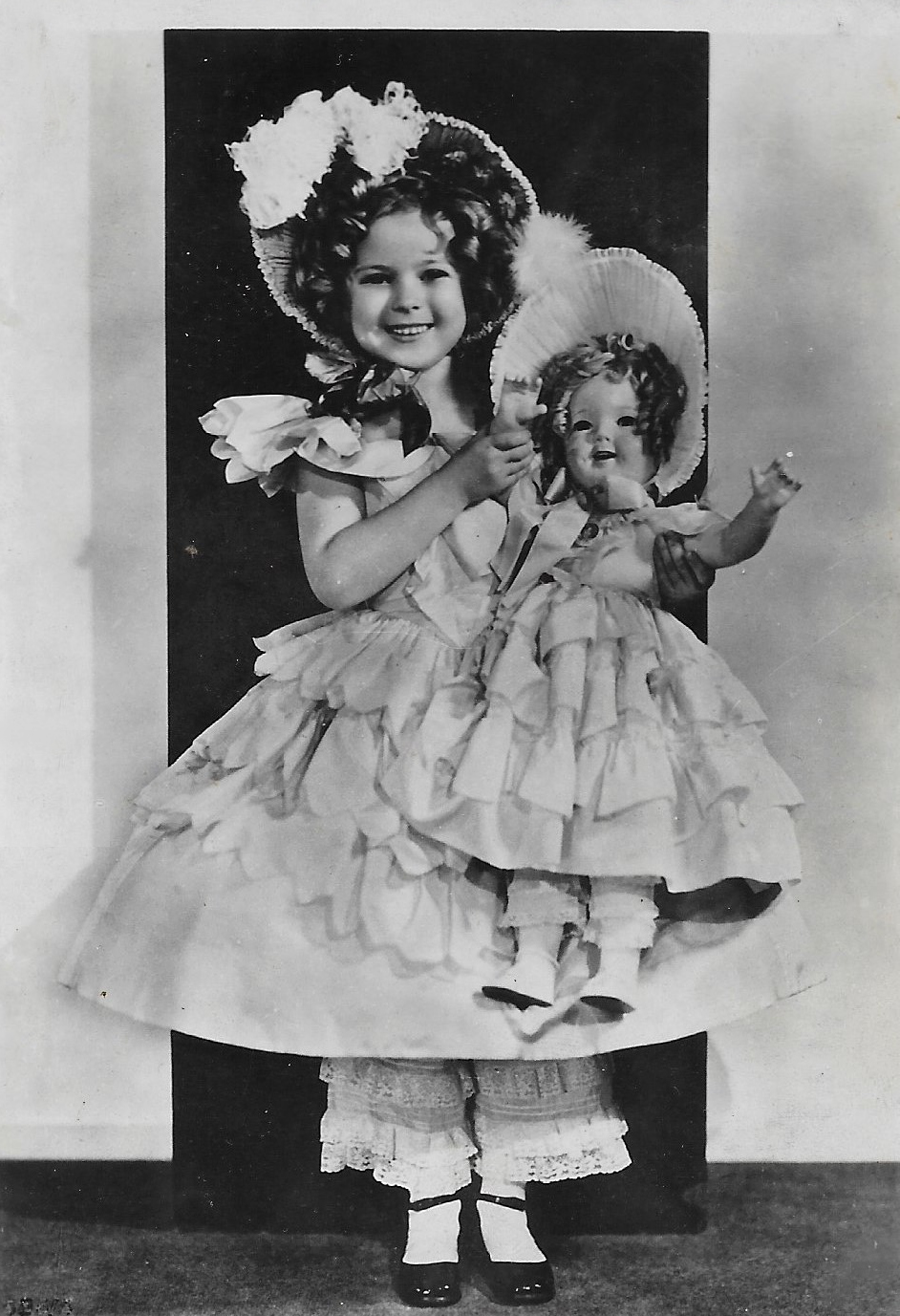
Hannah Conda remporte le Snatch Game de la deuxième saison avec son imitation de Shirley Temple.
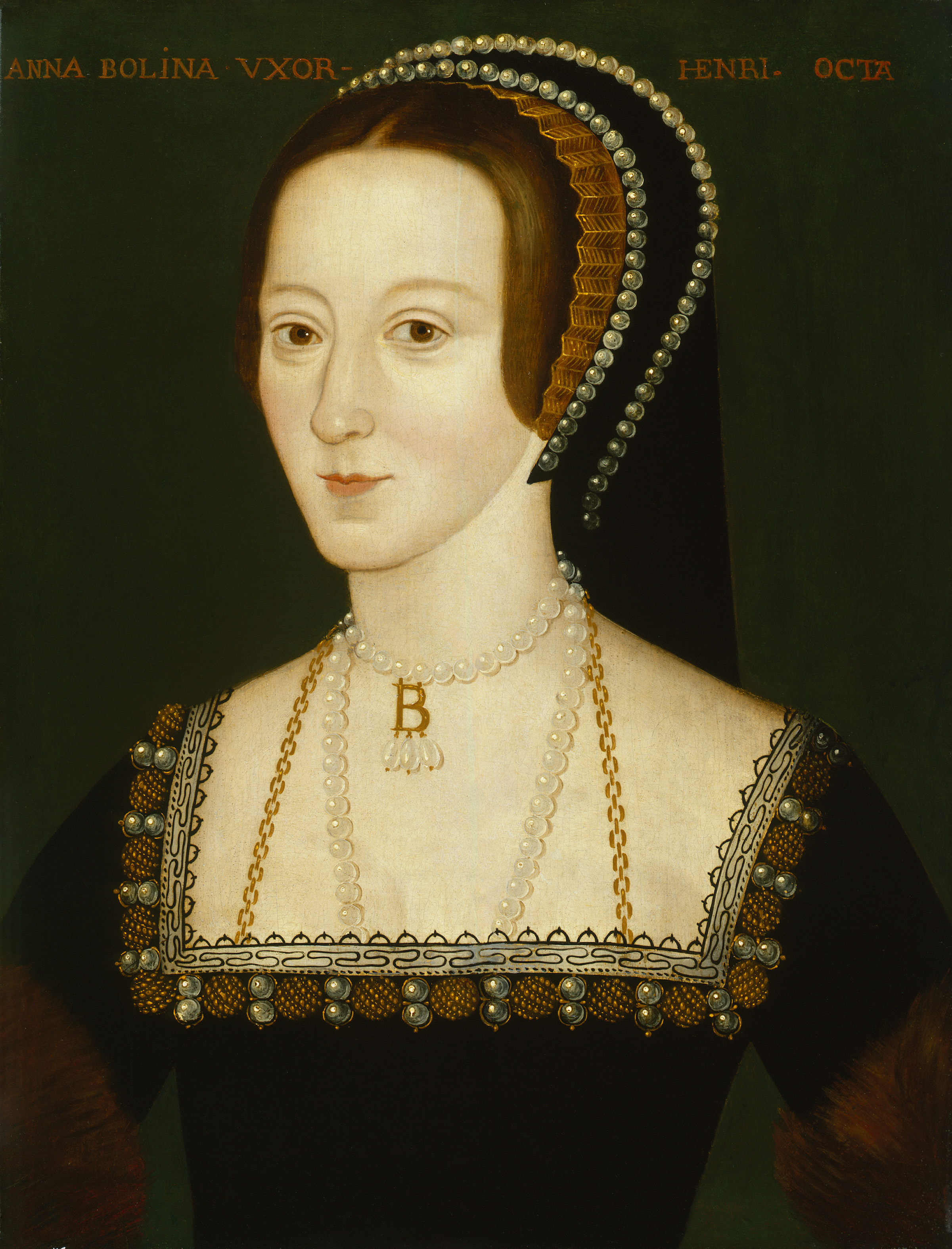
Tia Kofi remporte le Snatch Game de la deuxième saison avec son imitation d'Anne Boleyn.

| Saison     | Candidate     | Personnage    | Saison | Candidate      | Personnage           |
| ---------- | ------------- | ------------- | ------ | -------------- | -------------------- |
| 1          | Baga Chipz    | Kathy Bates   | 2      | Hannah Conda   | Shirley Temple       |
| 1          | Blu Hydrangea | Mike Myers    | 2      | Tia Kofi       | Anne Boleyn          |
| 1          | Janey Jacké   | James Charles | 2      | Choriza May    | Catherine d'Aragon   |
| 1          | Jujubee       | Cher          | 2      | La Grande Dame | Carla Bruni          |
| 1          | Mo Heart      | Billy Porter  | 2      | Marina Summers | Manny Pacquiao       |
| 1          | Pangina Heals | Mariah Carey  | 2      | Scarlet Envy   | Statue de la Liberté |
|            |               |               | 2      | Gothy Kendoll  | Kim Woodburn         |
| Keta Minaj | Fran Drescher |               | 2      |                |                      |

## Amérique

### Brésil

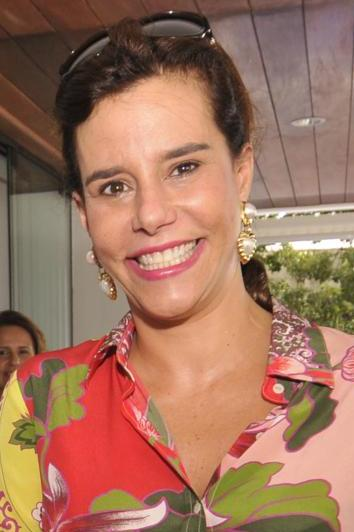
Helena Malditta remporte le Snatch Game de la première saison avec son imitation de Narcisa Tamborindeguy.

| Saison | Candidate        | Personnage            |
| ------ | ---------------- | --------------------- |
| 1      | Helena Malditta  | Narcisa Tamborindeguy |
| 1      | Betina Polaroid  | Regina Rouca          |
| 1      | Dallas de Vil    | Dilma Rousseff        |
| 1      | Miranda Lebrão   | Paola Carosella       |
| 1      | Organzza         | Maria Bethânia        |
| 1      | Shannon Skarllet | Inês Brasil           |
| 1      | Naza             | Márcia Sensitiva      |
| 1      | Rubi Ocean       | Marília Gabriela      |

### Canada

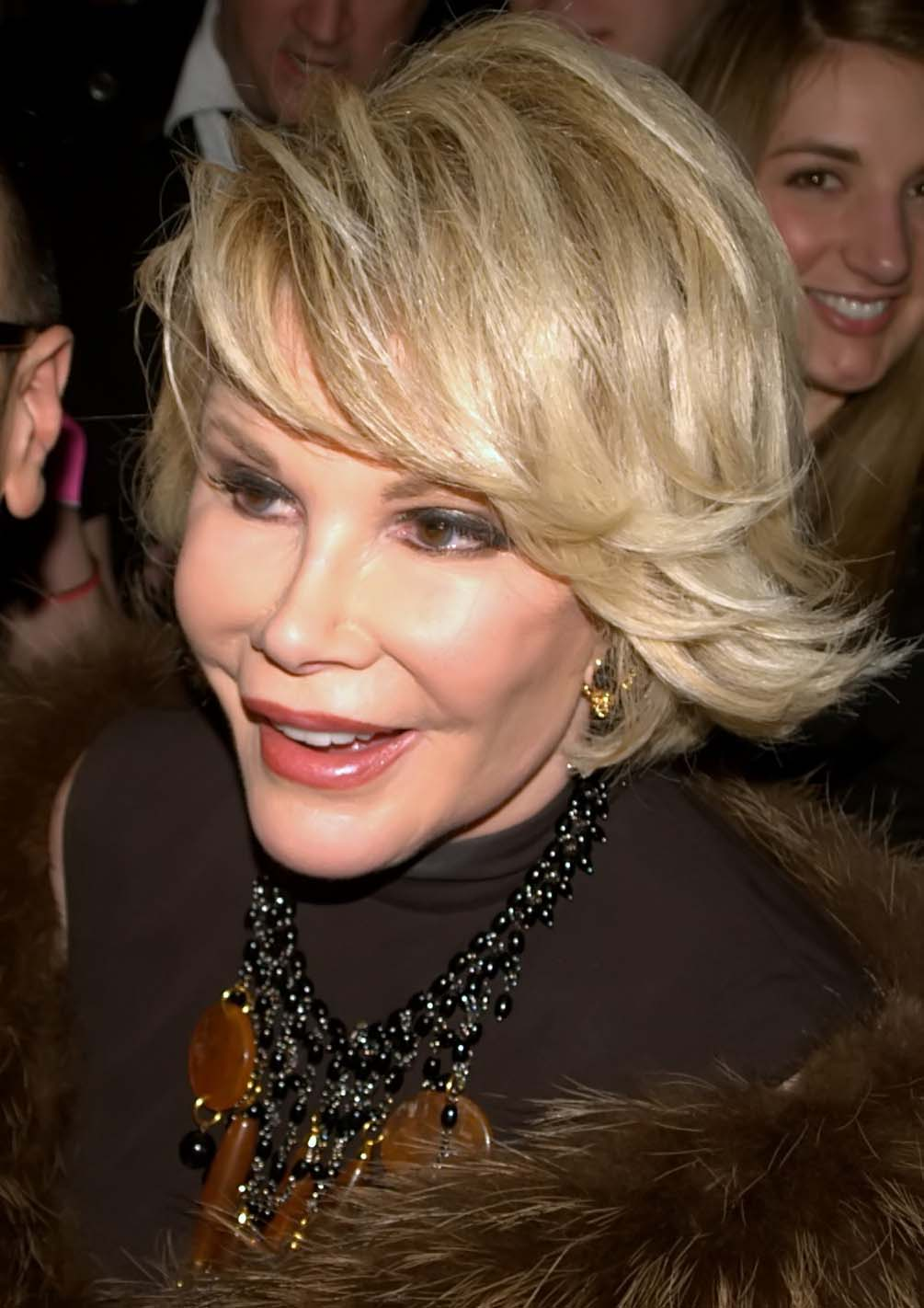
Jimbo remporte le Snatch Game de la première saison avec son imitation de Joan Rivers.
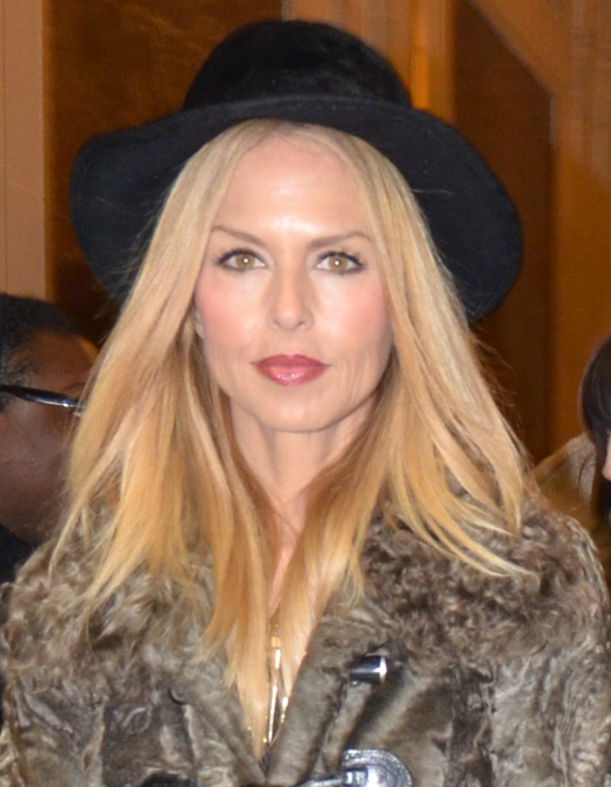
Synthia Kiss remporte le Snatch Game de la deuxième saison avec son imitation de Rachel Zoe.
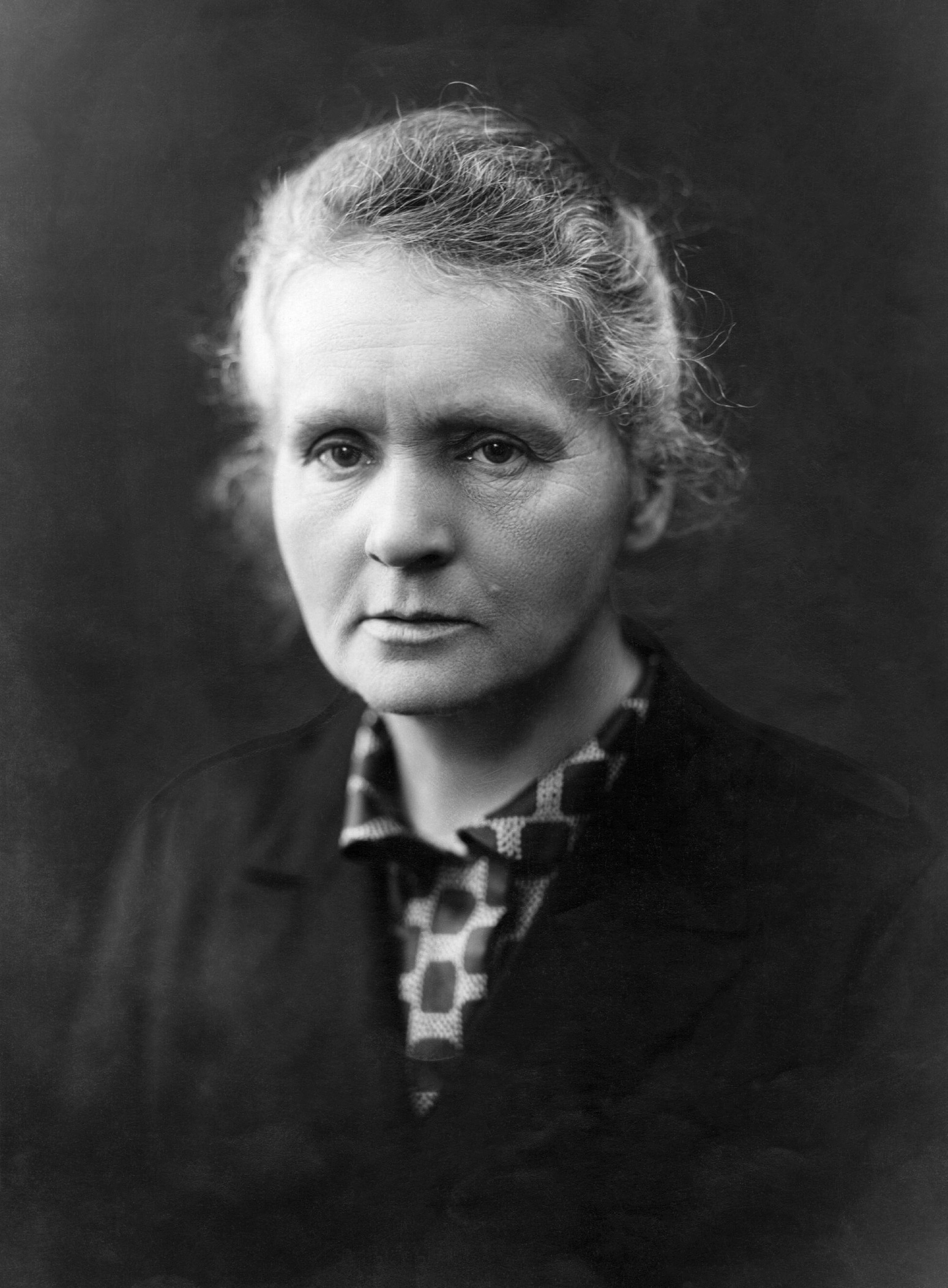
Gisèle Lullaby remporte le Snatch Game de la troisième saison avec son imitation de Marie Curie.
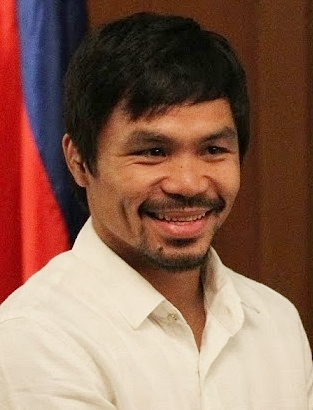
Melinda Verga remporte le Snatch Game de la quatrième saison avec son imitation de Manny Pacquiao.
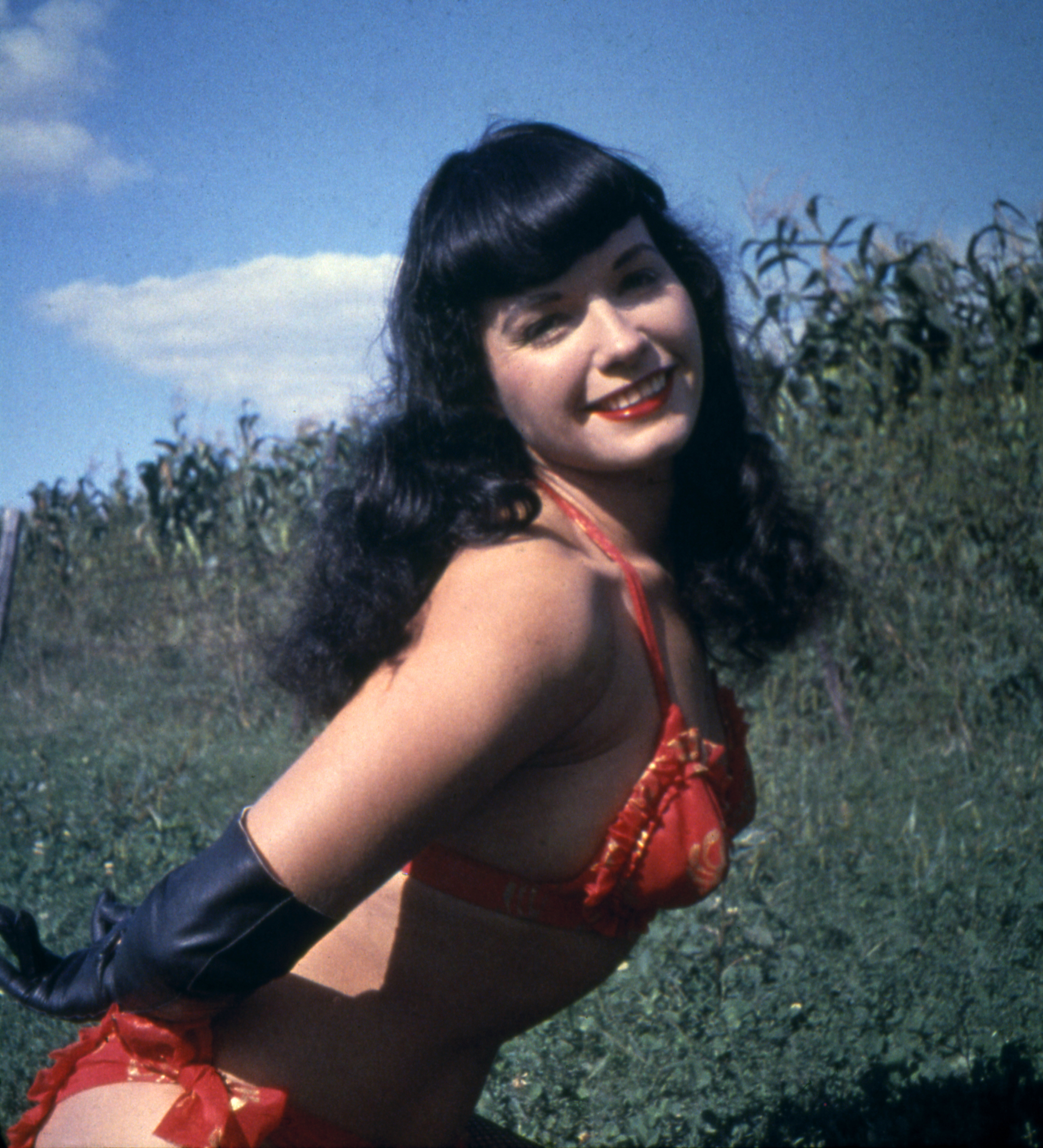
Xana remporte le Snatch Game de la cinquième saison avec son imitation de Bettie Page.

| Saison | Candidate           | Personnage           | Saison | Candidate       | Personnage      | Saison | Candidate          | Personnage          |
| ------ | ------------------- | -------------------- | ------ | --------------- | --------------- | ------ | ------------------ | ------------------- |
| 1      | Jimbo               | Joan Rivers          | 2      | Synthia Kiss    | Rachel Zoe      | 3      | Gisèle Lullaby     | Marie Curie         |
| 1      | BOA                 | Gypsy Rose Blanchard | 2      | Adriana         | Sofía Vergara   | 3      | Bombae             | Aziz Ansari         |
| 1      | Ilona Verley        | Rebecca More         | 2      | Gia Metric      | Jim Carrey      | 3      | Irma Gerd          | Marilyn Monroe      |
| 1      | Lemon               | JoJo Siwa            | 2      | Icesis Couture  | La Veneno       | 3      | Jada Shada Hudson  | Saucy Santana       |
| 1      | Rita Baga           | Édith Piaf           | 2      | Kendall Gender  | Kris Jenner     | 3      | Miss Fiercalicious | Kourtney Kardashian |
| 1      | Scarlett BoBo       | Liza Minnelli        | 2      | Kimora Amour    | Leslie Jones    | 3      | Vivian Vanderpuss  | Tammy Faye Messner  |
| 1      | Priyanka            | Miss Cleo            | 2      | Pythia          | Grimes          | 3      | Kimmy Couture      | Ariana Grande       |
| 1      | Kiara               | Mariah Carey         | 2      | Eve 6000        | Bernie Sanders  | 3      | Lady Boom Boom     | Mado Lamotte        |
|        |                     |                      | 2      | Suki Doll       | Yoko Ono        |        |                    |                     |
|        |                     |                      |        |                 |                 |        |                    |                     |
| 4      | Melinda Verga       | Manny Pacquiao       | 5      | Xana            | Bettie Page     |        |                    |                     |
| 4      | Aimee Yonce Shennel | Jésus-Christ         | 5      | Helena Poison   | Jennifer Tilly  |        |                    |                     |
| 4      | Denim               | Julia Fox            | 5      | Minhi Wang      | Mao Zedong      |        |                    |                     |
| 4      | Kiki Coe            | Elizabeth Taylor     | 5      | Perla           | Mary-Kate Olsen |        |                    |                     |
| 4      | Kitten Kaboodle     | Jennifer Coolidge    | 5      | Makayla Couture | Oprah Winfrey   |        |                    |                     |
| 4      | Nearah Nuff         | Jennifer Coolidge    | 5      | The Virgo Queen | Lynn Toler      |        |                    |                     |
| 4      | Venus               | Joe Exotic           | 5      | Uma Gahd        | Dee Gruenig     |        |                    |                     |
| 4      | Aurora Matrix       | Song Bing            |        |                 |                 |        |                    |                     |
| 4      | Luna DuBois         | Mary M. Cosby        |        |                 |                 |        |                    |                     |

### États-Unis

#### RuPaul's Drag Race

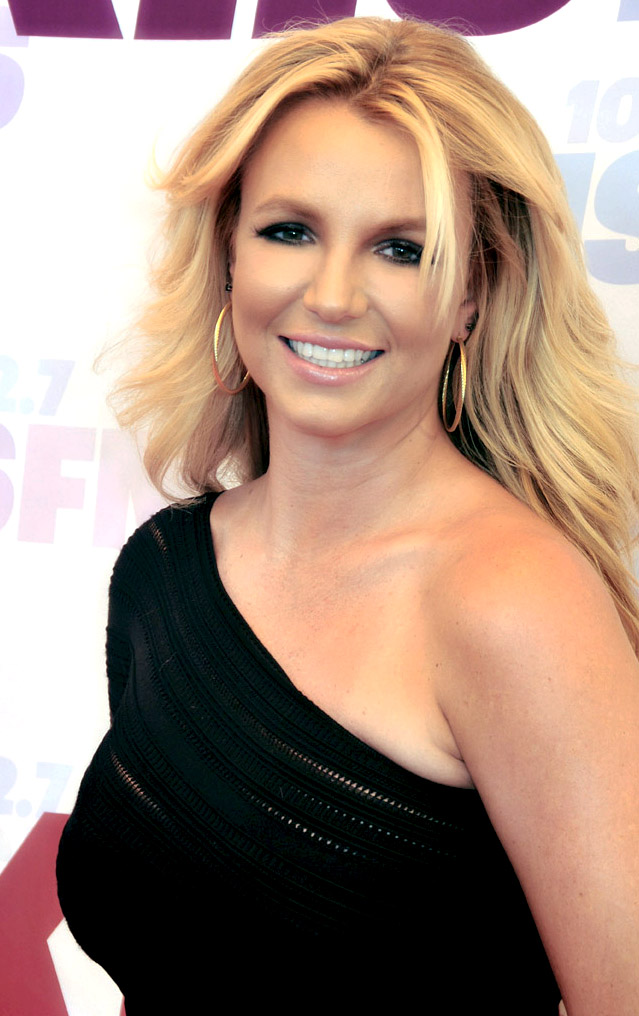
Tatianna remporte le Snatch Game de la deuxième saison avec son imitation de Britney Spears.
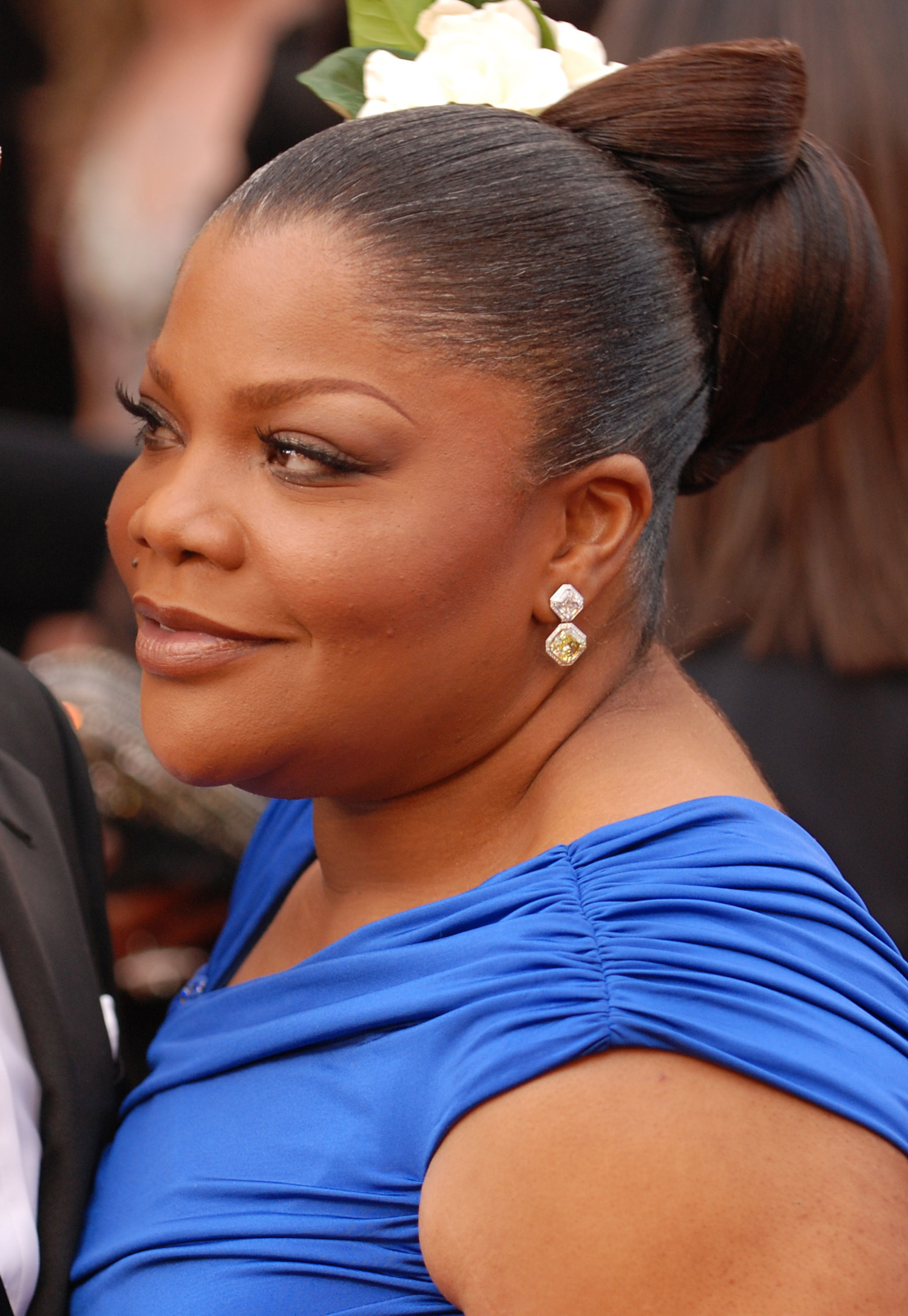
Stacy Layne Matthews remporte le Snatch Game de la troisième saison avec son imitation de Mo'Nique.
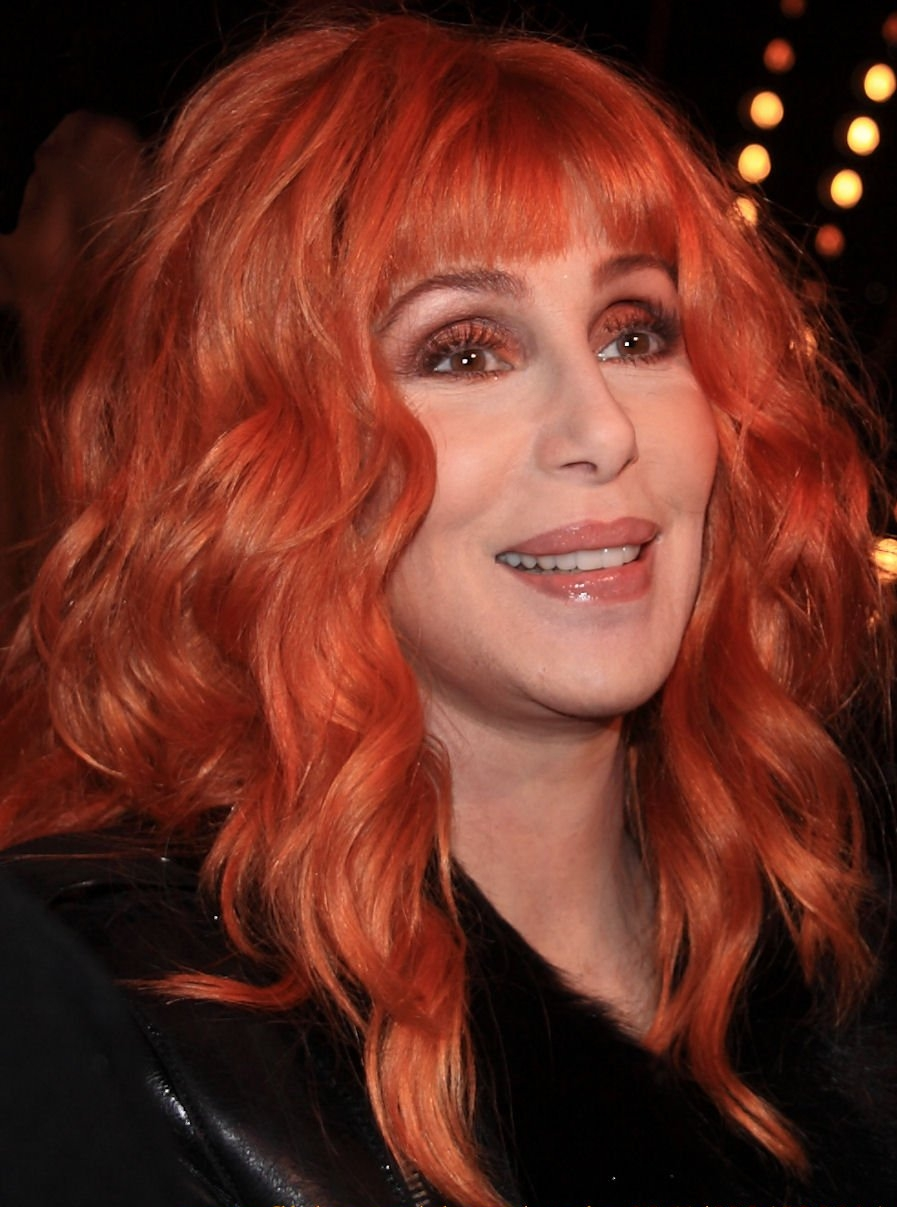
Chad Michaels remporte le Snatch Game de la quatrième saison avec son imitation de Cher.
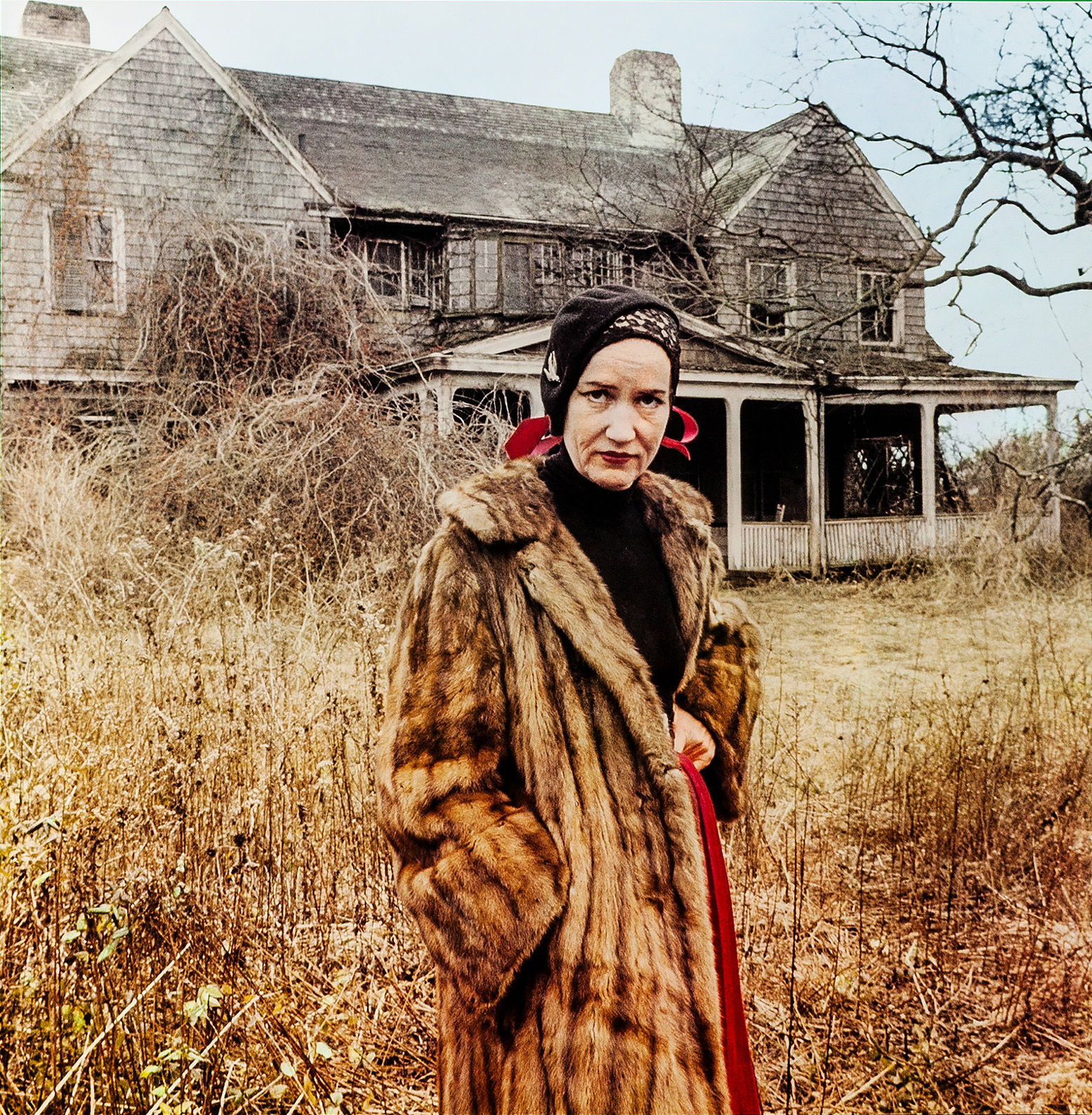
Jinkx Monsoon remporte le Snatch Game de la cinquième saison avec son imitation de Little Edie.
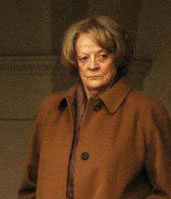
BenDeLaCreme remporte le Snatch Game de la sixième saison avec son imitation de Maggie Smith.
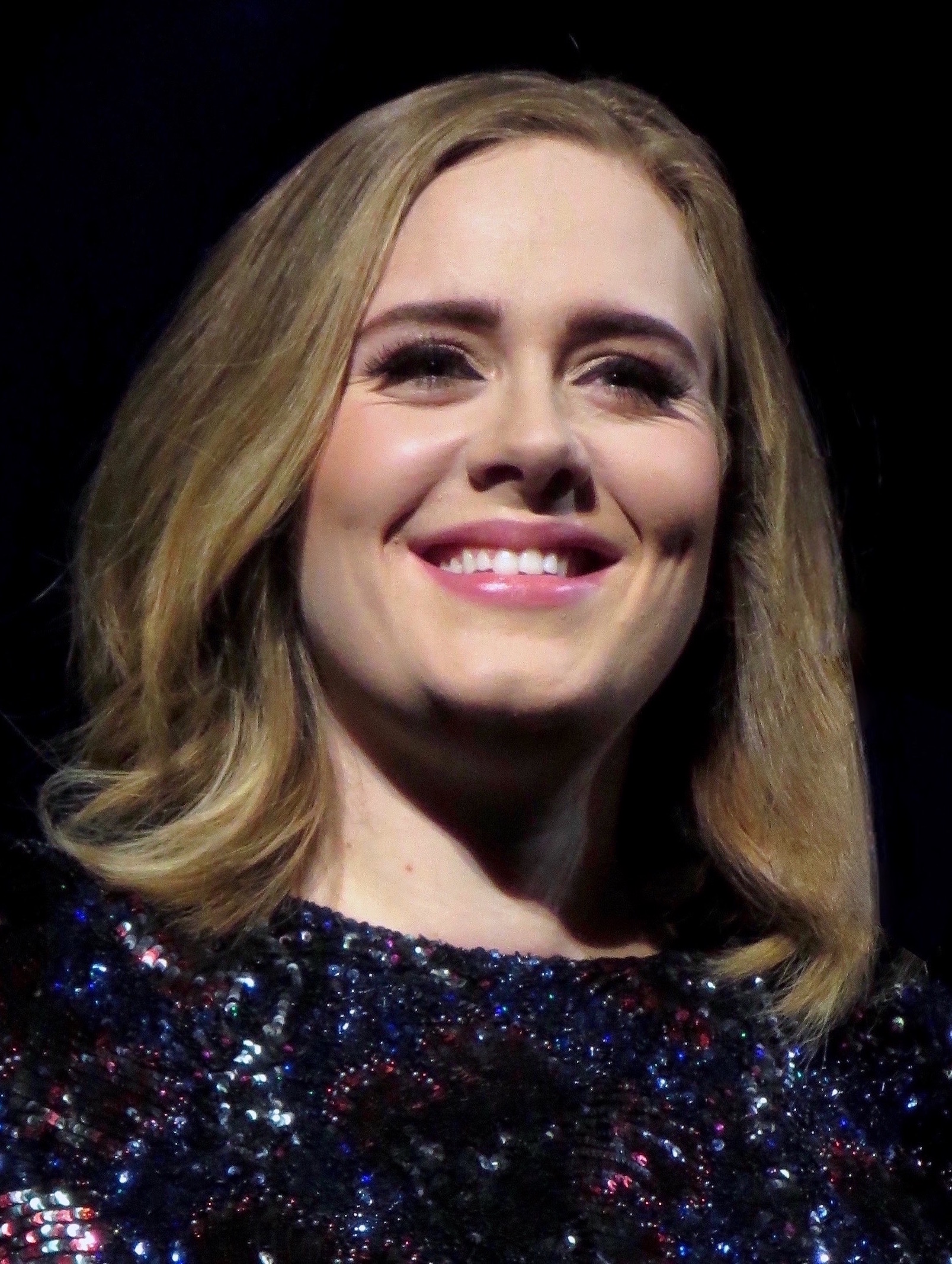
Ginger Minj remporte le Snatch Game de la septième saison avec son imitation de Adele.
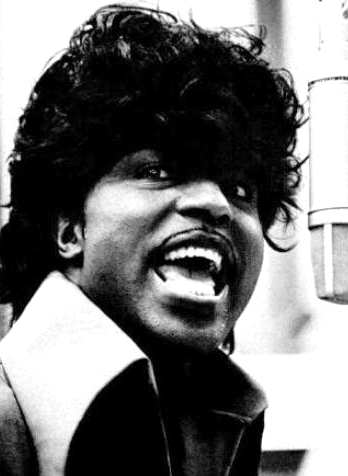
Kennedy Davenport remporte le Snatch Game de la septième saison avec son imitation de Little Richard.
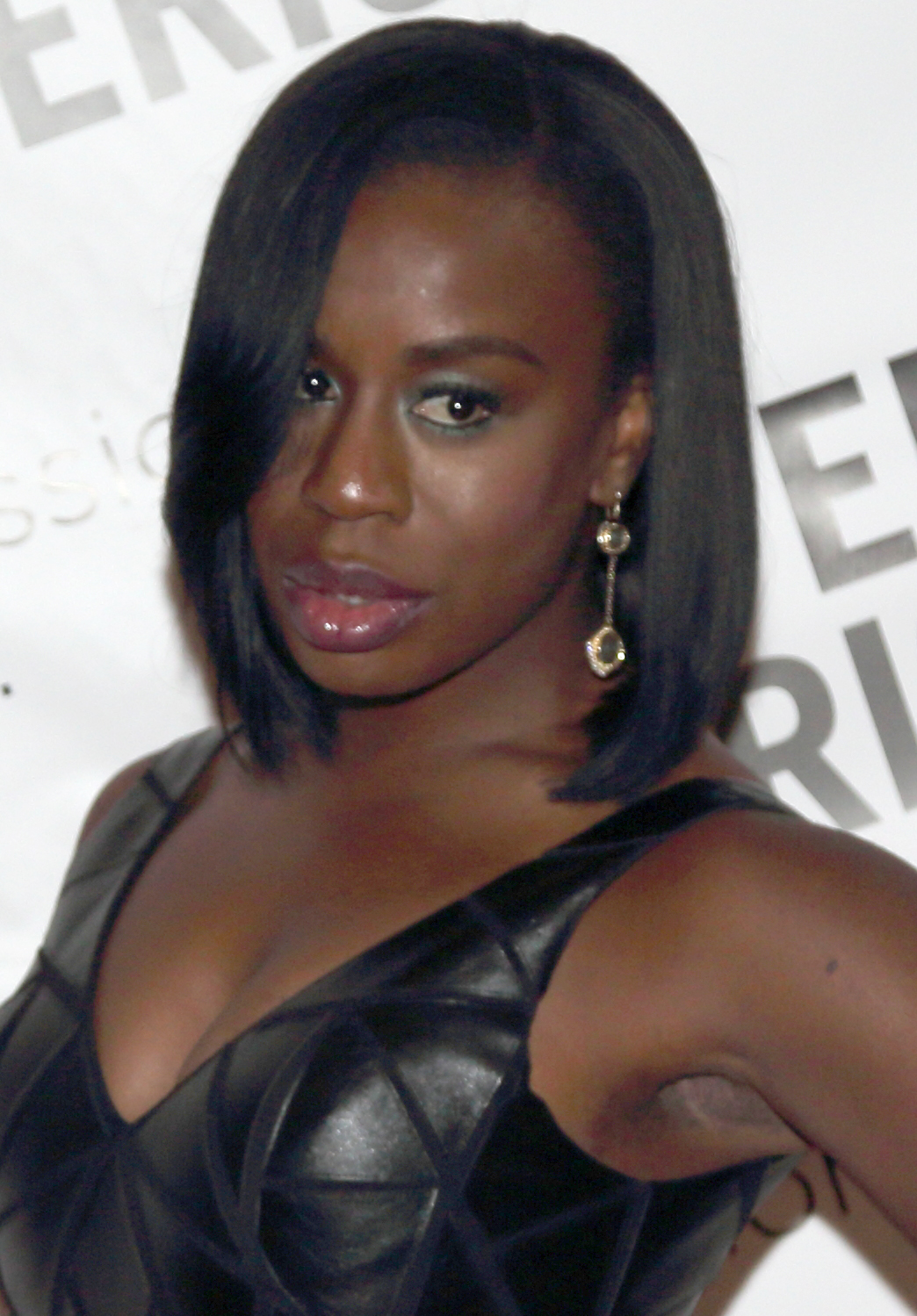
Bob The Drag Queen remporte le Snatch Game de la huitième saison avec son imitation de Uzo Aduba...
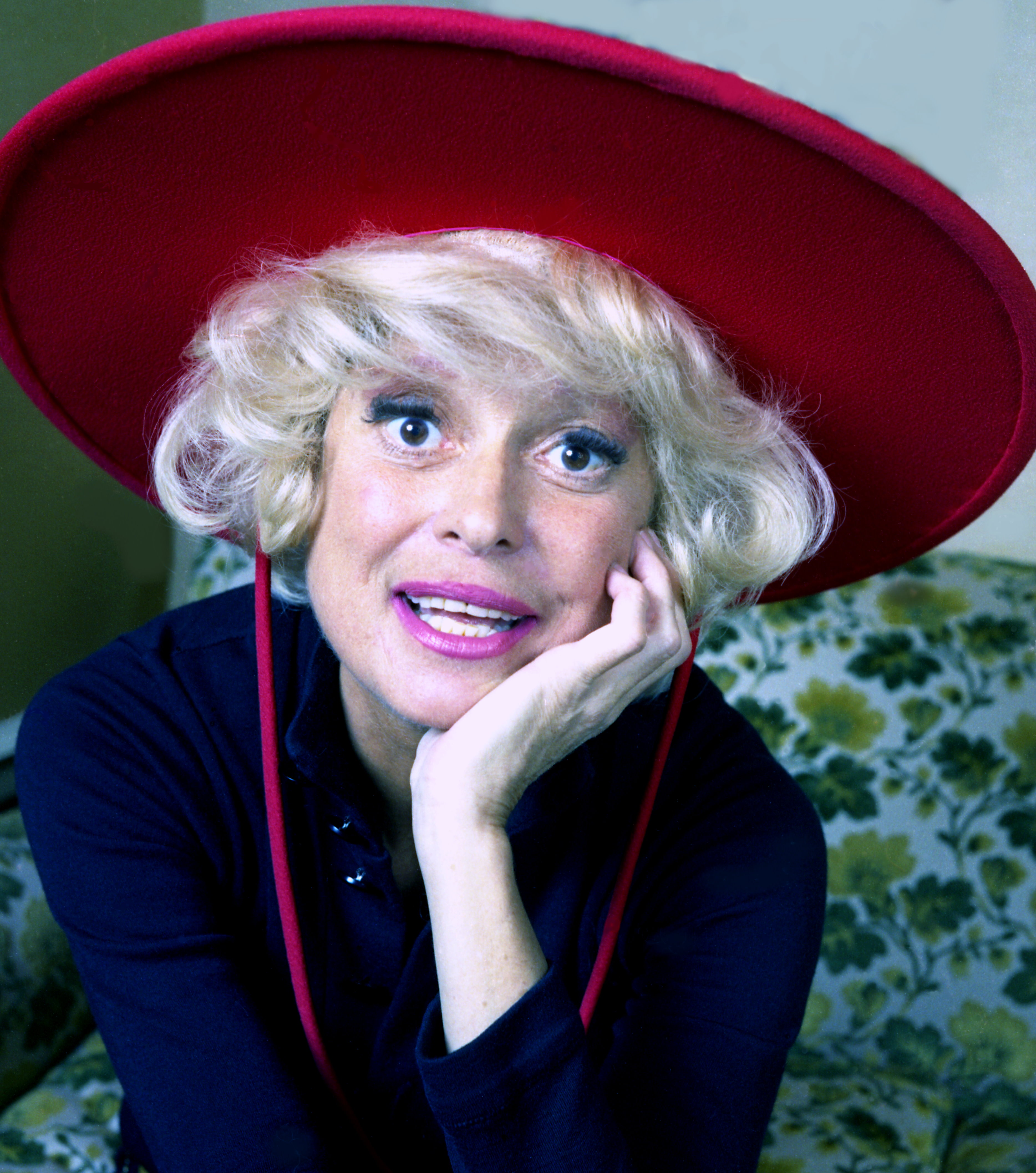
... et de Carol Channing.
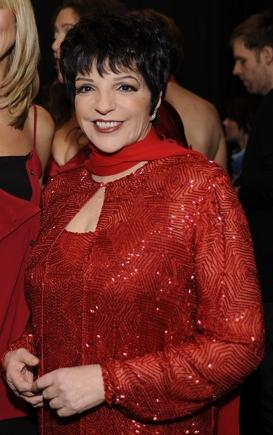
Alexis Michelle remporte le Snatch Game de la neuvième saison avec son imitation de Liza Minnelli.
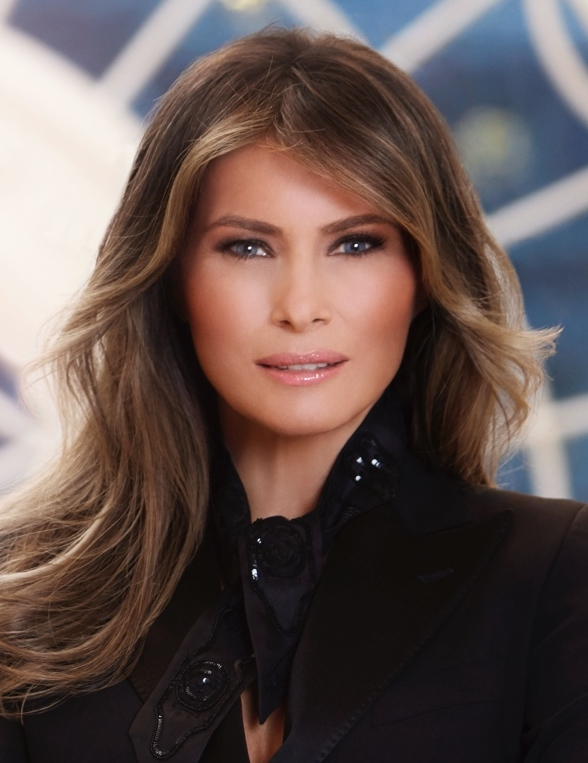
Aquaria remporte le Snatch Game de la dixième saison avec son imitation de Melania Trump.
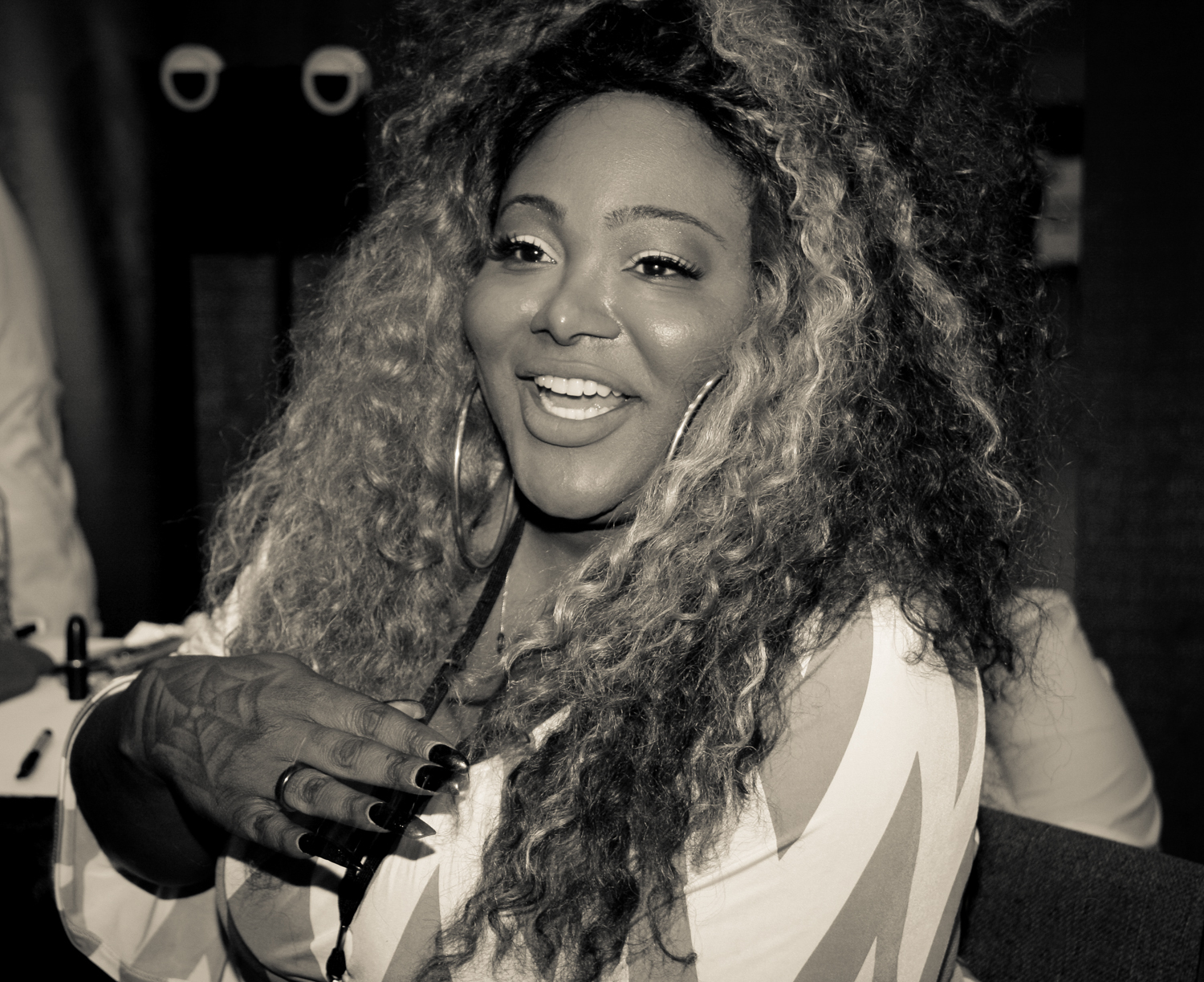
Silky Nutmeg Ganache remporte le Snatch Game de la onzième saison avec son imitation de Ts Madison.
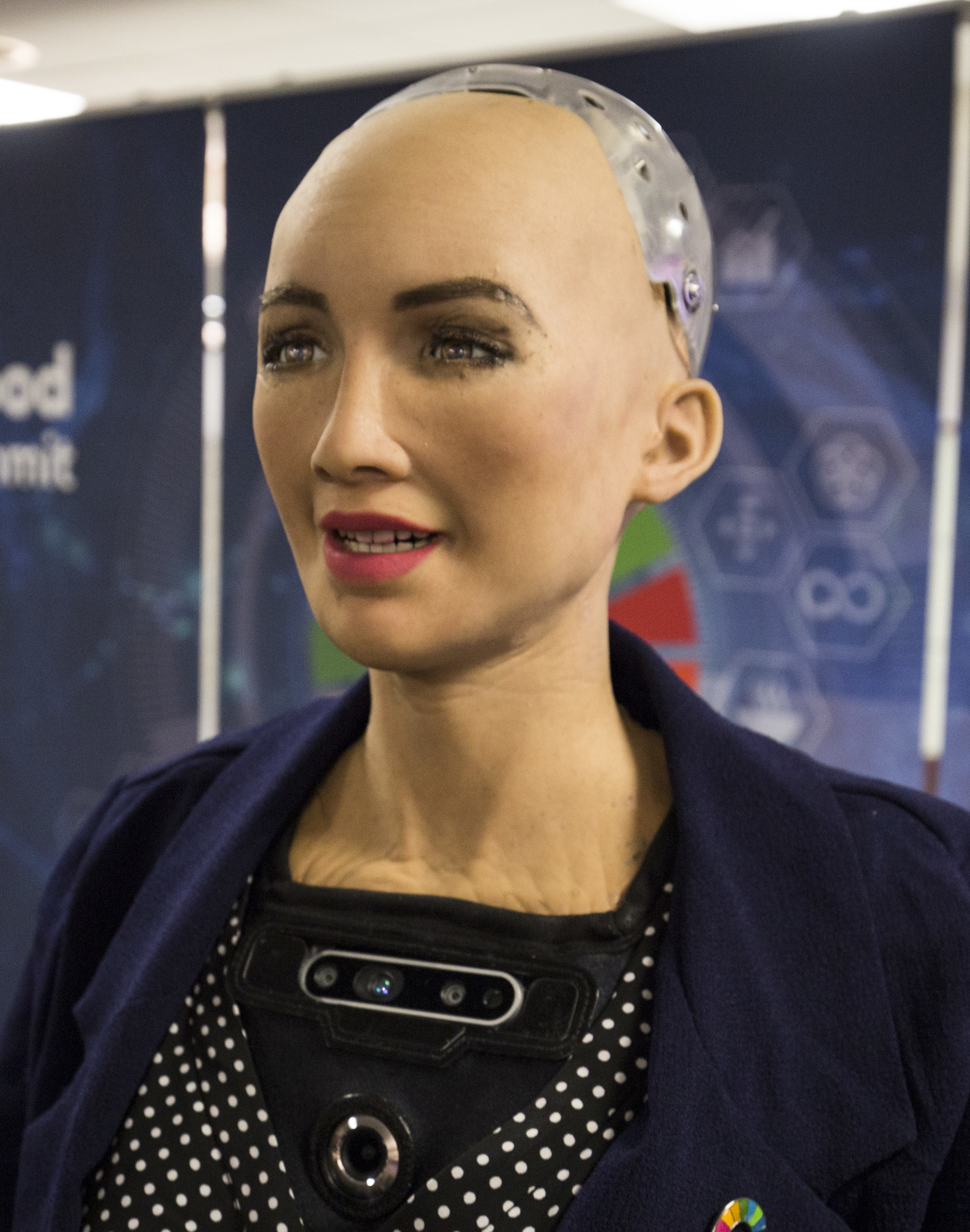
Gigi Goode remporte le Snatch Game de la douzième saison avec son imitation de Sophia the Robot.
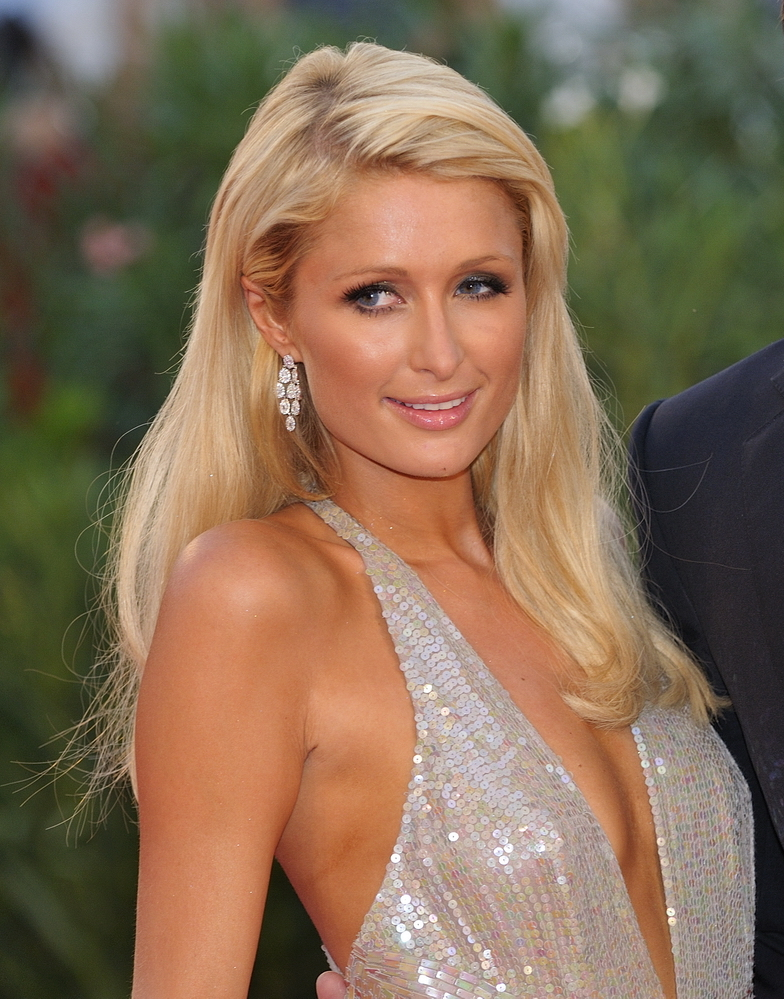
Gottmik remporte le Snatch Game de la treizième saison avec son imitation de Paris Hilton.
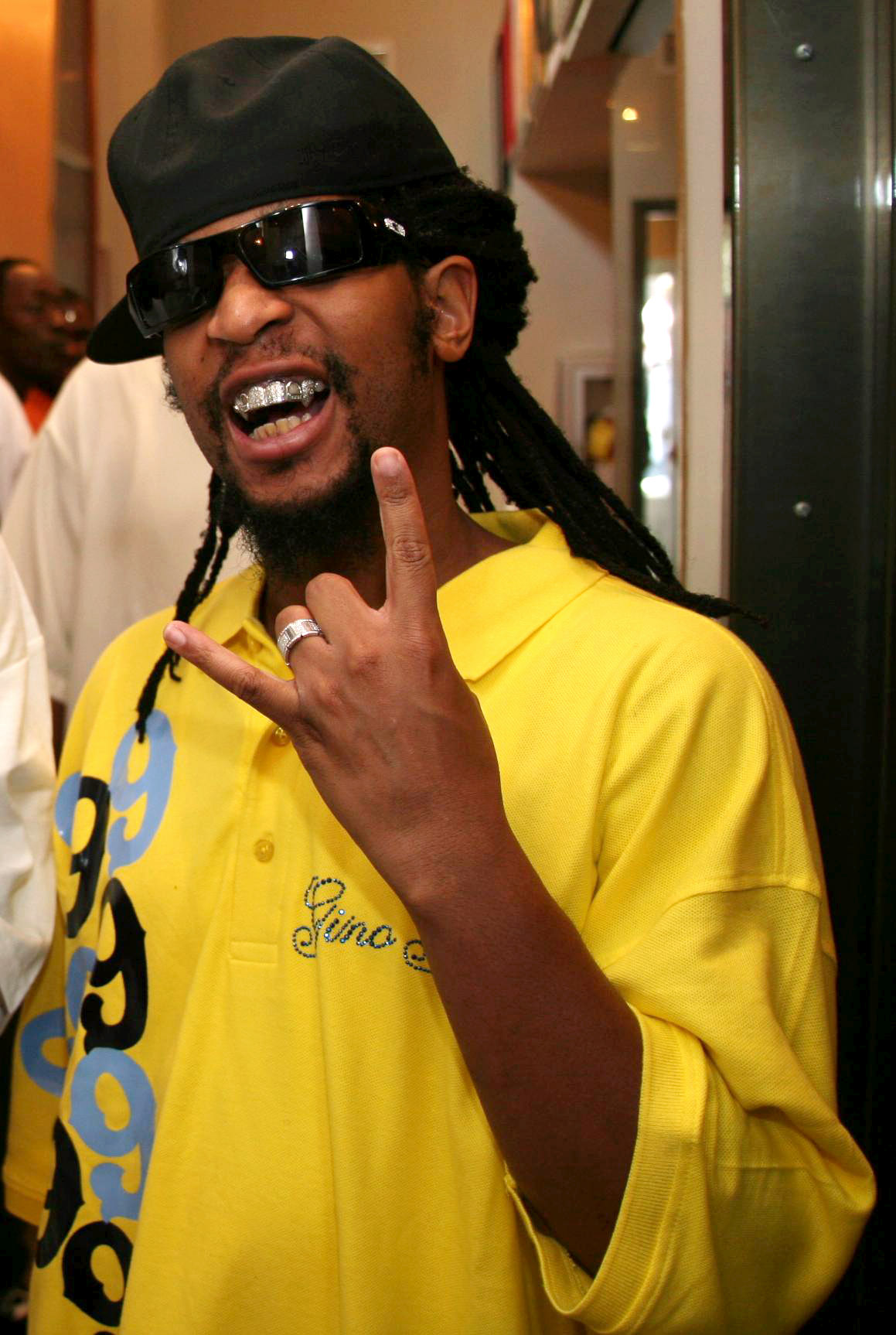
DeJa Skye remporte le Snatch Game de la quatorzième saison avec son imitation de Lil Jon.
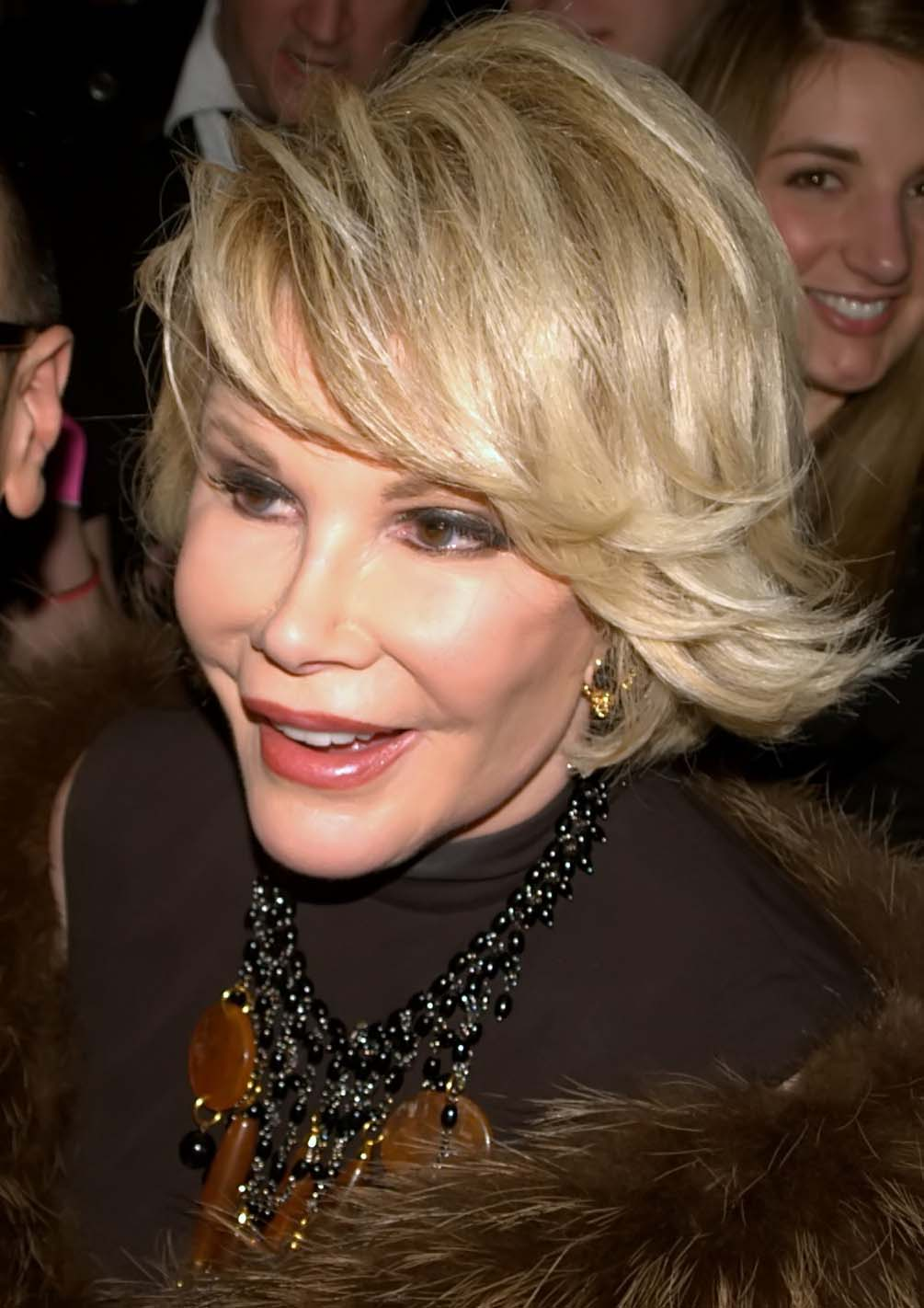
Loosey LaDuca remporte le Snatch Game de la quinzième saison avec son imitation de Joan Rivers.
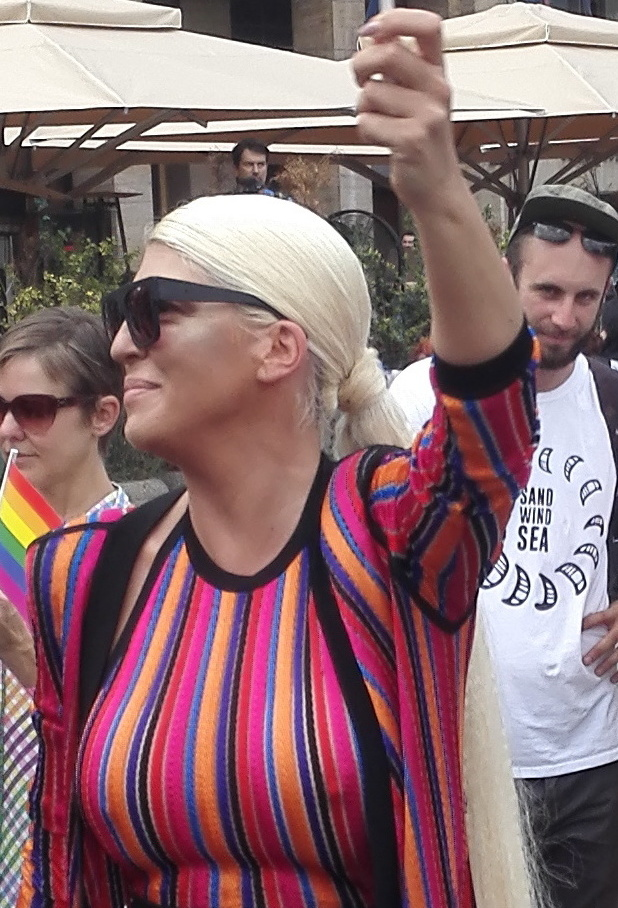
Plane Jane remporte le Snatch Game de la seizième saison avec son imitation de Jelena Karleuša.
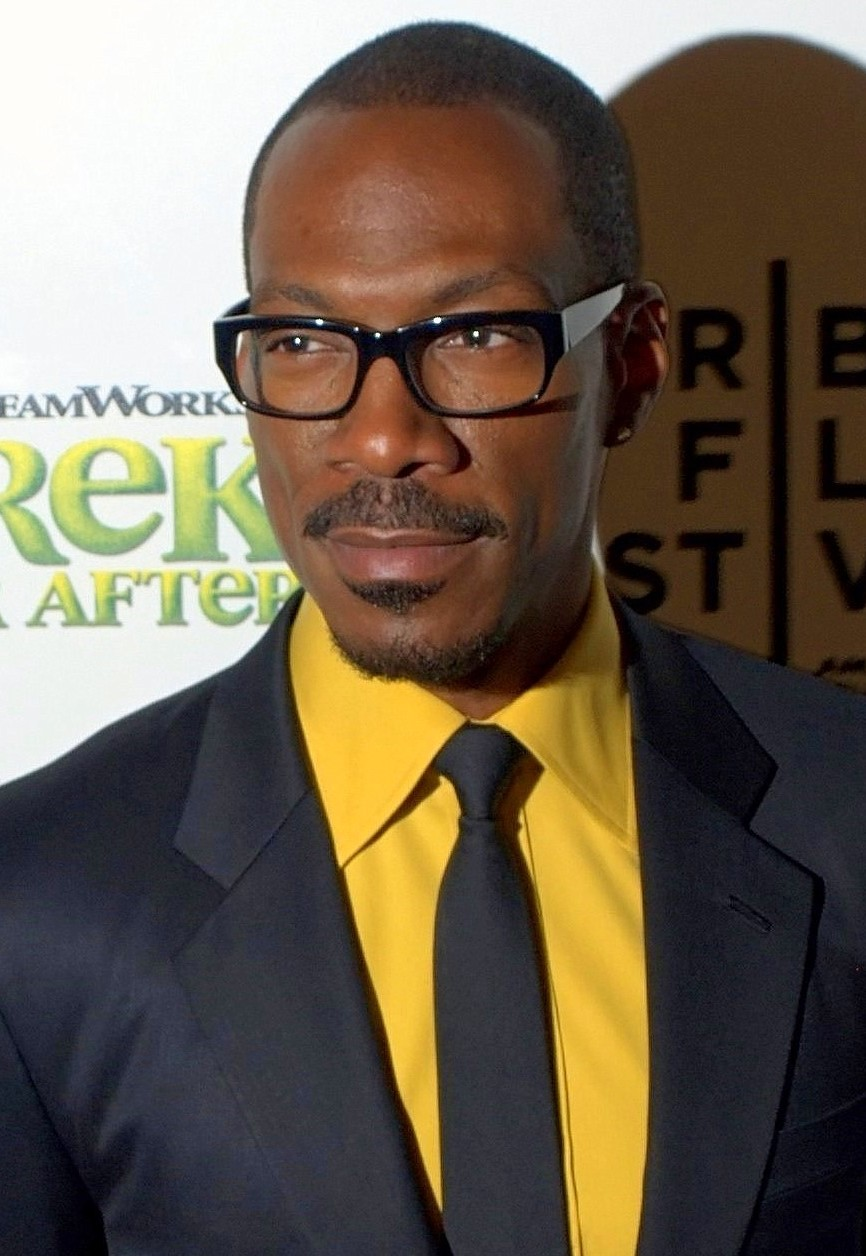
Onya Nurve remporte le Snatch Game de la dix-septième saison avec son imitation d'Eddie Murphy.

| Saison               | Candidate                 | Personnage                        | Saison | Candidate                | Personnage               | Saison | Candidate            | Personnage        |
| -------------------- | ------------------------- | --------------------------------- | ------ | ------------------------ | ------------------------ | ------ | -------------------- | ----------------- |
| 2                    | Tatianna                  | Britney Spears                    | 3      | Stacy Layne Matthews     | Mo'Nique                 | 4      | Chad Michaels        | Cher              |
| 2                    | Jujubee                   | Kimora Lee                        | 3      | Alexis Mateo             | Alicia Keys              | 4      | Dida Ritz            | Wendy Williams    |
| 2                    | Jessica Wild              | RuPaul                            | 3      | Carmen Carrera           | Jennifer Lopez           | 4      | Jiggly Caliente      | Snooki            |
| 2                    | Pandora Boxx              | Carol Channing                    | 3      | Manila Luzon             | Imelda Marcos            | 4      | Latrice Royale       | Aretha Franklin   |
| 2                    | Raven                     | Paris Hilton                      | 3      | Raja                     | Tyra Banks               | 4      | Phi Phi O'Hara       | Lady Gaga         |
| 2                    | Sahara Davenport          | Whitney Houston                   | 3      | Shangela                 | Tina Turner              | 4      | Sharon Needles       | Michelle Visage   |
| 2                    | Tyra Sanchez              | Beyoncé                           | 3      | Yara Sofia               | Amy Winehouse            | 4      | Willam               | Jessica Simpson   |
| 2                    | Morgan McMichaels         | Pink                              | 3      | Delta Work               | Cher                     | 4      | Milan                | Diana Ross        |
| 2                    | Sonique                   | Lady Gaga                         | 3      | Mariah Balenciaga        | Joan Crawford            | 4      | Kenya Michaels       | Beyoncé           |
|                      |                           |                                   |        |                          |                          |        |                      |                   |
| 5                    | Jinkx Monsoon             | Little Edie                       | 6      | BenDeLaCreme             | Maggie Smith             | 7      | Ginger Minj          | Adele             |
| 5                    | Alaska                    | Lady Bunny                        | 6      | Adore Delano             | Anna Nicole Smith        | 7      | Kennedy Davenport    | Little Richard    |
| 5                    | Alyssa Edwards            | Katy Perry                        | 6      | Bianca Del Rio           | Judge Judy               | 7      | Katya                | Suze Orman        |
| 5                    | Coco Montrese             | Janet Jackson                     | 6      | Courtney Act             | Fran Drescher            | 7      | Miss Fame            | Donatella Versace |
| 5                    | Ivy Winters               | Marilyn Monroe                    | 6      | Darienne Lake            | Paula Deen               | 7      | Pearl                | Angela Raiola     |
| 5                    | Jade Jolie                | Taylor Swift                      | 6      | Joslyn Fox               | Teresa Giudice           | 7      | Violet Chachki       | Alyssa Edwards    |
| 5                    | Roxxxy Andrews            | Tamar Braxton                     | 6      | Milk                     | Julia Child              | 7      | Jaidynn Diore Fierce | Raven-Symoné      |
| 5                    | Detox                     | Kesha                             | 6      | Trinity K. Bonet         | Nicki Minaj              | 7      | Max                  | Sharon Needles    |
| 5                    | Lineysha Sparx            | Celia Cruz                        | 6      | Laganja Estranja         | Rachel Zoe               |        |                      |                   |
|                      |                           |                                   | 6      | Gia Gunn                 | Kim Kardashian           |        |                      |                   |
|                      |                           |                                   |        |                          |                          |        |                      |                   |
| 8                    | Bob The Drag Queen        | Uzo Aduba / Carol Channing        | 9      | Alexis Michelle          | Liza Minnelli            | 10     | Aquaria              | Melania Trump     |
| 8                    | Chi Chi DeVayne           | Eartha Kitt                       | 9      | Aja                      | Alyssa Edwards           | 10     | Asia O'Hara          | Beyoncé           |
| 8                    | Derrick Barry             | Britney Spears                    | 9      | Farrah Moan              | Gigi Gorgeous            | 10     | Eureka               | Alana Thompson    |
| 8                    | Kim Chi                   | « Kimmy Jong-un »                 | 9      | Nina Bo'nina Brown       | Jasmine Masters          | 10     | Kameron Michaels     | Chyna             |
| 8                    | Robbie Turner             | Diana Vreeland                    | 9      | Sasha Velour             | Marlene Dietrich         | 10     | Monét X Change       | Maya Angelou      |
| 8                    | Thorgy Thor               | Michael Jackson                   | 9      | Shea Couleé              | Naomi Campbell           | 10     | Miz Cracker          | Dorothy Parker    |
| 8                    | Naomi Smalls              | Tiffany Pollard                   | 9      | Trinity Taylor           | Amanda Lepore            | 10     | The Vixen            | Blue Ivy Carter   |
| 8                    | Acid Betty                | Nancy Grace                       | 9      | Valentina                | Adriana Gutiérrez        | 10     | Monique Heart        | Maxine Waters     |
|                      |                           |                                   | 9      | Peppermint               | Nene Leakes              |        |                      |                   |
| Cynthia Lee Fontaine | Sofía Vergara             |                                   | 9      |                          |                          |        |                      |                   |
|                      |                           |                                   |        |                          |                          |        |                      |                   |
| 11                   | Silky Nutmeg Ganache      | Ts Madison                        | 12     | Gigi Goode               | « Maria The Robot »      | 13     | Gottmik              | Paris Hilton      |
| 11                   | A'Keria C. Davenport      | Tiffany Haddish                   | 12     | Crystal Methyd           | Poppy                    | 13     | Denali               | Jonathan Van Ness |
| 11                   | Nina West                 | Harvey Fierstein / Jo Anne Worley | 12     | Heidi N Closet           | Leslie Jones             | 13     | Kandy Muse           | Patrick Starrr    |
| 11                   | Shuga Cain                | Charo                             | 12     | Jaida Essence Hall       | Cardi B                  | 13     | Olivia Lux           | Tabitha Brown     |
| 11                   | Plastique Tiara           | Lovely Mimi                       | 12     | Jackie Cox               | Lisa Rinna               | 13     | Rosé                 | Marie Stuart      |
| 11                   | Vanessa Vanjie Mateo      | Danielle Bregoli                  | 12     | Jan                      | Bernadette Peters        | 13     | Symone               | Harriet Tubman    |
| 11                   | Brooke Lynn Hytes         | Céline Dion                       | 12     | Sherry Pie               | Katharine Hepburn        | 13     | Tina Burner          | Richard Simmons   |
| 11                   | Yvie Oddly                | Whoopi Goldberg                   | 12     | Widow Von'Du             | Tina Turner / Ike Turner | 13     | Utica Queen          | Bob Ross          |
|                      |                           |                                   | 12     | Brita                    | Jennifer Holliday        | 13     | Elliott with 2 Ts    | Rue McClanahan    |
| Aiden Zhane          | Patricia Quinn            |                                   |        |                          |                          |        |                      |                   |
|                      |                           |                                   |        |                          |                          |        |                      |                   |
| 14                   | DeJa Skye                 | Lil Jon                           | 15     | Loosey LaDuca            | Joan Rivers              | 16     | Plane Jane           | Jelena Karleuša   |
| 14                   | Angeria Paris VanMicheals | Tammie Brown                      | 15     | Amethyst                 | Patricia Krentcil        | 16     | Dawn                 | Meghan McCain     |
| 14                   | Bosco                     | Gwyneth Paltrow                   | 15     | Anetra                   | « Gorgena Ramsay »       | 16     | Mhi'ya Iman Le'Paige | Shaquita          |
| 14                   | Daya Betty                | Ozzy Osbourne                     | 15     | Aura Mayari              | Bretman Rock             | 16     | Nymphia Wind         | Jane Goodall      |
| 14                   | Jasmine Kennedie          | Betsy DeVos                       | 15     | Jax                      | Mona Lisa                | 16     | Plasma               | Patti LuPone      |
| 14                   | Jorgeous                  | Ilana Glazer                      | 15     | Luxx Noir London         | Amanda LePore            | 16     | Q                    | Amelia Earhart    |
| 14                   | Lady Camden               | William Shakespeare               | 15     | Malaysia Babydoll Foxx   | Saucy Santana            | 16     | Sapphira Cristál     | James Brown       |
| 14                   | Willow Pill               | Drew Barrymore                    | 15     | Marcia Marcia Marcia     | Tim Gunn                 | 16     | Morphine Love Dion   | Anna Delvey       |
|                      |                           |                                   | 15     | Mistress Isabelle Brooks | Rosie O'Donnell          | 16     | Xunami Muse          | Fée des dents     |
| Robin Fierce         | Karen Huger               |                                   | 15     |                          |                          |        |                      |                   |
| Salina EsTitties     | Vierge Marie              |                                   | 15     |                          |                          |        |                      |                   |
| Sasha Colby          | Jan Crouch                |                                   | 15     |                          |                          |        |                      |                   |
| Spice                | Miley Cyrus               |                                   | 15     |                          |                          |        |                      |                   |
| Sugar                | Trisha Paytas             |                                   | 15     |                          |                          |        |                      |                   |
|                      |                           |                                   |        |                          |                          |        |                      |                   |
| 15                   | Onya Nurve                | Eddie Murphy                      |        |                          |                          |        |                      |                   |
| 15                   | Acacia Forgot             | Trisha Paytas                     |        |                          |                          |        |                      |                   |
| 15                   | Arrietty                  | Cupidon                           |        |                          |                          |        |                      |                   |
| 15                   | Jewels Sparkles           | Bigfoot                           |        |                          |                          |        |                      |                   |
| 15                   | Kori King                 | Angela Raiola                     |        |                          |                          |        |                      |                   |
| 15                   | Lexi Love                 | Gilbert Gottfried                 |        |                          |                          |        |                      |                   |
| 15                   | Lydia B Kollins           | David Lynch                       |        |                          |                          |        |                      |                   |
| 15                   | Sam Star                  | Kim Gravel                        |        |                          |                          |        |                      |                   |
| 15                   | Suzie Toot                | Ellen Greene                      |        |                          |                          |        |                      |                   |
| 15                   | Lana Ja'Rae               | Rosa Parks                        |        |                          |                          |        |                      |                   |
| 15                   | Crystal Envy              | Nicole Richie                     |        |                          |                          |        |                      |                   |

#### RuPaul's Drag Race All Stars

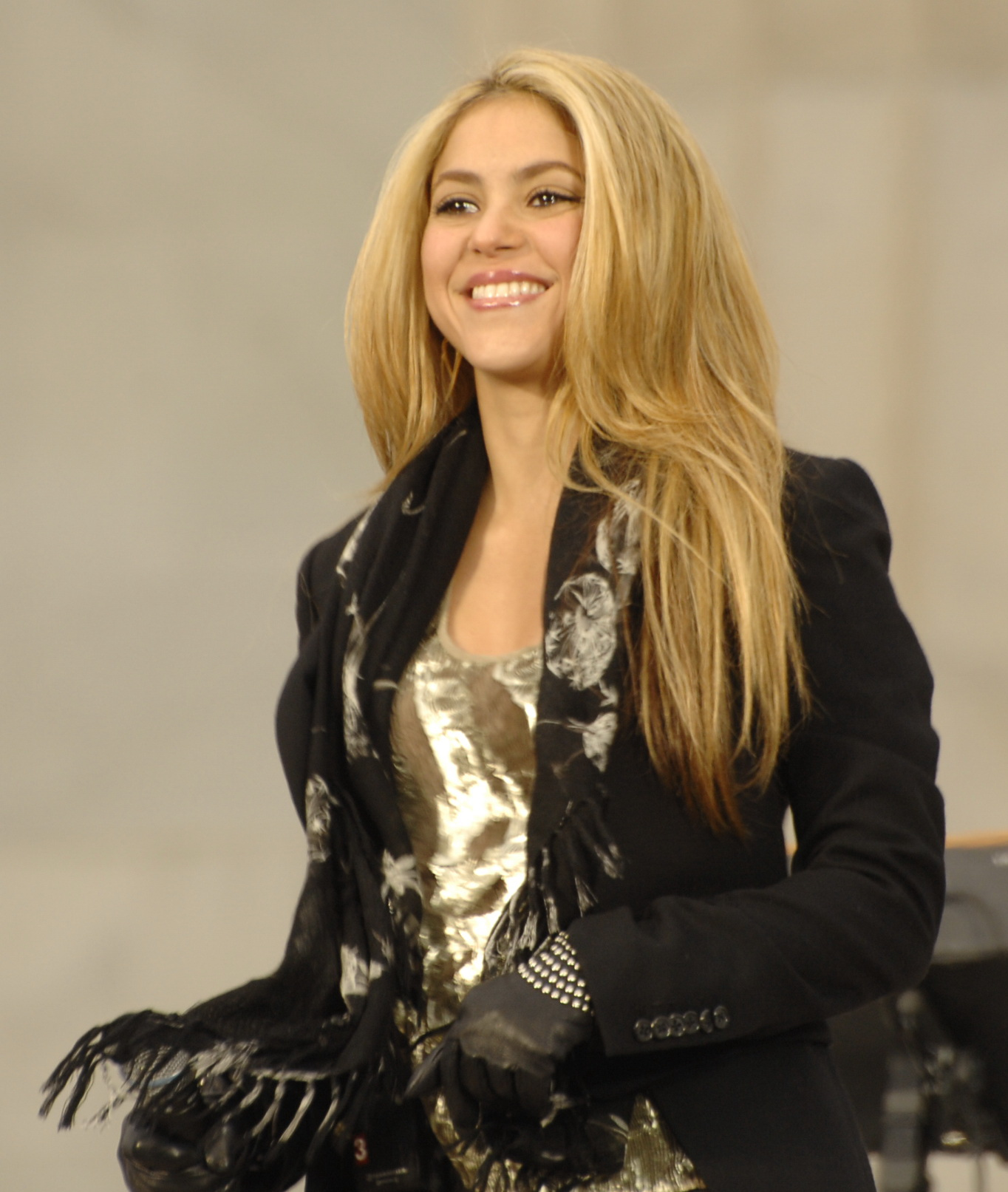
Alexis Mateo remporte le RuPaul's Gaff-In de la première saison avec son imitation de Shakira.
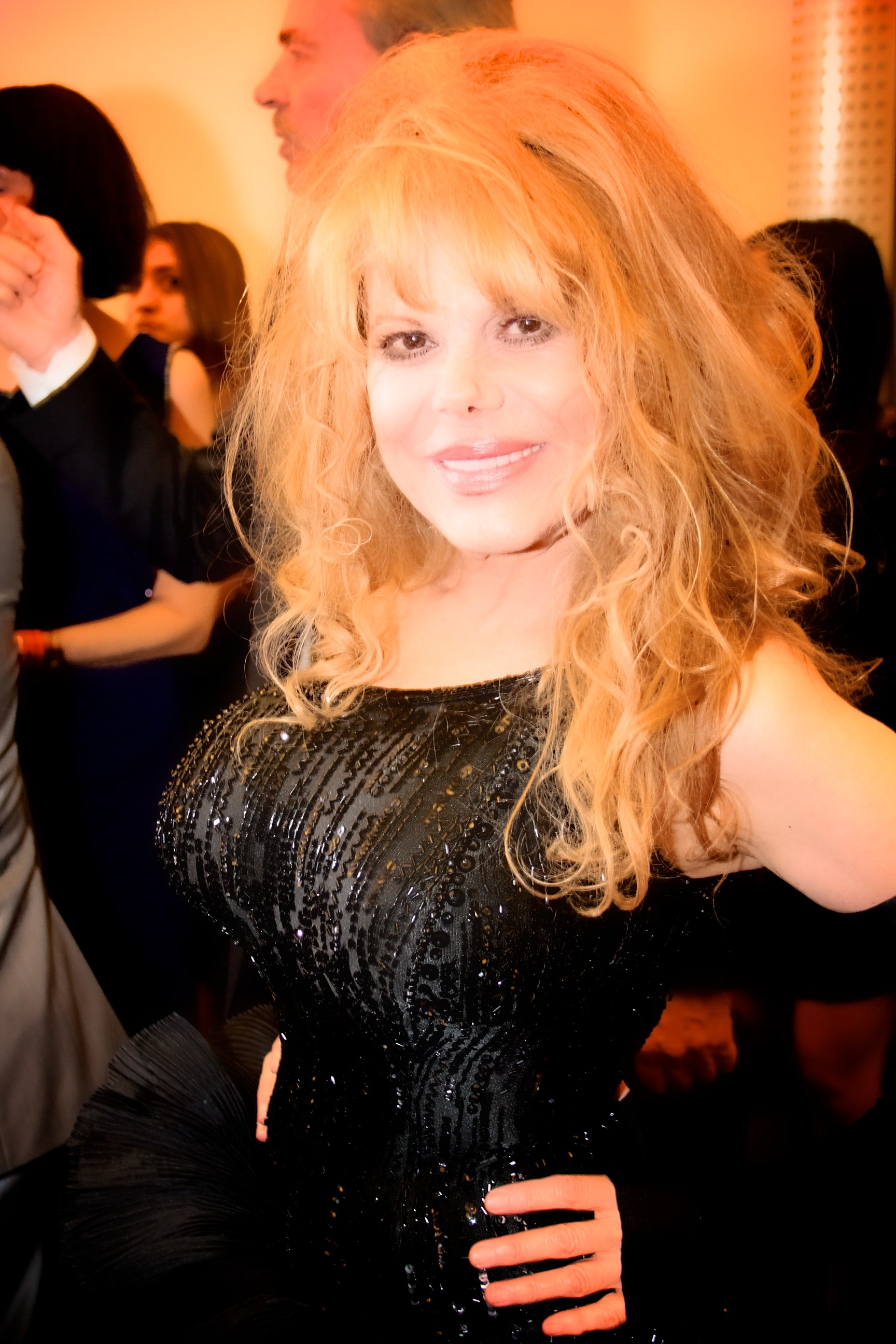
Yara Sofia remporte le RuPaul's Gaff-In de la première saison avec son imitation de Charo.
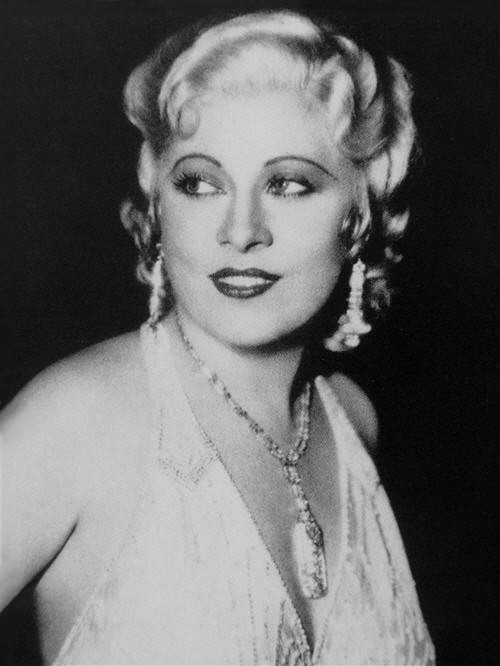
Alaska remporte le Snatch Game de la deuxième saison avec son imitation de Mae West.
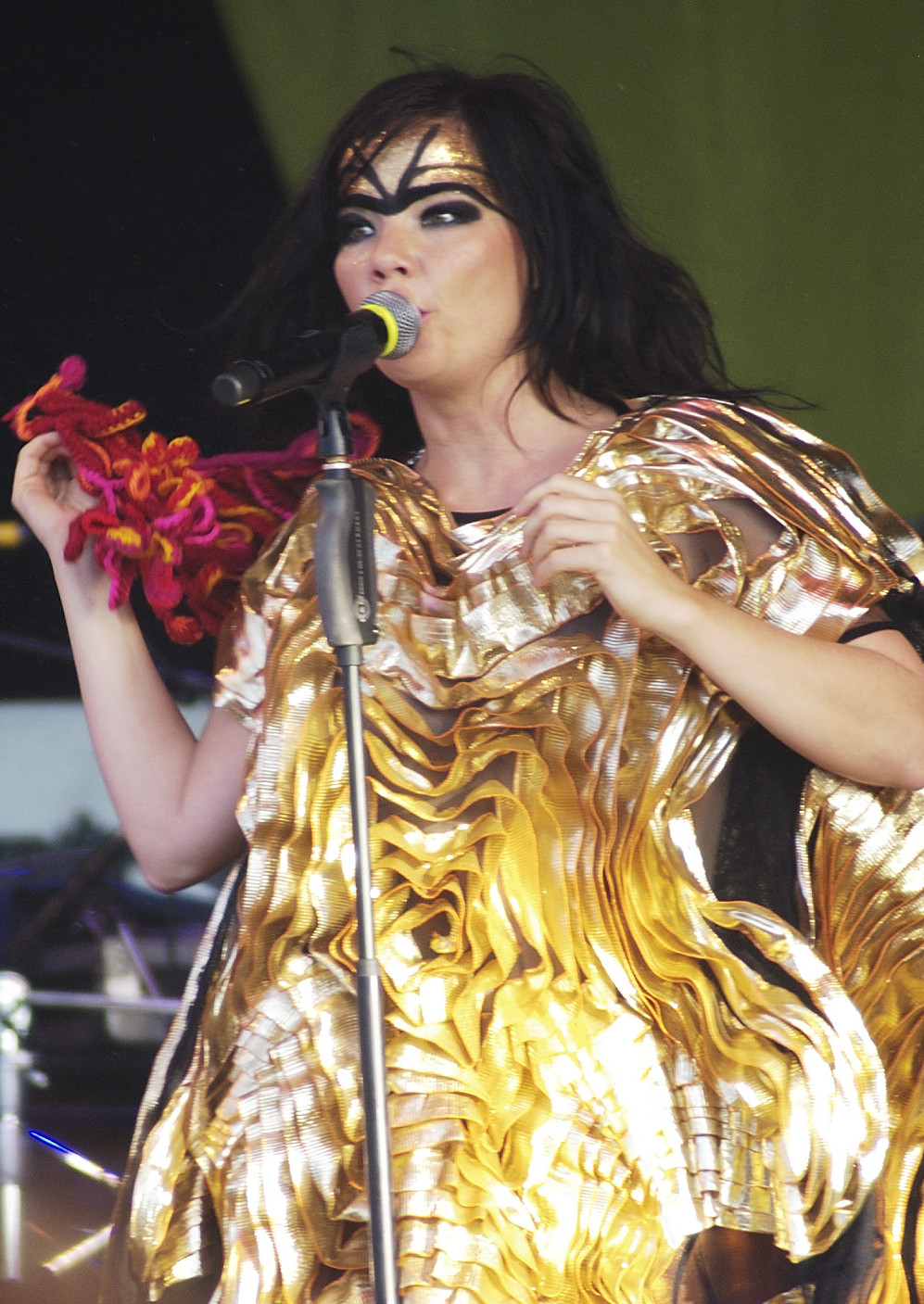
Katya remporte le Snatch Game de la deuxième saison avec son imitation de Björk.
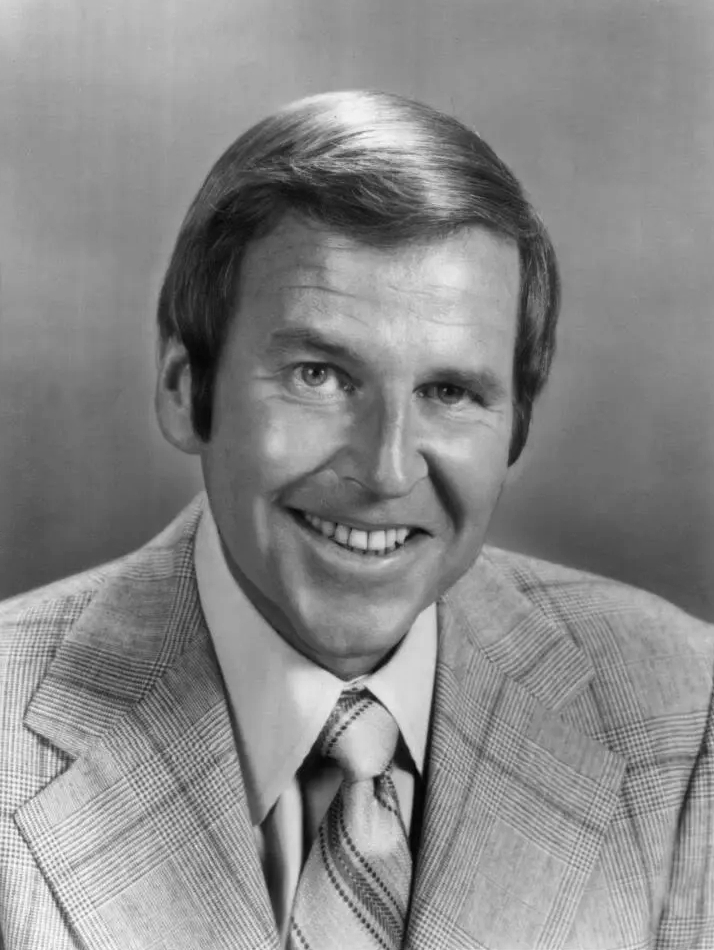
BenDeLaCreme remporte le Snatch Game de la troisième saison avec son imitation de Paul Lynde.
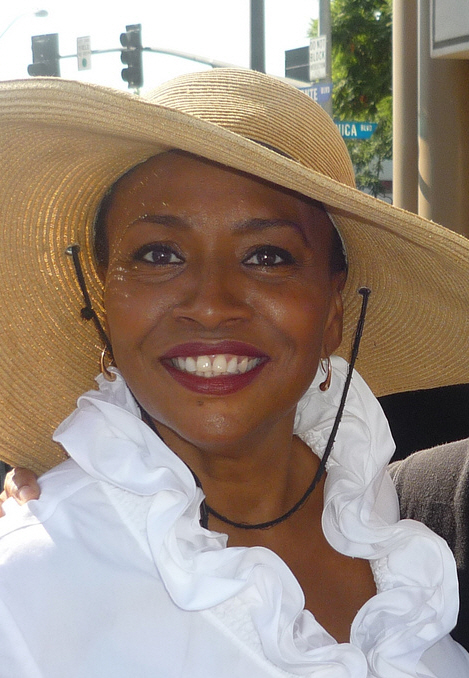
Shangela remporte le Snatch Game de la troisième saison avec son imitation de Jenifer Lewis.
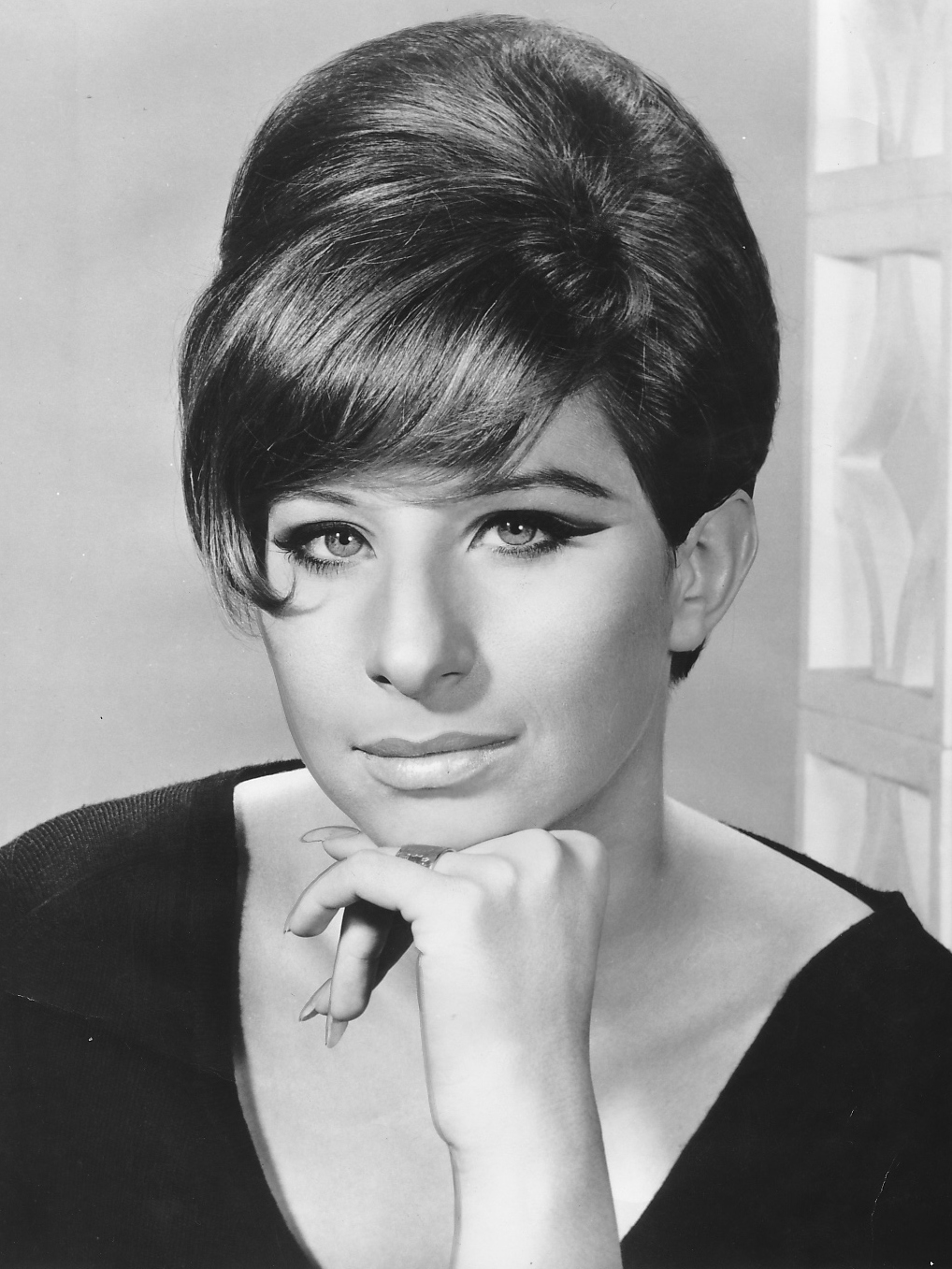
Manila Luzon remporte le Snatch Game of Love de la quatrième saison avec son imitation de Barbra Streisand.
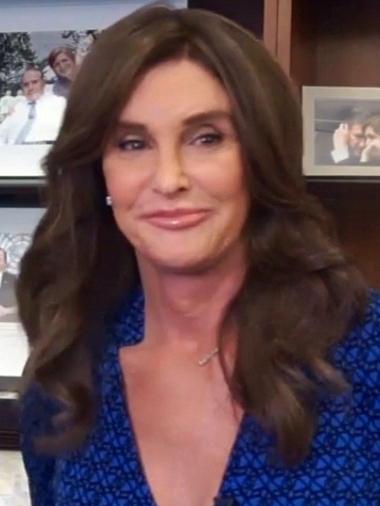
Trinity The Tuck remporte le Snatch Game of Love de la quatrième saison avec son imitation de Caitlyn Jenner.
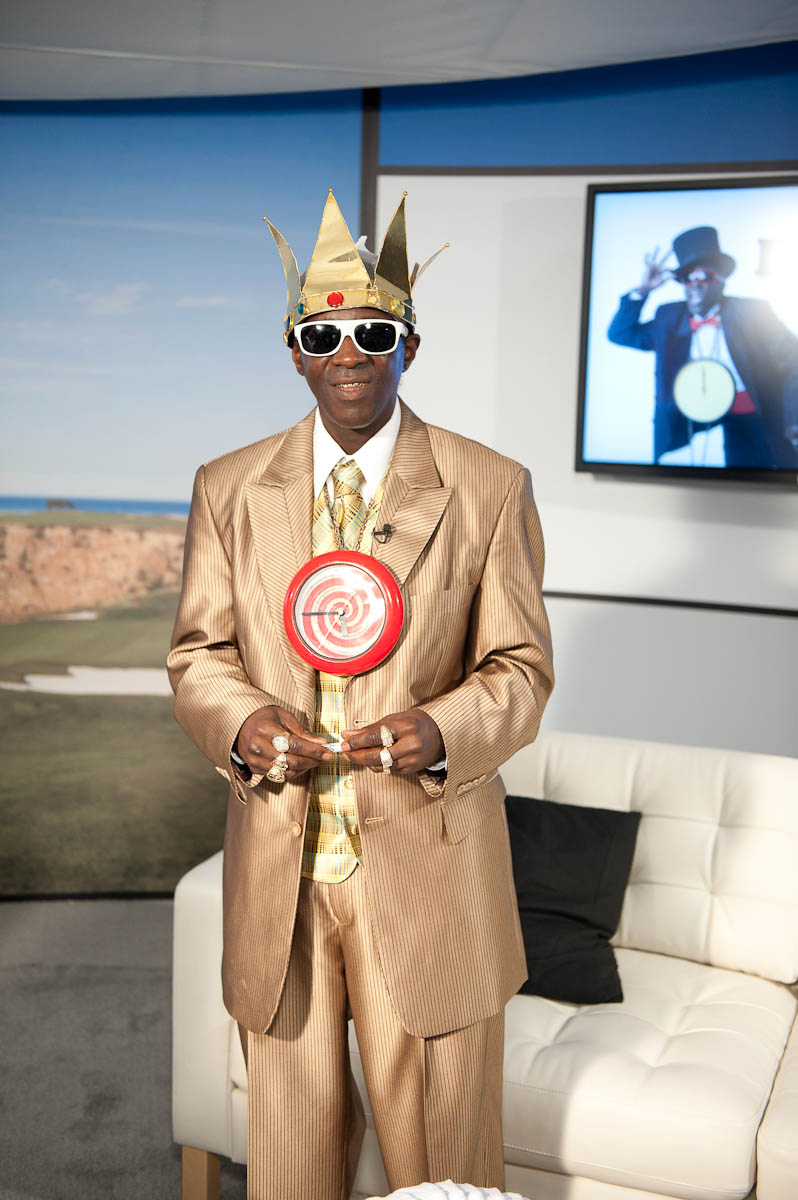
Shea Couleé remporte le Snatch Game of Love de la cinquième saison avec son imitation de Flavor Flav.
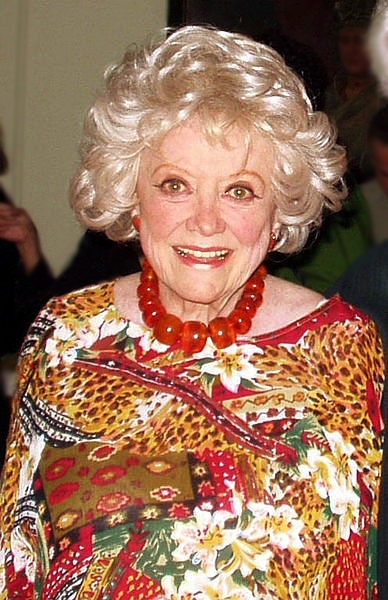
Ginger Minj remporte le Snatch Game of Love de la cinquième saison avec son imitation de Phyllis Diller.
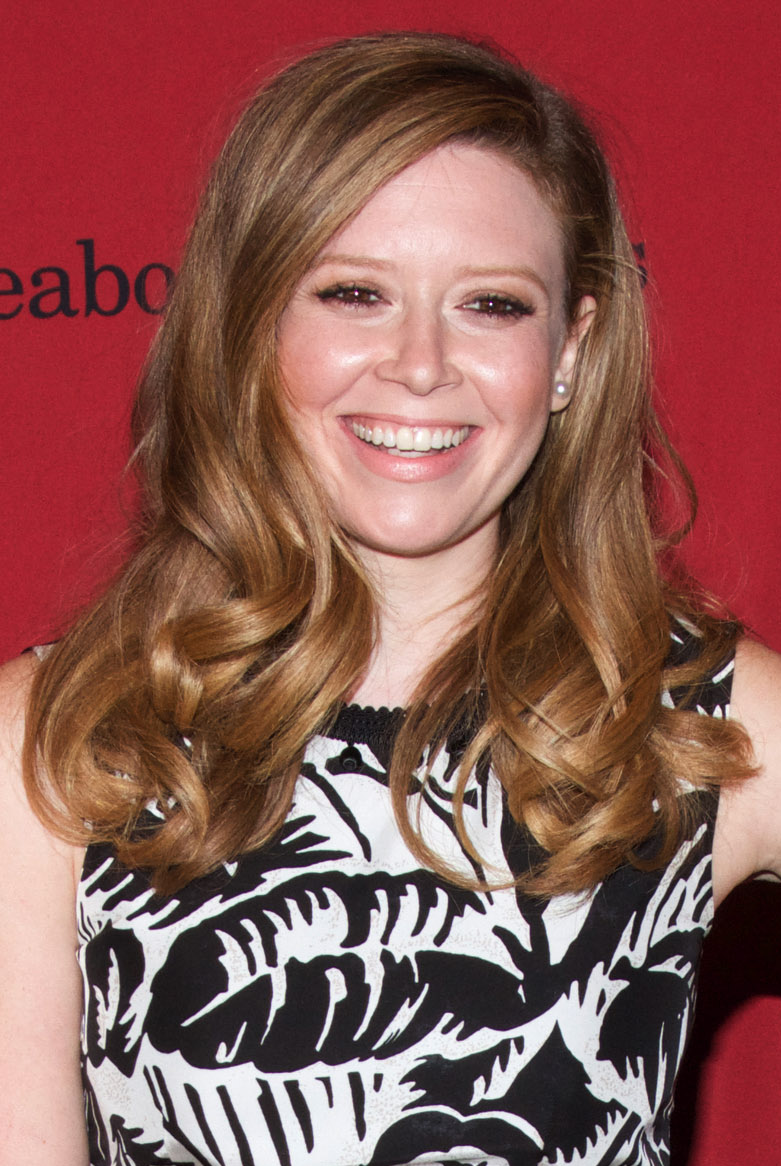
Jinkx Monsoon remporte le Snatch Game de la septième saison avec son imitation de Natasha Lyonne...
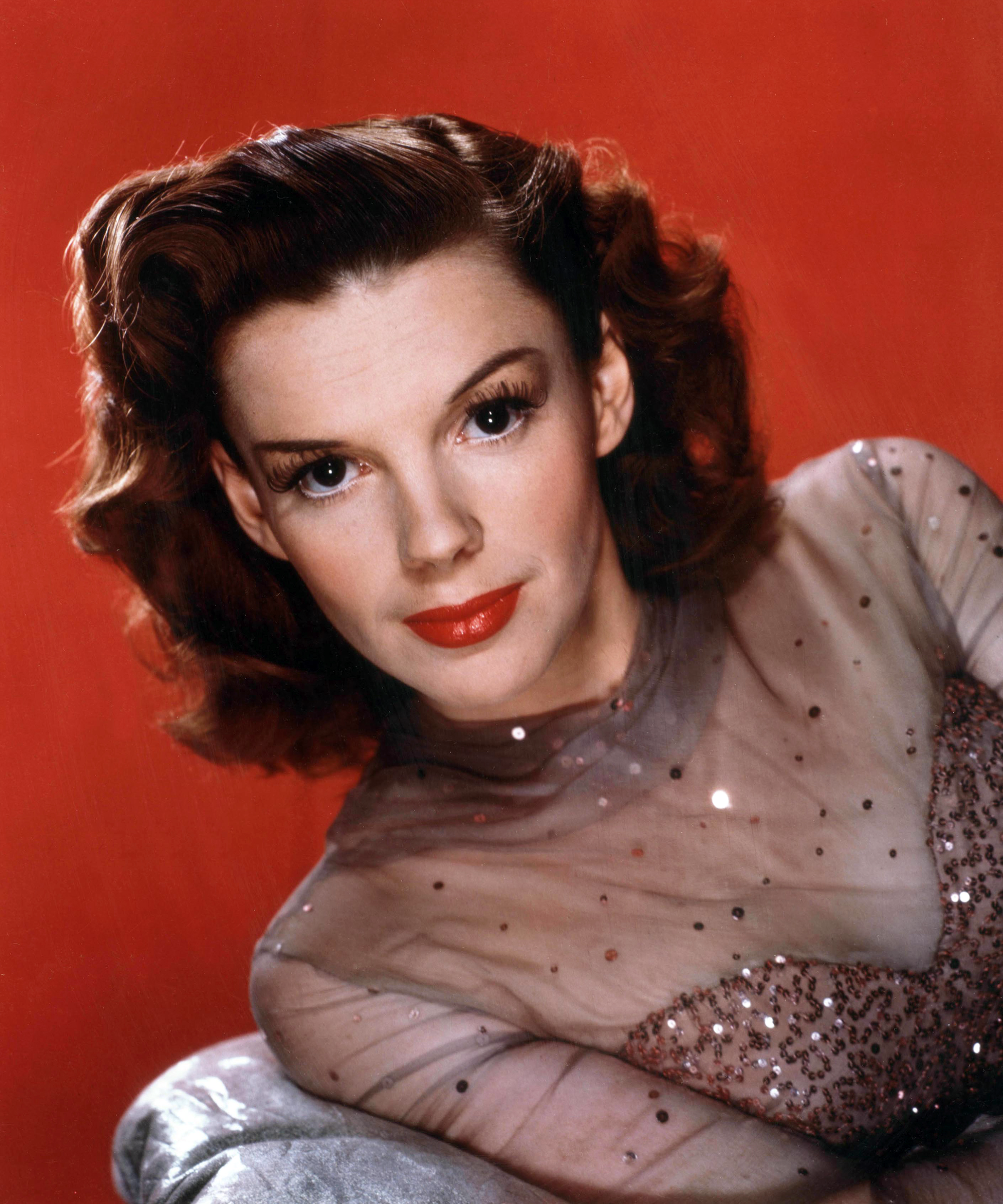
... et de Judy Garland.
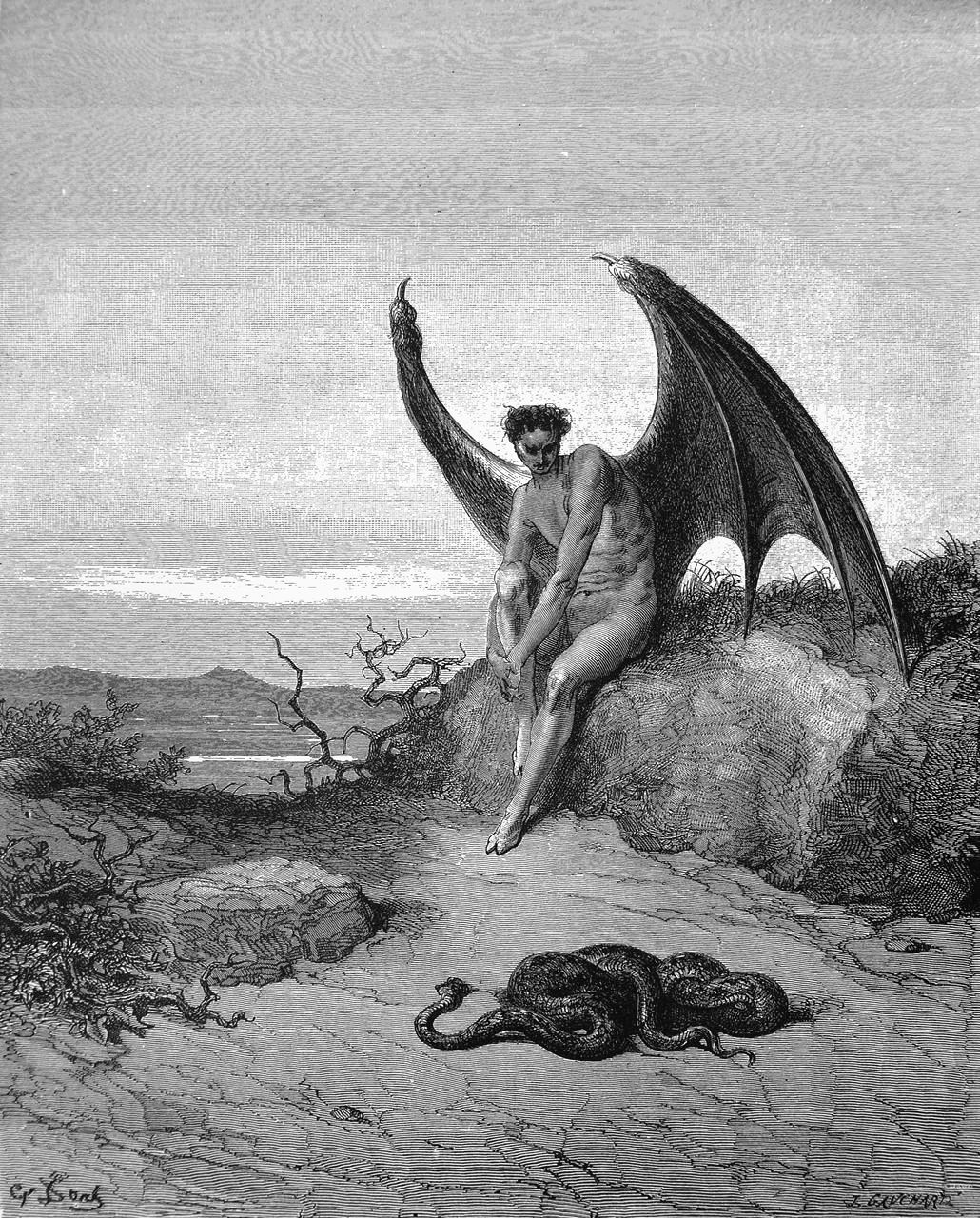
Trinity The Tuck remporte le Snatch Game de la septième saison avec son imitation de Lucifer...
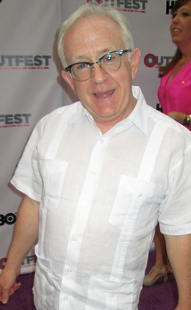
... et de Leslie Jordan.
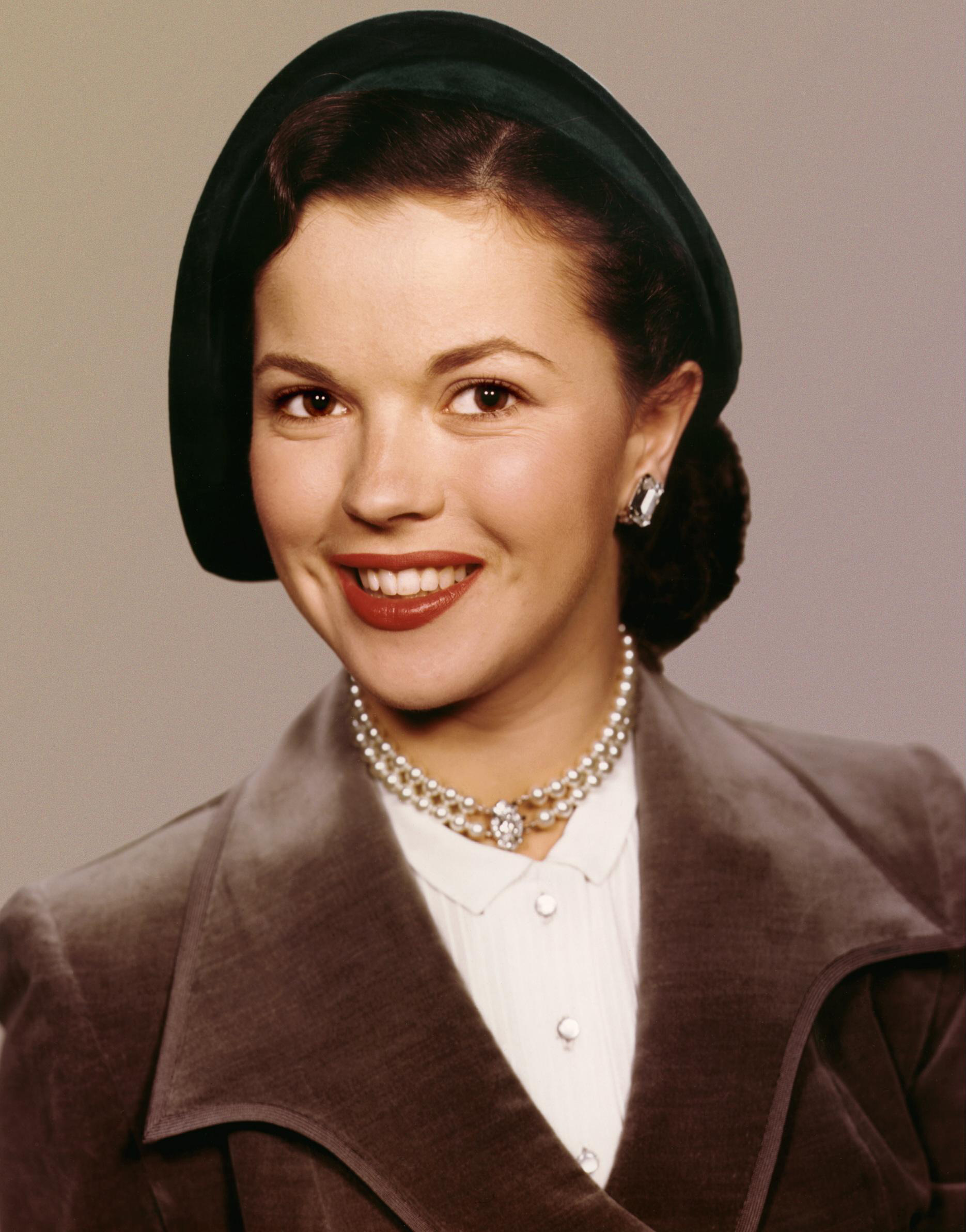
Jimbo remporte le Snatch Game of Love de la huitième saison avec son imitation de Shirley Temple.
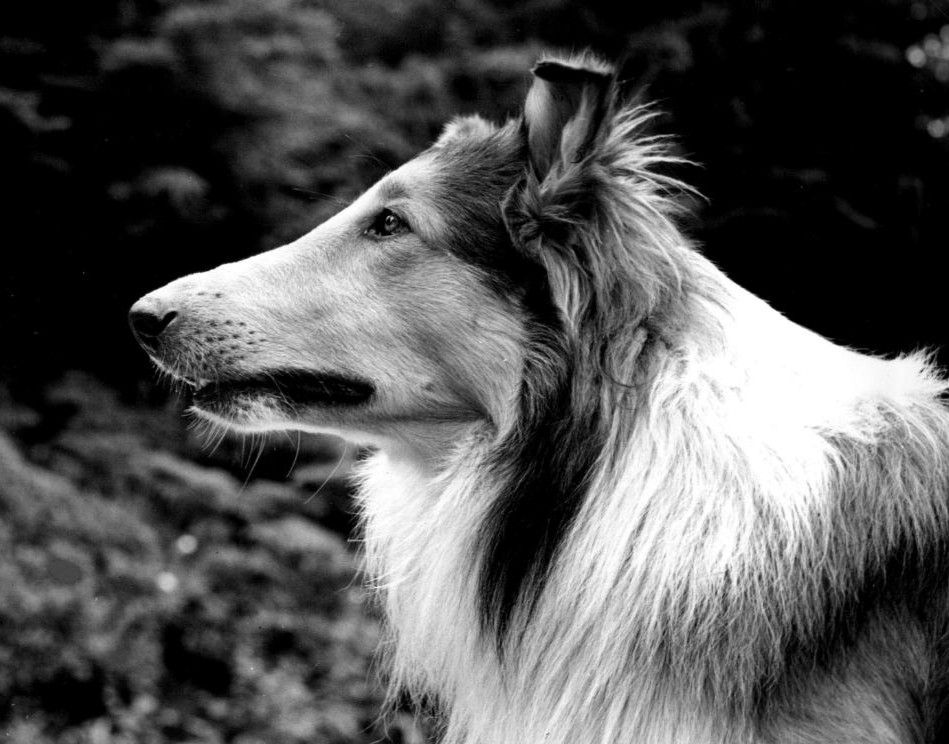
Gottmik remporte le Snatch Game of Love de la neuvième saison avec son imitation de Pal.
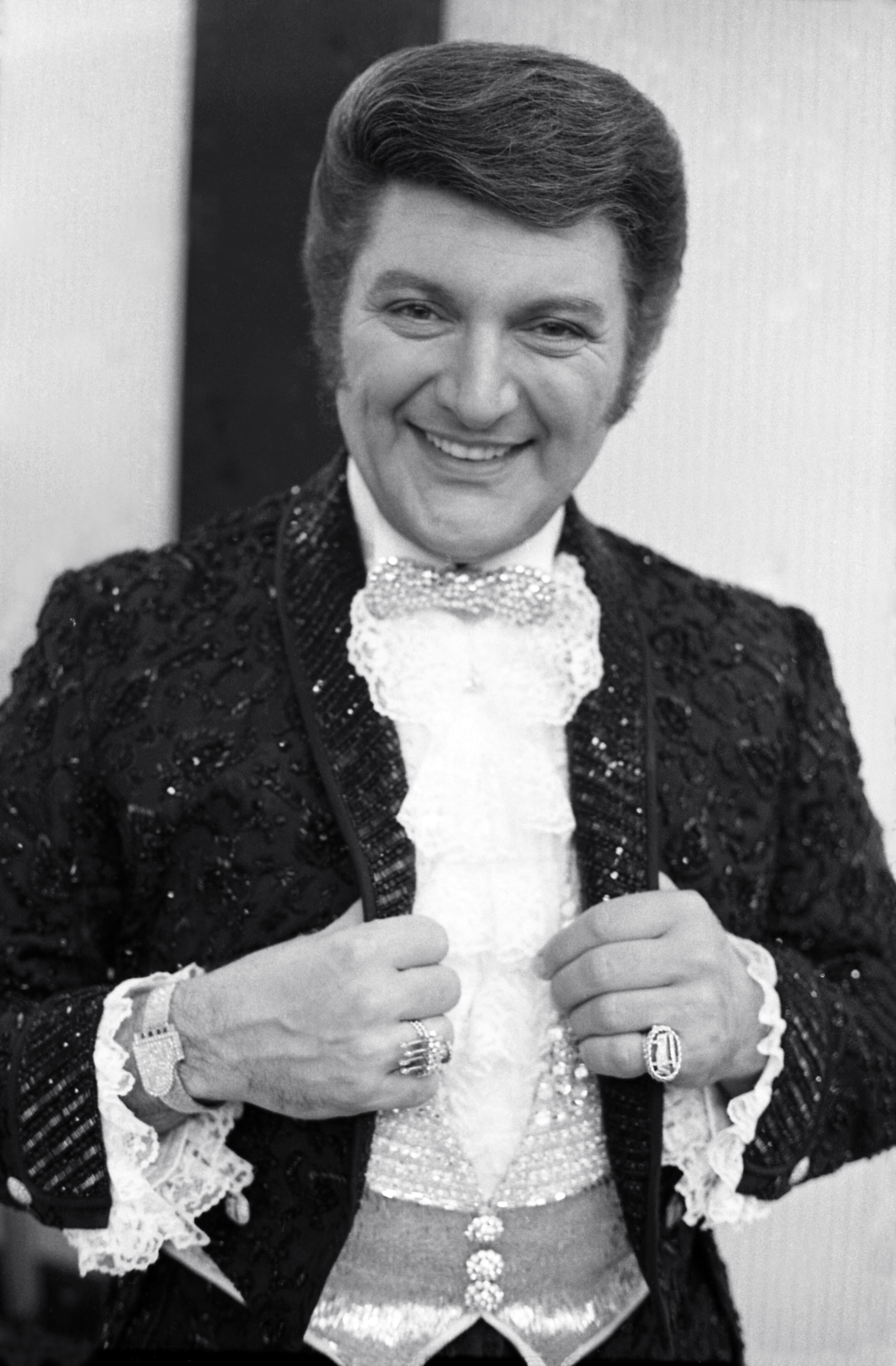
Nina West remporte le Snatch Game of Love de la neuvième saison avec son imitation de Liberace.

| Saison | Candidate          | Personnage                     | Saison | Candidate        | Personnage         | Saison | Candidate                 | Personnage      |
| ------ | ------------------ | ------------------------------ | ------ | ---------------- | ------------------ | ------ | ------------------------- | --------------- |
| 1      | Alexis Mateo       | Shakira                        | 2      | Alaska           | Mae West           | 3      | BenDeLaCreme              | Paul Lynde      |
| 1      | Yara Sofia         | Charo                          | 2      | Katya            | Björk              | 3      | Shangela                  | Jenifer Lewis   |
| 1      | Chad Michaels      | Bette Davis                    | 2      | Alyssa Edwards   | Joan Crawford      | 3      | Aja                       | Crystal LaBeija |
| 1      | Jujubee            | Fran Drescher                  | 2      | Ginger Minj      | Tammy Faye Messner | 3      | BeBe Zahara Benet         | Grace Jones     |
| 1      | Raven              | Bea Arthur                     | 2      | Phi Phi O'Hara   | Theresa Caputo     | 3      | Kennedy Davenport         | Phaedra Parks   |
| 1      | Shannel            | Lucille Ball                   | 2      | Detox            | Nancy Grace        | 3      | Trixie Mattel             | RuPaul          |
| 1      | Latrice Royale     | Oprah Winfrey                  | 2      | Roxxxy Andrews   | Alaska             | 3      | Chi Chi DeVayne           | Maya Angelou    |
| 1      | Manila Luzon       | Madonna                        | 2      | Tatianna         | Ariana Grande      |        |                           |                 |
| 1      | Nina Flowers       | La Lupe                        |        |                  |                    |        |                           |                 |
| 1      | Tammie Brown       | Tammy Faye                     |        |                  |                    |        |                           |                 |
|        |                    |                                |        |                  |                    |        |                           |                 |
| 4      | Manila Luzon       | Barbra Streisand               | 5      | Shea Couleé      | Flavor Flav        | 6      | Ginger Minj               | Phyllis Diller  |
| 4      | Trinity The Tuck   | Caitlyn Jenner                 | 5      | Alexis Mateo     | Walter Mercado     | 6      | Eureka!                   | Divine          |
| 4      | Latrice Royale     | Della Reese                    | 5      | Blair St. Clair  | Ellen DeGeneres    | 6      | Kylie Sonique Love        | Dolly Parton    |
| 4      | Monét X Change     | Whitney Houston                | 5      | Jujubee          | Eartha Kitt        | 6      | Ra'Jah O'Hara             | La Toya Jackson |
| 4      | Monique Heart      | Tiffany Haddish                | 5      | Miz Cracker      | Lady Gaga          | 6      | Trinity K. Bonet          | Whitney Houston |
| 4      | Naomi Smalls       | Wendy Williams                 | 5      | India Ferrah     | Jeffree Star       | 6      | Pandora Boxx              | Kim Cattrall    |
| 4      | Valentina          | Eartha Kitt                    |        |                  |                    |        |                           |                 |
| 4      | Gia Gunn           | Jenny Bui                      |        |                  |                    |        |                           |                 |
|        |                    |                                |        |                  |                    |        |                           |                 |
| 7      | Jinkx Monsoon      | Natasha Lyonne / Judy Garland  | 8      | Jimbo            | Shirley Temple     | 9      | Gottmik                   | Pal             |
| 7      | Trinity The Tuck   | Lucifer / Leslie Jordan        | 8      | Alexis Michelle  | Bea Arthur         | 9      | Nina West                 | Liberace        |
| 7      | Jaida Essence Hall | Prince / The Lady Chablis      | 8      | Jaymes Mansfield | Jennifer Coolidge  | 9      | Angeria Paris VanMichaels | Marla Gibbs     |
| 7      | Monét X Change     | Mike Tyson / Martin Lawrence   | 8      | Heidi N Closet   | Barbe Noire        | 9      | Jorgeous                  | John Leguizamo  |
| 7      | Raja               | Madame / Diana Vreeland        | 8      | Kandy Muse       | Renée Graziano     | 9      | Plastique Tiara           | Ali Wong        |
| 7      | Shea Couleé        | Elsa Majimbo / J. Alexander    | 8      | LaLa Ri          | Sukihana           | 9      | Roxxxy Andrews            | Tasha Salad     |
| 7      | The Vivienne       | Joanna Lumley / Catherine Tate | 8      | Jessica Wild     | Iris Chacón        | 9      | Shannel                   | Liberace        |
| 7      | Yvie Oddly         | Rico Nasty / Le croque-mitaine | 8      | Kahanna Montrese | Coco Montrese      | 9      | Vanessa Vanjie            | Cléopâtre VII   |

#### RuPaul's Secret Celebrity Drag Race

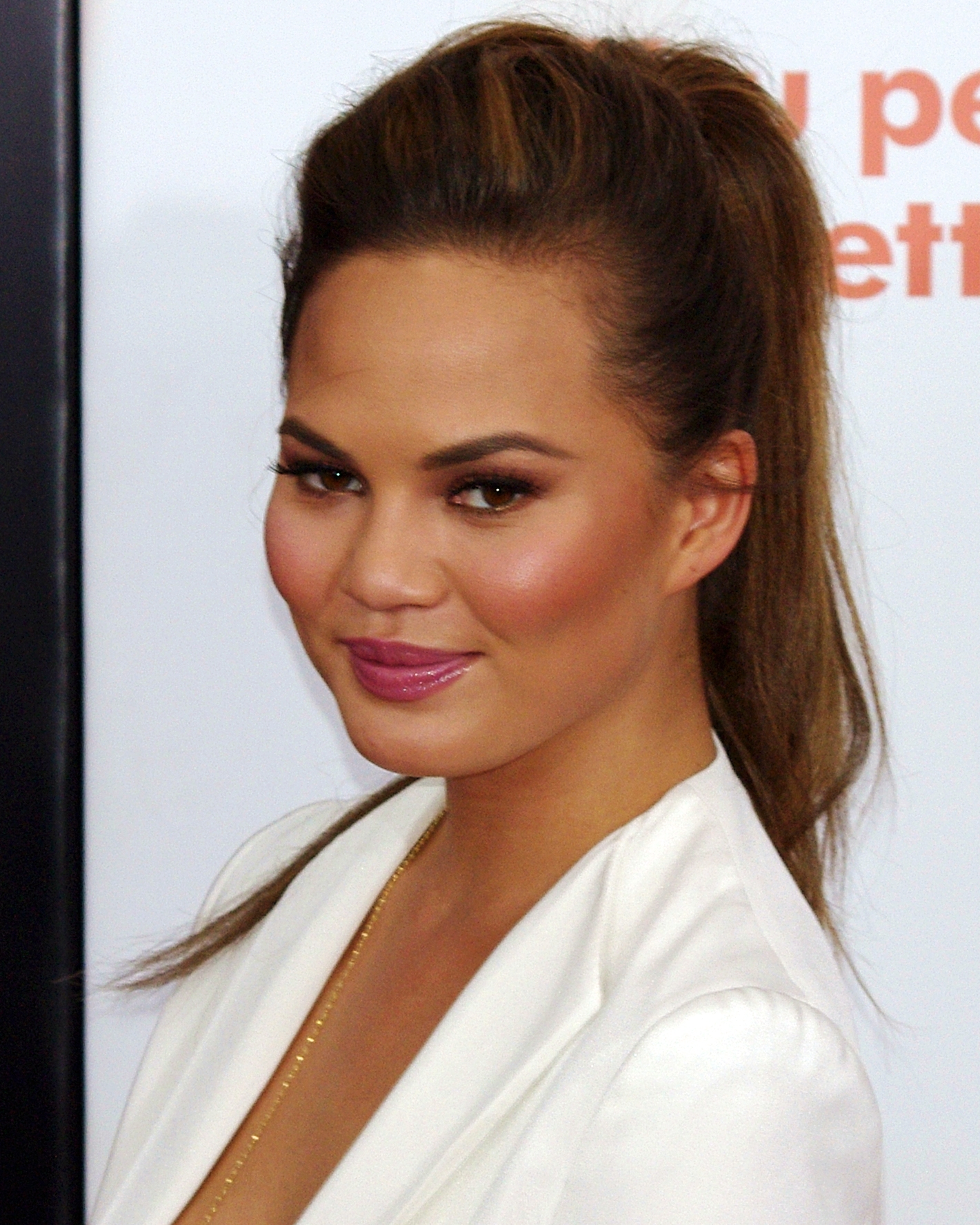
« Babykins La Roux » remporte le Snatch Game de la première saison avec son imitation de Chrissy Teigen.
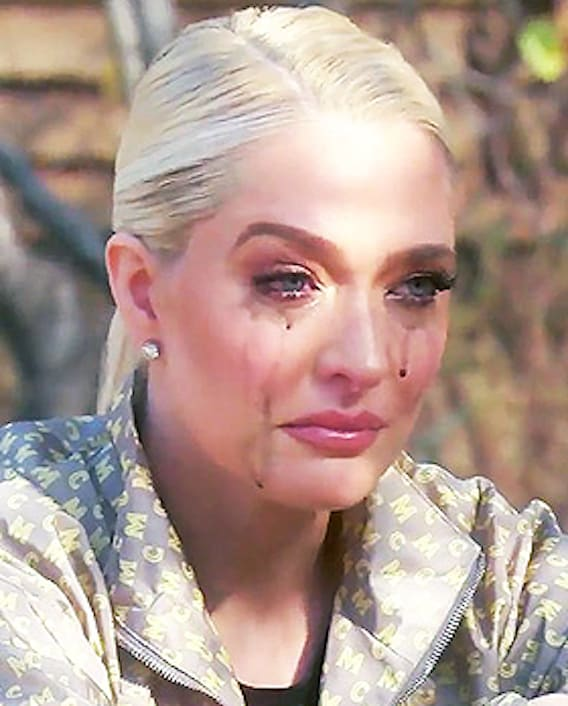
« Thirsty Von Trapp » remporte le Snatch Game de la deuxième saison avec son imitation de Erika Jayne.

| Saison | Candidate            | Personnage         | Saison | Candidate             | Personnage  |
| ------ | -------------------- | ------------------ | ------ | --------------------- | ----------- |
| 1      | « Babykins La Roux » | Chrissy Teigen     | 2      | « Thirsty Von Trapp » | Erika Jayne |
| 1      | « Miss Mimi Teapot » | Kevina Hart        | 2      | « Chakra 7 »          | Eartha Kitt |
| 1      | « Olivette Isyou »   | Lucille Ball       | 2      | « Poppy Love »        | David Bowie |
| 1      | Bob The Drag Queen   | Bob The Drag Queen | 2      | « Chic-Li-Fay »       | Céline Dion |

### Mexique

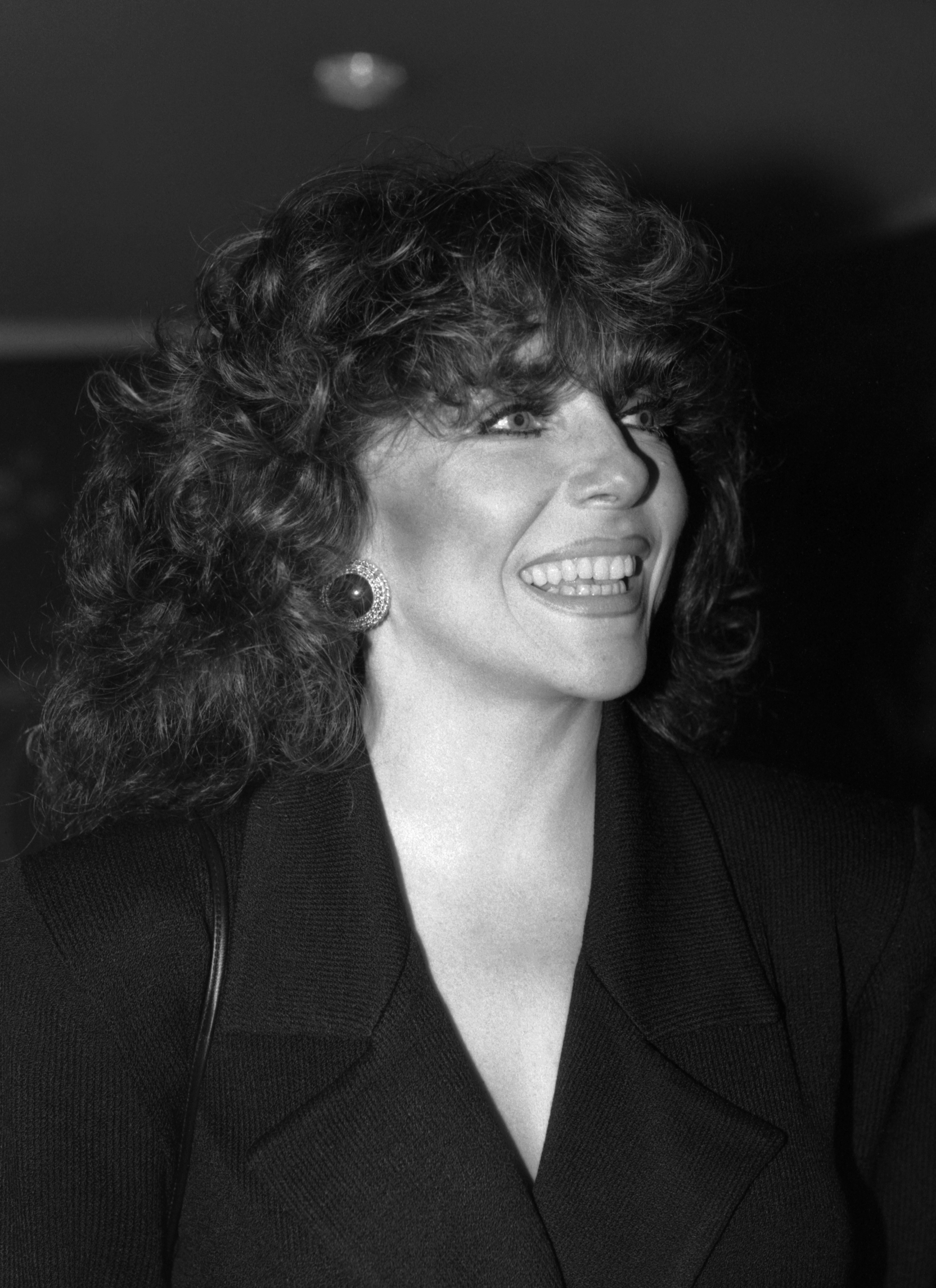
Cristian Peralta remporte le Snatch Game de la première saison avec son imitation de Verónica Castro.
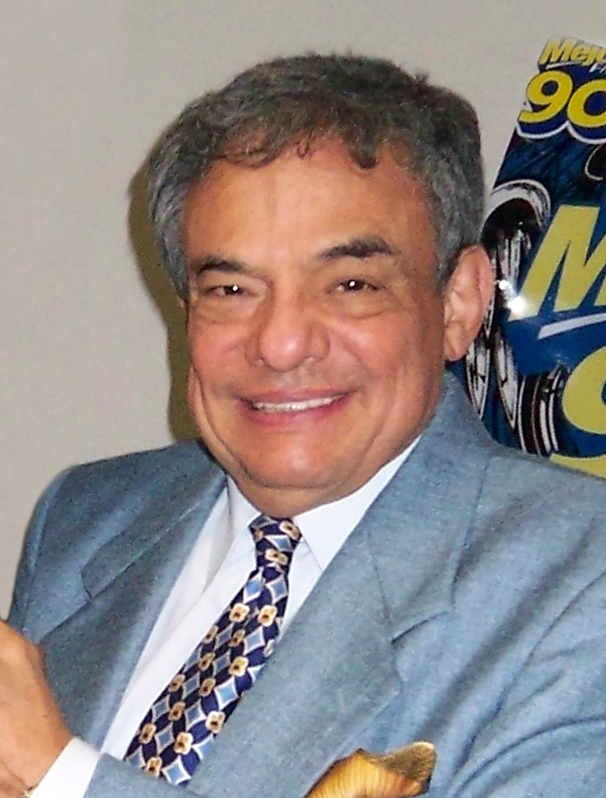
Luna Lansman remporte le Snatch Game de la deuxième saison avec son interprétation de José José.

| Saison     | Candidate        | Personnage      | Saison | Candidate          | Personnage                   |
| ---------- | ---------------- | --------------- | ------ | ------------------ | ---------------------------- |
| 1          | Cristian Peralta | Verónica Castro | 2      | Luna Lansman       | José José                    |
| 1          | Lady Kero        | Luna Gil        | 2      | Eva Blunt          | Jésus d'Iztapalapa           |
| 1          | Margaret Y Ya    | Martha Debayle  | 2      | Horacio Potasio    | Paco de Miguel               |
| 1          | Matraka          | Adela Micha     | 2      | Jenary Bloom       | Katy Perry                   |
| 1          | Regina Voce      | Walter Mercado  | 2      | Leexa Fox          | La Veneno                    |
| 1          | Gala Varo        | La Llorona      | 2      | Suculenta          | Enrique Bermúdez de la Serna |
| 1          | Argennis         | Gloria Trevi    | 2      | Unique             | Pedro Sola                   |
|            |                  |                 | 2      | Elektra Vandergeld | La Campu                     |
| Ava Pocket | Paulina Rubio    |                 | 2      |                    |                              |

## Asie

### Philippines
| Saison           | Candidate                  | Personnage               | Saison | Candidate             | Personnage                       | Saison | Candidate      | Personnage           |
| ---------------- | -------------------------- | ------------------------ | ------ | --------------------- | -------------------------------- | ------ | -------------- | -------------------- |
| 1                | Xilhouete                  | Vicki Belo               | 2      | Captivating Katkat    | Joy Belmonte                     | 3      | Angel          | Maria Clara          |
| 1                | Eva Le Queen               | Rufa Mae Quinto          | 2      | Arizona Brandy        | Adele                            | 3      | John Fedellega | Angel Locsin         |
| 1                | Marina Summers             | Gloria Macapagal-Arroyo  | 2      | Bernie                | Madam Inutz                      | 3      | Khianna        | Baron Geisler        |
| 1                | Precious Paula Nicole      | Charo Santos-Concio      | 2      | Hana Beshie           | Jessica Soho                     | 3      | Maxie          | Babe sa Balete Drive |
| 1                | Viñas DeLuxe               | Kris Aquino / Boy Abunda | 2      | M1ss Jade So          | Queen Dura                       | 3      | Myx Chanel     | Rufa Mae Quinto      |
| 1                | Brigiding                  | Elizabeth Ramsey         | 2      | ØV Cünt               | Zenaida Seva                     | 3      | Popstar Bench  | Sarah Geronimo       |
| 1                | Minty Fresh                | Maria Sofia Love         | 2      | DeeDee Marié Holliday | Meryl Streep / Jennifer Coolidge | 3      | Tita Baby      | Kamatayan            |
|                  |                            |                          | 2      | Matilduh              | Sassa Gurl                       | 3      | Zymba Ding     | Wilma Doesnt         |
| Veruschka Levels | Dionisia Dapidran-Pacquiao | J Quinn                  | 2      | Confucius             |                                  | 3      |                |                      |

### Thaïlande
| Saison | Candidate       | Personnage        | Saison | Candidate          | Personnage          |
| ------ | --------------- | ----------------- | ------ | ------------------ | ------------------- |
| 1      | Natalia Pliacam | Sumanee Gunakasem | 2      | Angele Anang       | Vatanika            |
| 1      | Amadiva         | Cherprang Areekul | 2      | Bandit             | Ornapha Krisadee    |
| 1      | B Ella          | Leena Jung        | 2      | Vanda Miss Joaquim | Cardi B             |
| 1      | Dearis Doll     | Jintara Poonlarp  | 2      | Srimala            | Sophia La           |
| 1      | Année Maywong   | Lukkade Metinee   | 2      | Tormai             | Thapanee Ietsrichai |
| 1      | JAJA            | Nicki Minaj       |        |                    |                     |
| 1      | Petchra         | Amy Winehouse     |        |                    |                     |

## Europe

### Allemagne

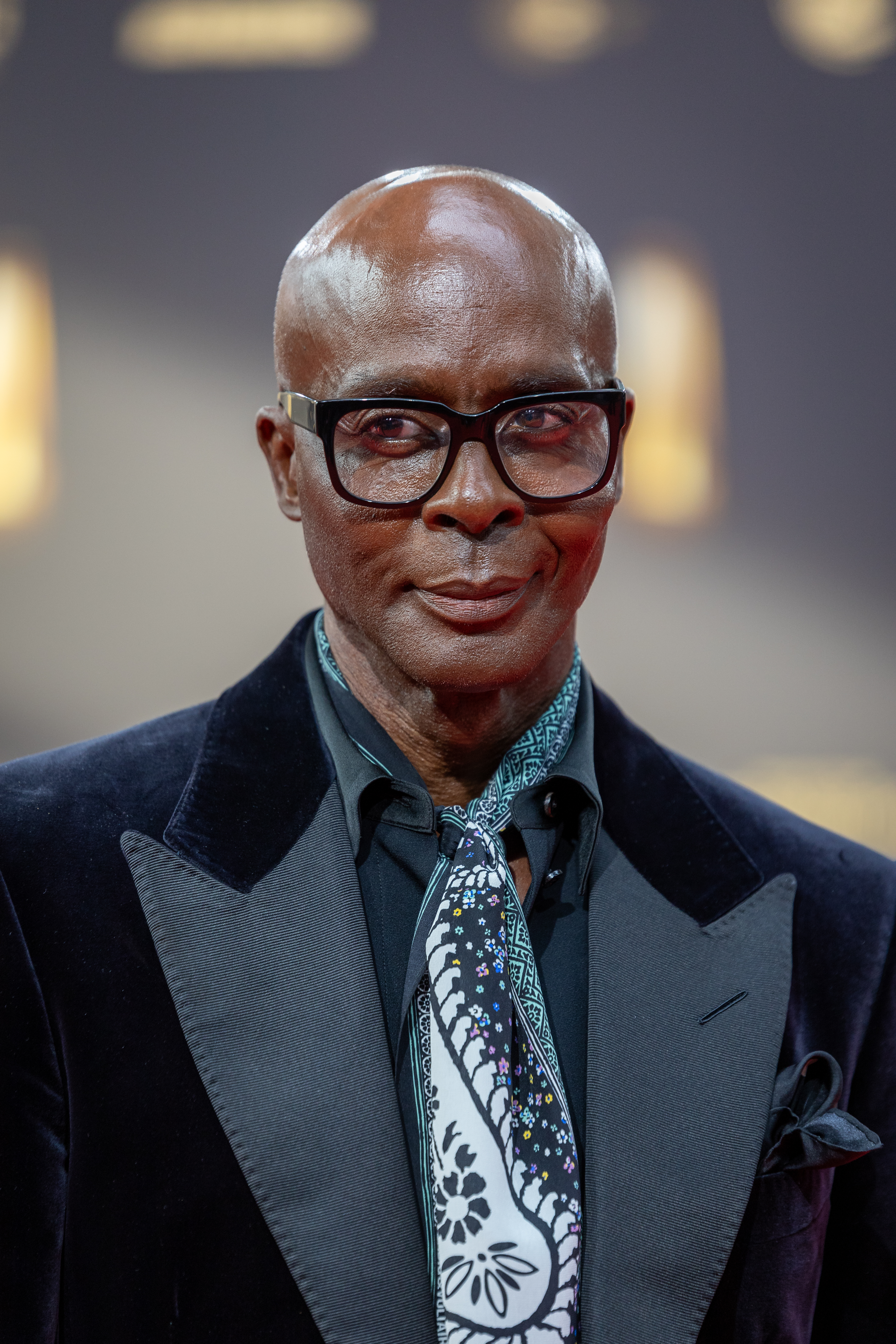
Kelly Heelton remporte le Snatch Game de la première saison avec son imitation de Bruce Darnell.

| Saison | Candidate            | Personnage              |
| ------ | -------------------- | ----------------------- |
| 1      | Kelly Heelton        | Bruce Darnell           |
| 1      | Metamorkid           | Wolfgang Amadeus Mozart |
| 1      | Pandora Nox          | Arnold Schwarzenegger   |
| 1      | Yvonne Nightstand    | Vincent Raven           |
| 1      | Loreley Rivers       | Ludwig van Beethoven    |
| 1      | Victoria Shakespears | Inês Brasil             |
| 1      | Nikita Vegaz         | Silvia Wollny           |

### Belgique

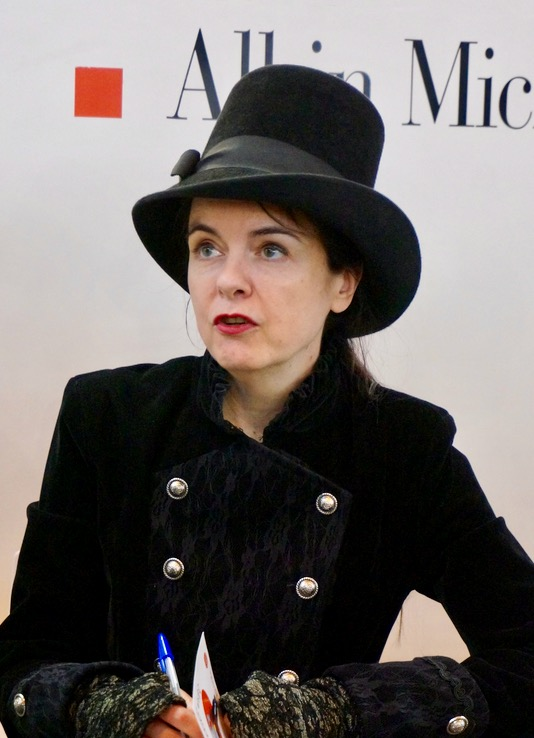
Mademoiselle Boop remporte le Snatch Game de la première saison avec son imitation d'Amélie Nothomb.
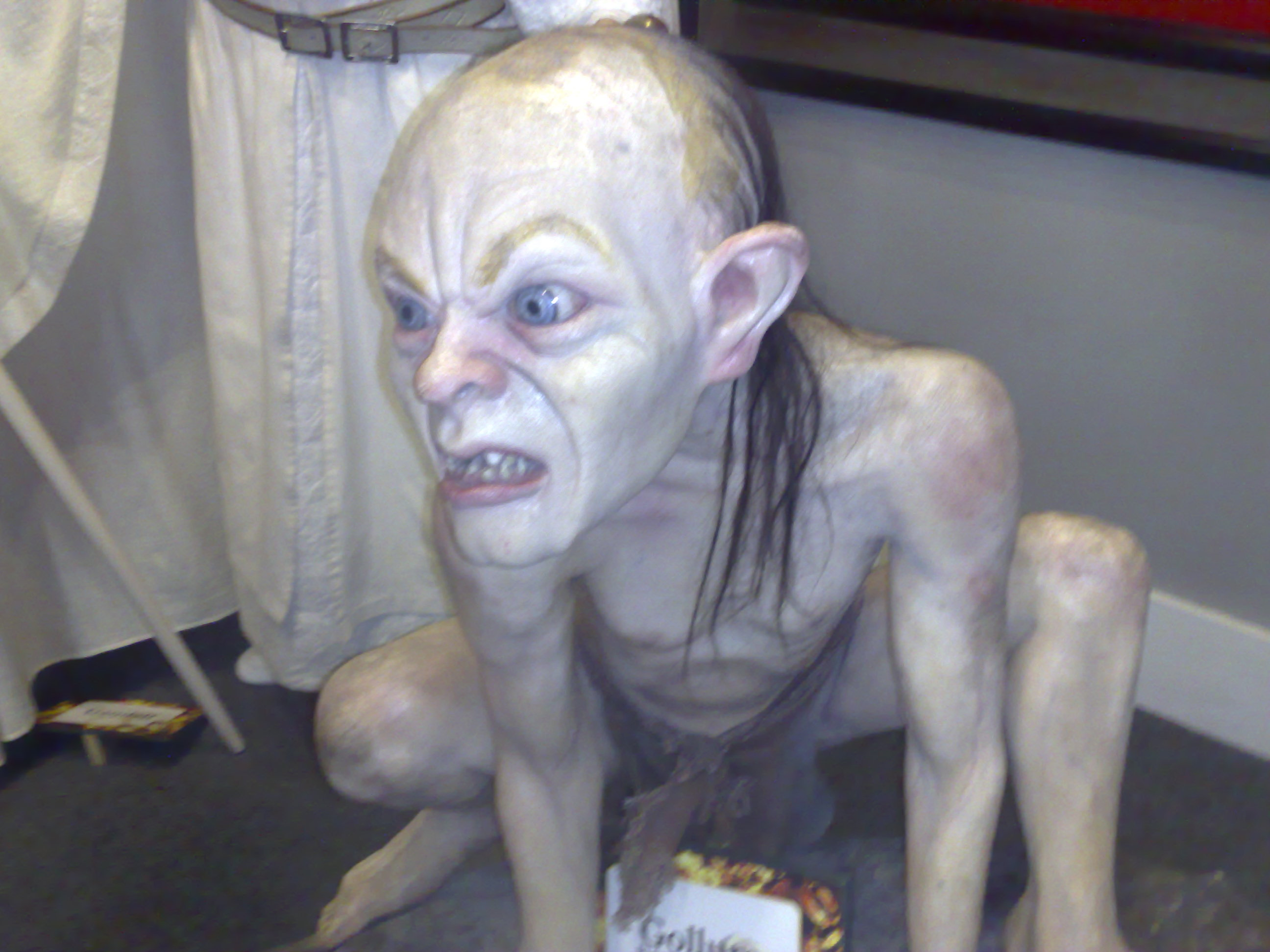
Chloe Clarke remporte le Snatch Game de la deuxième saison avec son imitation de Gollum.

| Saison | Candidate         | Personnage        | Saison | Candidate     | Personnage              |
| ------ | ----------------- | ----------------- | ------ | ------------- | ----------------------- |
| 1      | Mademoiselle Boop | Amélie Nothomb    | 2      | Chloe Clarke  | Gollum                  |
| 1      | Athena Sorgelikis | Serge Gainsbourg  | 2      | Alvilda       | Anne Dorval             |
| 1      | Drag Couenne      | Michel Daerden    | 2      | La Veuve      | Jeanne d'Arc            |
| 1      | Susan             | Sœur Sourire      | 2      | Loulou Velvet | Yolande Moreau          |
| 1      | Peach             | Dominique Lehmann | 2      | Gabanna       | Frida Kahlo             |
| 1      | Valenciaga        | Vanessa Paradis   | 2      | Star          | Le Petit Chaperon rouge |

### Espagne

#### Drag Race España

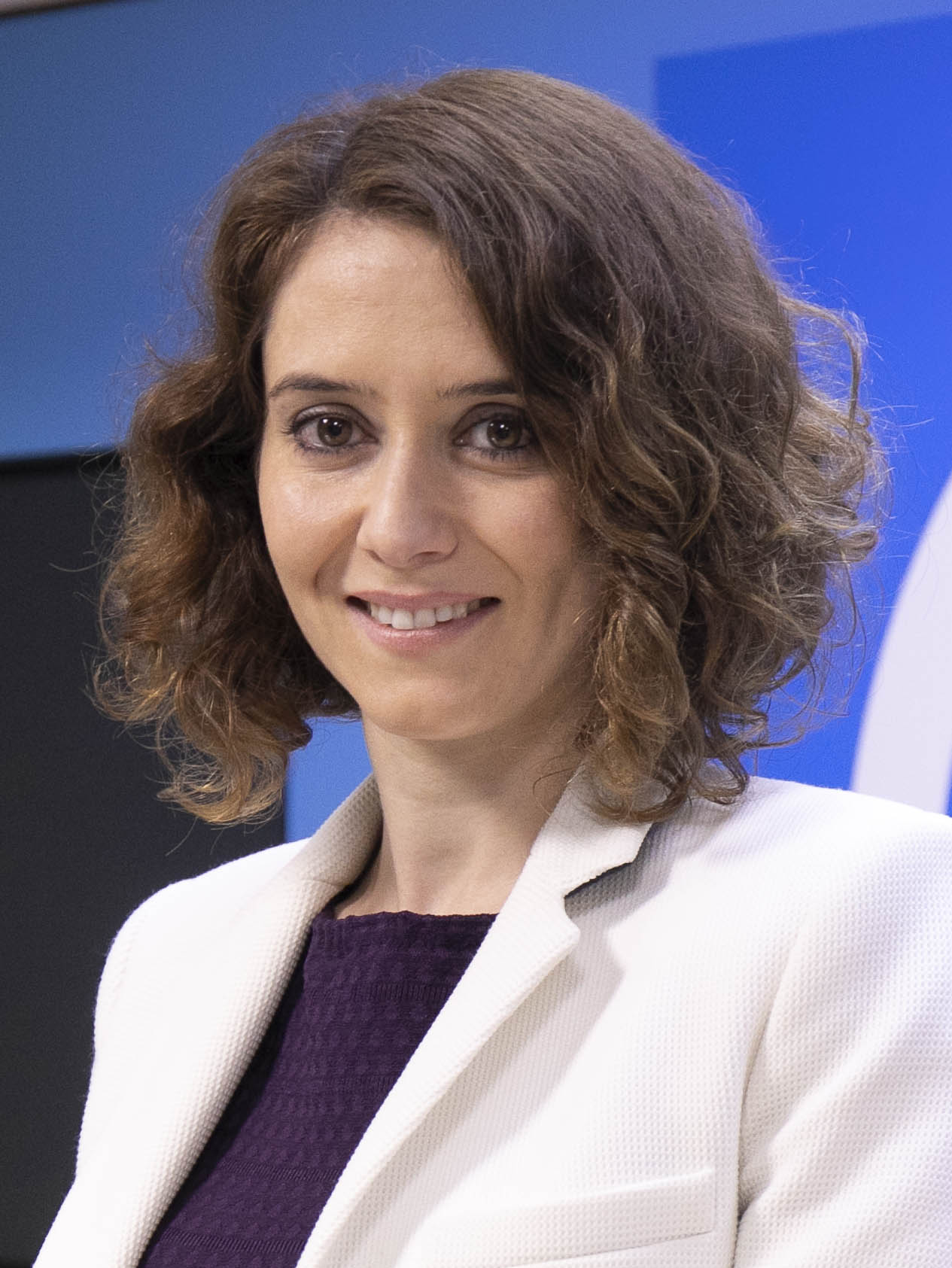
Killer Queen remporte le Snatch Game de la première saison avec son imitation de Isabel Díaz Ayuso.
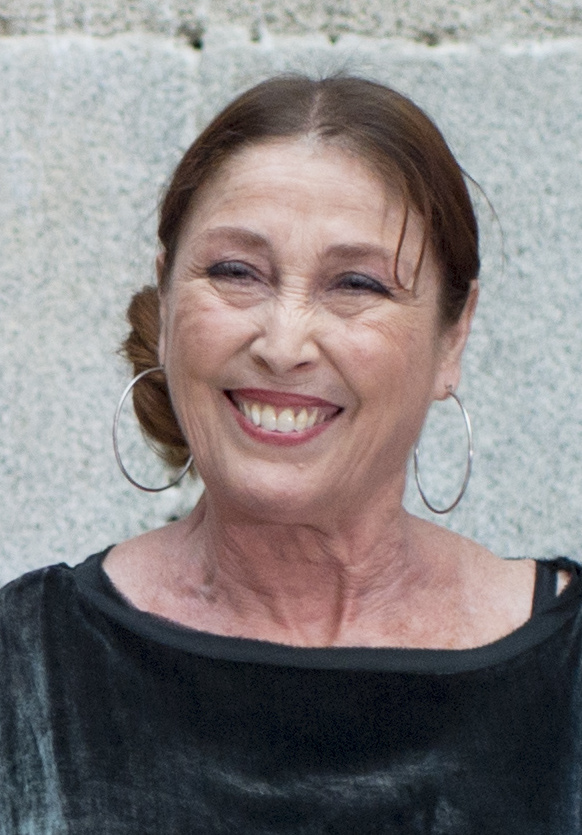
Sharonne remporte le Snatch Game de la deuxième saison avec son imitation de Verónica Forqué.
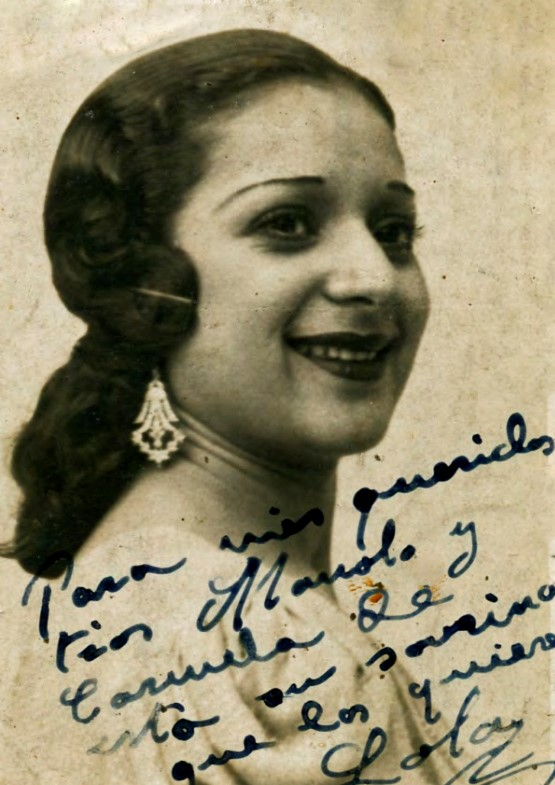
Pink Chadora remporte le Snatch Game de la troisième saison avec son imitation de Lola Flores.
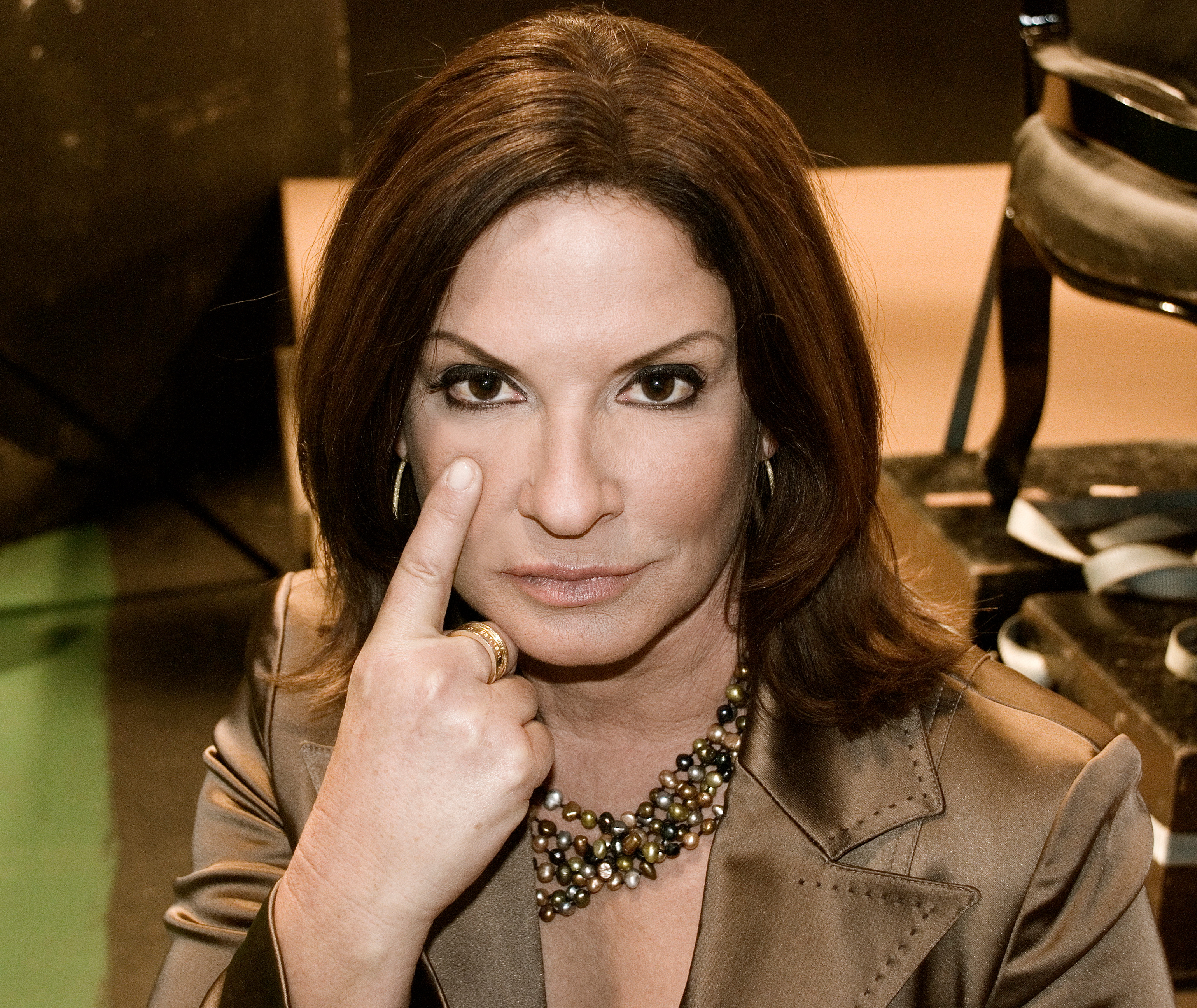
Mariana Stars remporte le Snatch Game de la quatrième saison avec son imitation de Ana María Polo.

| Saison | Candidate                  | Personnage                 | Saison       | Candidate            | Personnage            | Saison | Candidate        | Personnage      |
| ------ | -------------------------- | -------------------------- | ------------ | -------------------- | --------------------- | ------ | ---------------- | --------------- |
| 1      | Killer Queen               | Isabel Díaz Ayuso          | 2            | Sharonne             | Verónica Forqué       | 3      | Pink Chadora     | Lola Flores     |
| 1      | Carmen Farala              | Dakota Tárraga             | 2            | Drag Sethlas         | Carmen Lomana         | 3      | Bestiah          | La Hierbas      |
| 1      | Dovima Nurmi               | Cayetana Fitz-James Stuart | 2            | Estrella Xtravaganza | Paquita Salas         | 3      | Clover Bish      | Maite Galdeano  |
| 1      | Pupi Poisson               | Karina                     | 2            | Juriji Der Klee      | La voisine de Valence | 3      | Hornella Góngora | Juan Carlos Ier |
| 1      | Sagittaria                 | Encarnita Rojas            | 2            | Marina               | Antonia Dell'Atte     | 3      | Pitita           | Sara Montiel    |
| 1      | Hugáceo Crujiente          | Mona Lisa                  | 2            | Venedita Von Däsh    | Miguel Bosé           | 3      | Vania Vainilla   | Bárbara Rey     |
| 1      | Arantxa Castilla-La Mancha | Belén Esteban              | 2            | Diamante Merybrown   | RuPaul                | 3      | Visa             | Paulina Rubio   |
|        |                            |                            | 2            | Onyx                 | Jeanne la Folle       | 3      | Pakita           | Peppa Pig       |
|        |                            |                            | The Macarena | Paca La Piraña       |                       | 3      |                  |                 |
|        |                            |                            |              |                      |                       |        |                  |                 |
| 4      | Mariana Stars              | Ana María Polo             |              |                      |                       |        |                  |                 |
| 4      | Chloe Vittu                | Amaia Romero               |              |                      |                       |        |                  |                 |
| 4      | Le Cocó                    | Ana Locking                |              |                      |                       |        |                  |                 |
| 4      | Megui Yeillow              | Yurena                     |              |                      |                       |        |                  |                 |
| 4      | La Niña Delantro           | El Neng de Castefa         |              |                      |                       |        |                  |                 |
| 4      | Vampirashian               | Mario Vaquerizo            |              |                      |                       |        |                  |                 |
| 4      | Angelita La Perversa       | Glòria Serra               |              |                      |                       |        |                  |                 |
| 4      | Miss Khristo               | Ylenia Padilla             |              |                      |                       |        |                  |                 |

#### Drag Race España All Stars

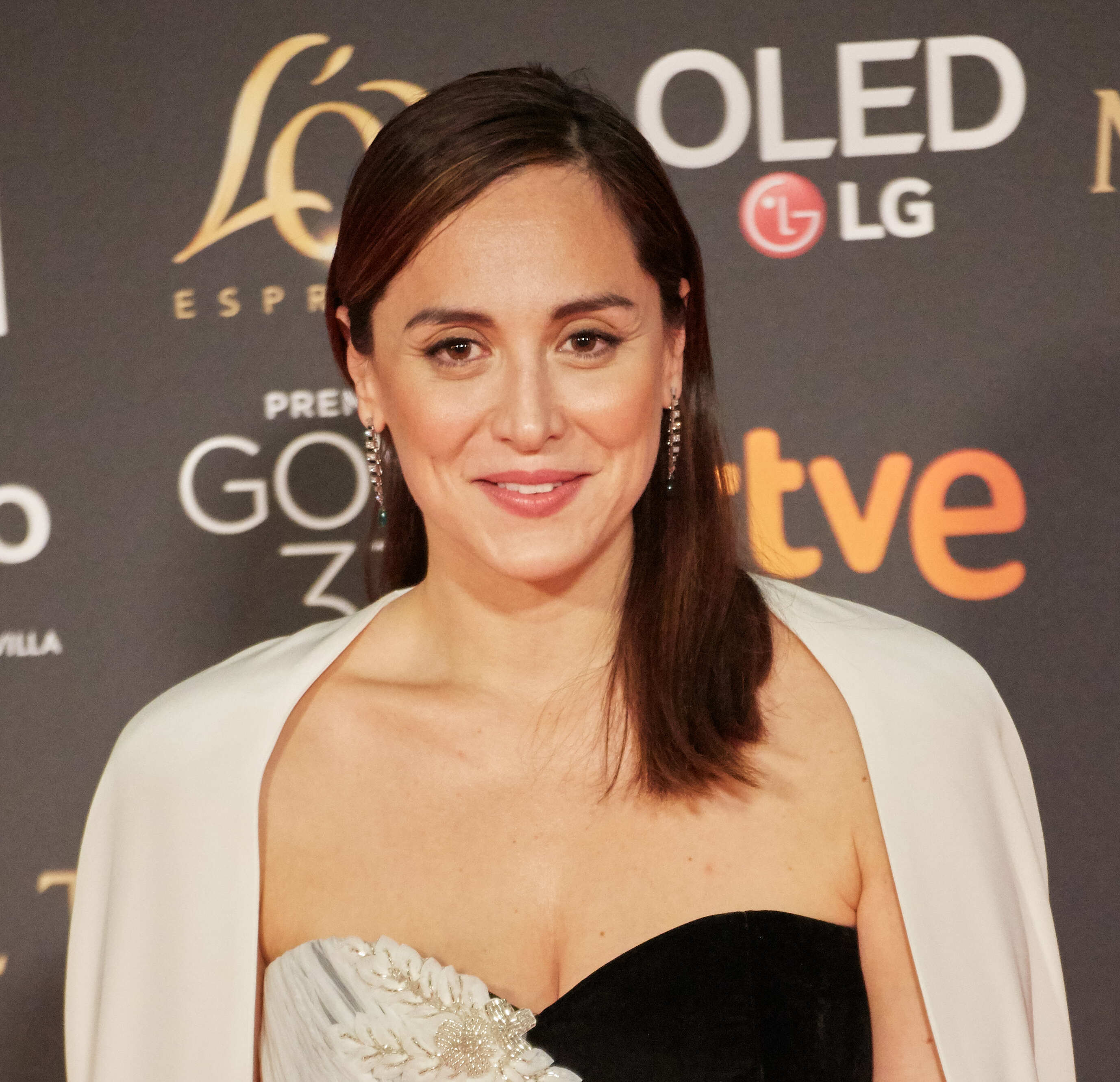
Pupi Poisson remporte le Snatch Game de la première saison avec son imitation de Tamara Falcó.

| Saison | Candidate            | Personnage        |
| ------ | -------------------- | ----------------- |
| 1      | Pupi Poisson         | Tamara Falcó      |
| 1      | Drag Sethlas         | Aless Gibaja      |
| 1      | Hornella Góngora     | José Luis Moreno  |
| 1      | Juriji Der Klee      | Aramis Fuster     |
| 1      | Pakita               | Carmen de Mairena |
| 1      | Samantha Ballentines | Raphaël           |
| 1      | Sagittaria           | Rosario Flores    |
| 1      | Onyx Unleashed       | Lorenzo Caprile   |

### France

#### Drag Race France

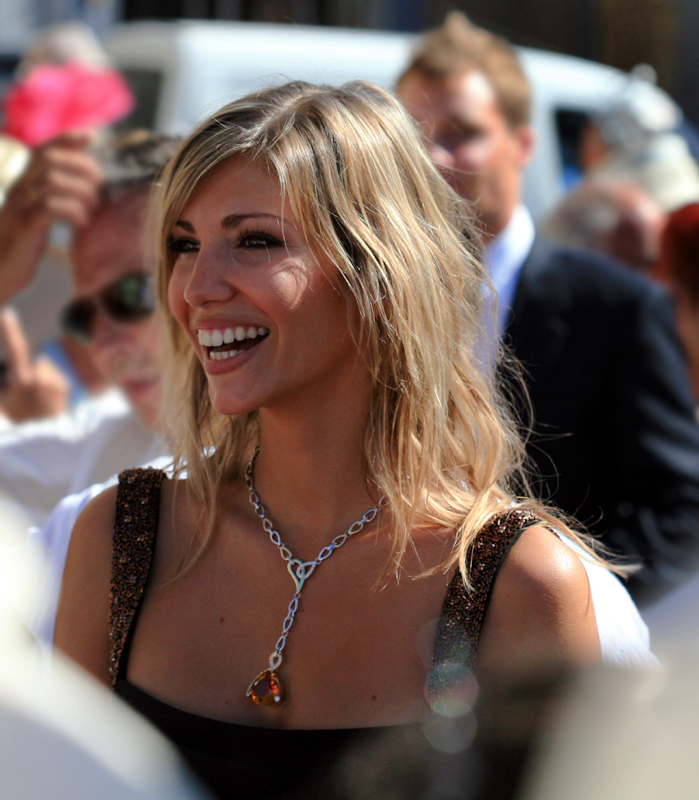
La Grande Dame remporte le Snatch Game de la première saison avec son imitation d'Alexandra Rosenfeld.
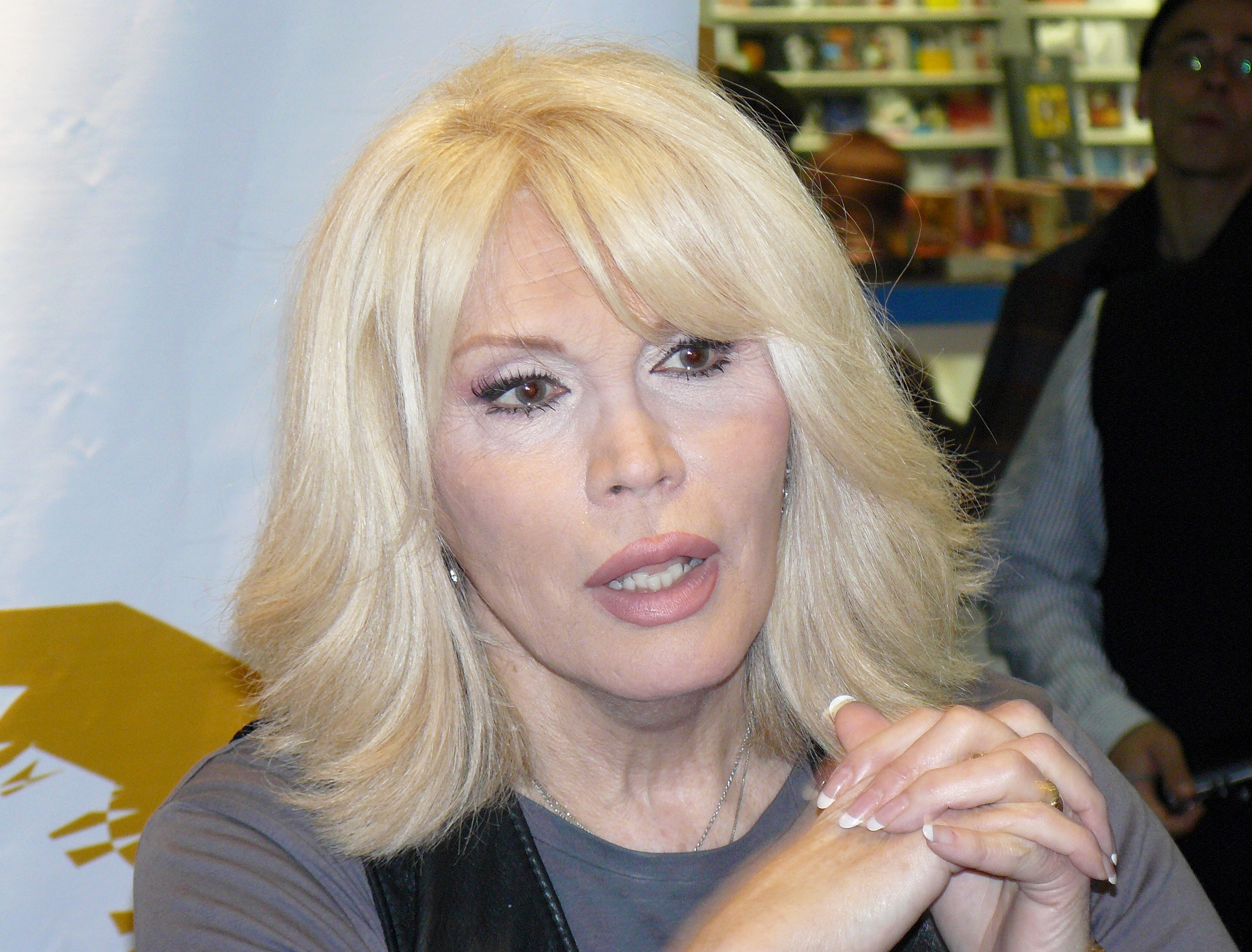
Punani remporte le Snatch Game de la deuxième saison avec son imitation d'Amanda Lear.
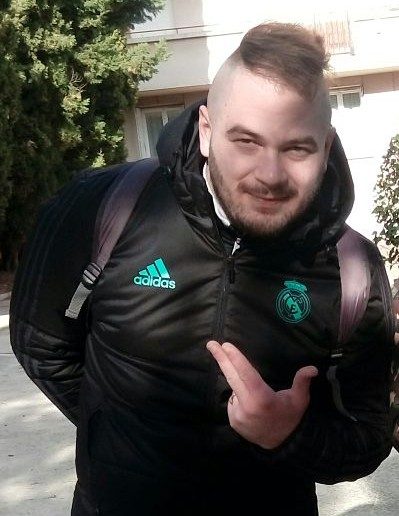
Ruby On The Nail remporte le Snatch Game de la troisième saison avec son imitation de Jul...
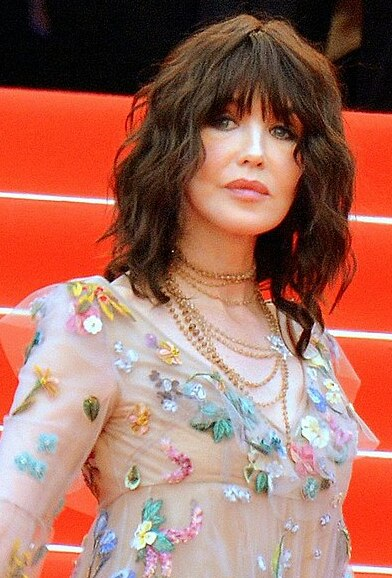
... et d'Isabelle Adjani.

| Saison | Candidate      | Personnage          | Saison | Candidate    | Personnage            | Saison | Candidate        | Personnage                     |
| ------ | -------------- | ------------------- | ------ | ------------ | --------------------- | ------ | ---------------- | ------------------------------ |
| 1      | La Grande Dame | Alexandra Rosenfeld | 2      | Punani       | Amanda Lear           | 3      | Ruby On The Nail | Jul / Isabelle Adjani          |
| 1      | Elips          | Chantal Ladesou     | 2      | Cookie Kunty | Johnny Hallyday       | 3      | Leona Winter     | Ève Angeli / Armande Altaï     |
| 1      | Lolita Banana  | Rossy de Palma      | 2      | Keiona       | Afida Turner          | 3      | Lula Strega      | Barbara / Chantal Goya         |
| 1      | Paloma         | Fanny Ardant        | 2      | Mami Watta   | Shauna Sand           | 3      | Misty Phoenix    | Lolo Ferrari / Sylvie Tellier  |
| 1      | Soa de Muse    | Monique Angeon      | 2      | Moon         | Brigitte Fontaine     | 3      | Perseo           | La Veneno / Katy Perry         |
| 1      | La Big Bertha  | Jean-Pierre Coffe   | 2      | Sara Forever | Françoise Sagan       | 3      | Le Filip         | Dalida / Arielle Dombasle      |
| 1      | Kam Hugh       | Mireille Mathieu    | 2      | Ginger Bitch | Victoria Silvstedt    | 3      | Norma Bell       | Cristina Córdula / Père Fouras |
|        |                |                     | 2      | Piche        | Geneviève de Fontenay |        |                  |                                |

#### Drag Race France All Stars

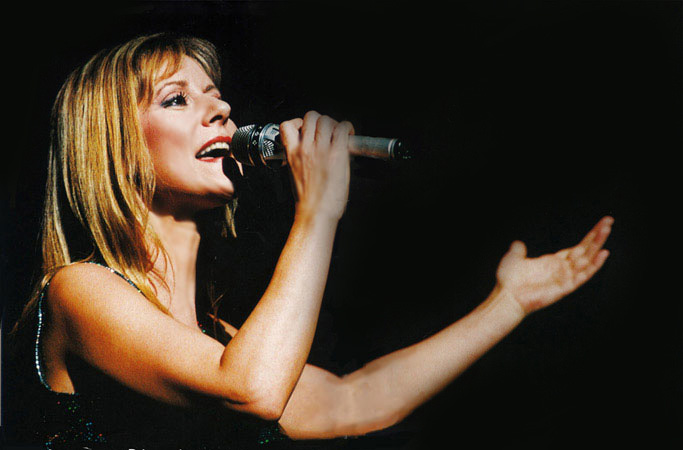
Misty Phoenix remporte le Snatch Game de la première saison avec son imitation de Dorothée.

| Saison | Candidate     | Personnage          |
| ------ | ------------- | ------------------- |
| 1      | Misty Phoenix | Dorothée            |
| 1      | Punani        | Louis XIV           |
| 1      | Elips         | Mélanie Laurent     |
| 1      | La Big Bertha | Maïté               |
| 1      | Mami Watta    | Tour Eiffel         |
| 1      | Moon          | Shirley             |
| 1      | Piche         | Super Nanny         |
| 1      | Kam Hugh      | Caroline Margeridon |
| 1      | Soa de Muse   | Jacques             |

### Italie

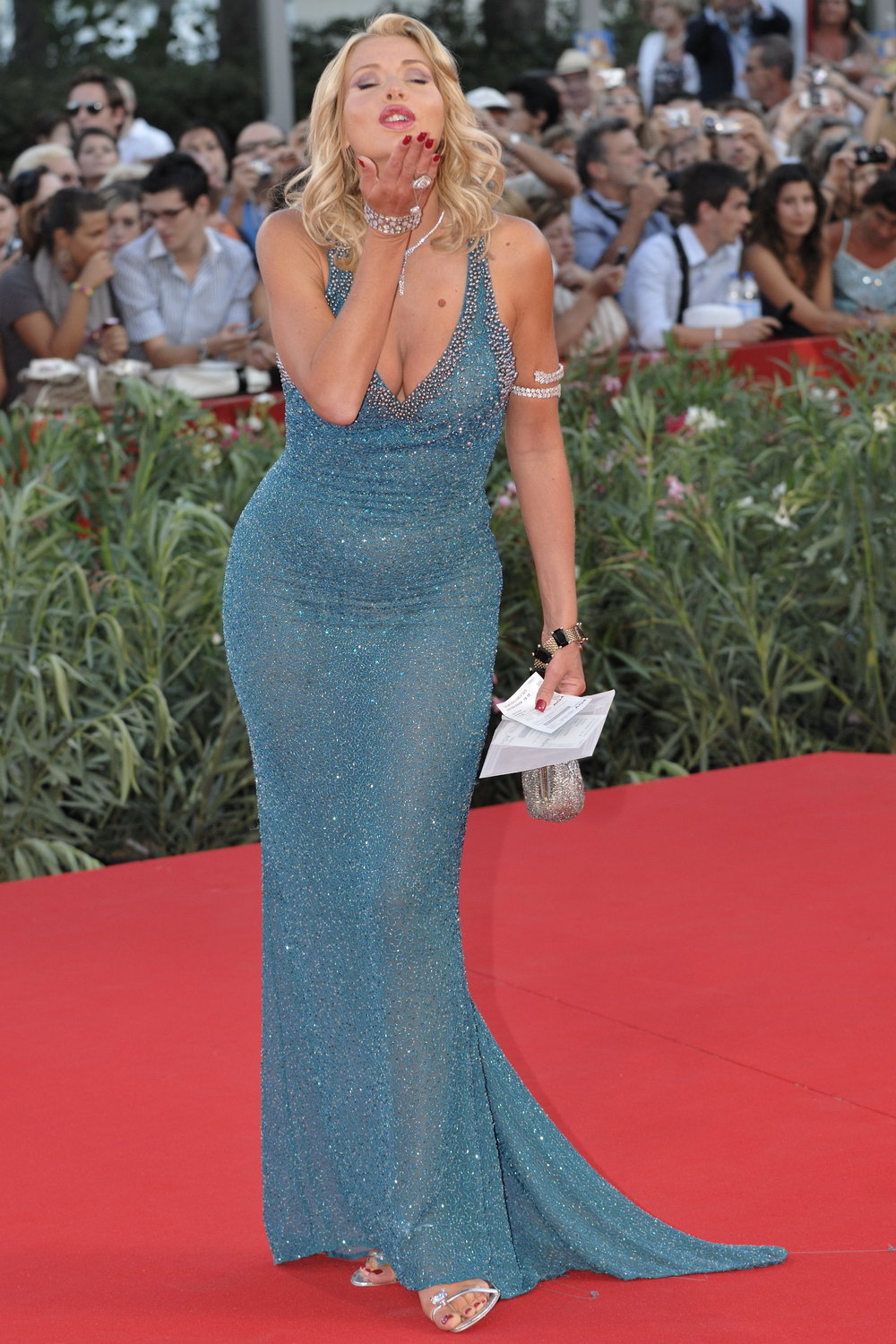
Le Riche remporte le Snatch Game de la première saison avec son imitation de Valeria Marini.
La Diamond remporte le Snatch Game de la deuxième saison avec son imitation de Cristiano Malgioglio.
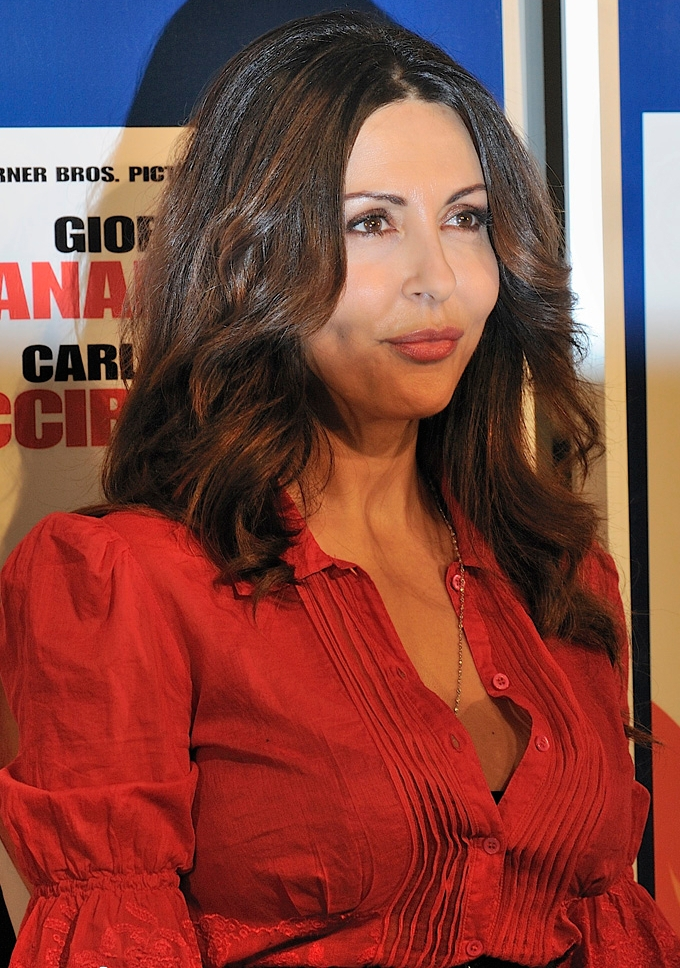
Silvana della Magliana remporte le Snatch Game de la troisième saison avec son imitation de Sabrina Ferilli.

| Saison | Candidate        | Personnage            | Saison | Candidate       | Personnage           | Saison | Candidate              | Personnage          |
| ------ | ---------------- | --------------------- | ------ | --------------- | -------------------- | ------ | ---------------------- | ------------------- |
| 1      | Le Riche         | Valeria Marini        | 2      | La Diamond      | Cristiano Malgioglio | 3      | Silvana della Magliana | Sabrina Ferilli     |
| 1      | Elecktra Bionic  | Francesca Cipriani    | 2      | Aura Eternal    | Pamela Prati         | 3      | La Prada               | Follettina Creation |
| 1      | Farida Kant      | Alessandra Celentano  | 2      | Gioffré         | Pingu                | 3      | La Sheeva              | Wanna Marchi        |
| 1      | Luquisha Lubamba | Elettra Lamborghini   | 2      | La Petite Noire | Chiara Ferragni      | 3      | Leila Yarn             | Il Testone          |
| 1      | Ava Hangar       | Alice & Ellen Kessler | 2      | Nehellenia      | Elenoire Ferruzzi    | 3      | Lina Galore            | Amanda Lear         |
| 1      | Divinity         | Belén Rodríguez       | 2      | Skandalove      | Jill Cooper          | 3      | Melissa Bianchini      | Giacomo Urtis       |
| 1      | Enorma Jean      | Rita Levi-Montalcini  | 2      | Panthera Virus  | Asia Argento         | 3      | Sypario                | Mano Drag           |
|        |                  |                       | 2      | Obama           | Barbara D'Urso       | 3      | Sissy Lea              | Patrizia Reggiani   |

### Pays-Bas

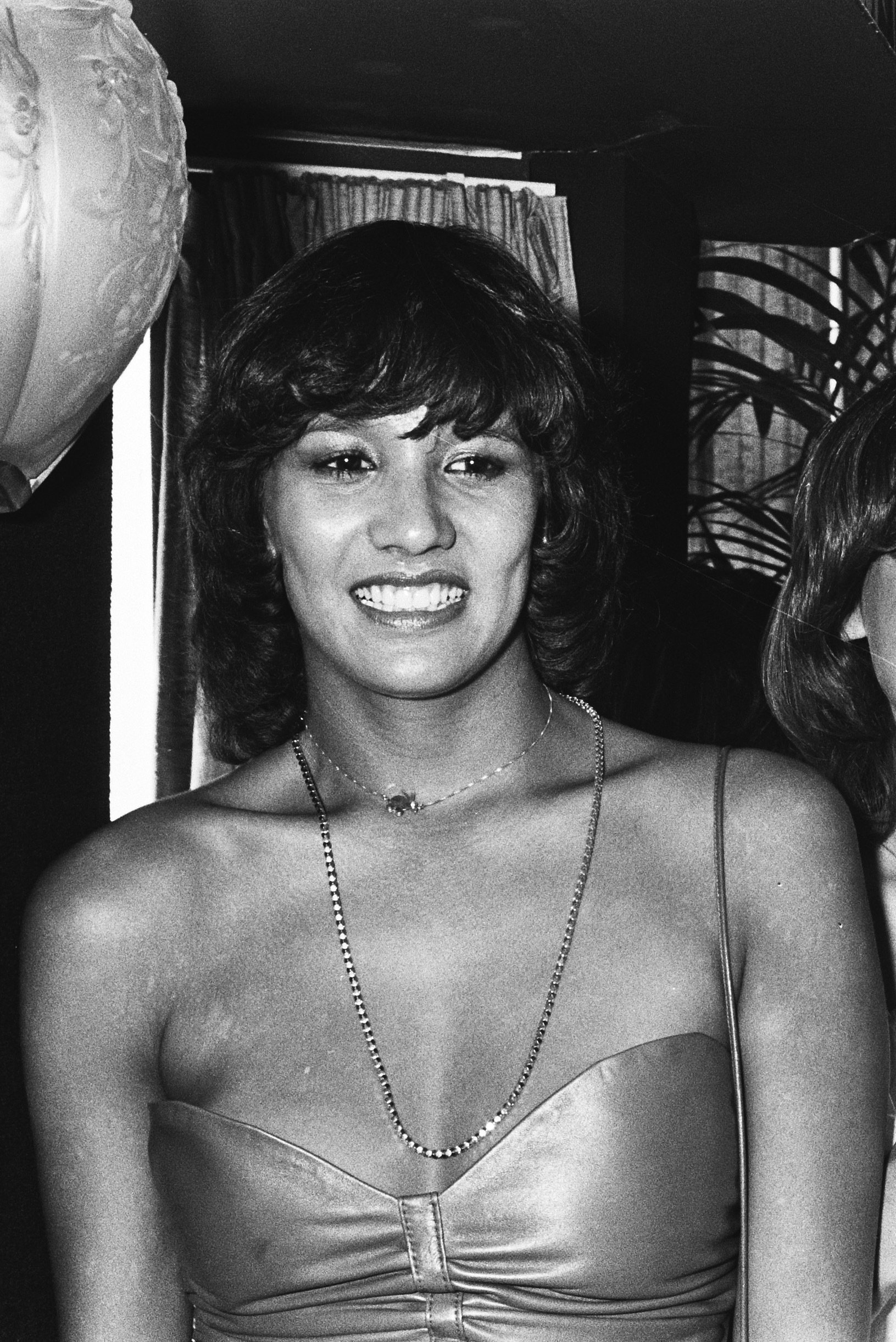
Envy Peru remporte le Snatch Game de la première saison avec son imitation de Patty Brard.
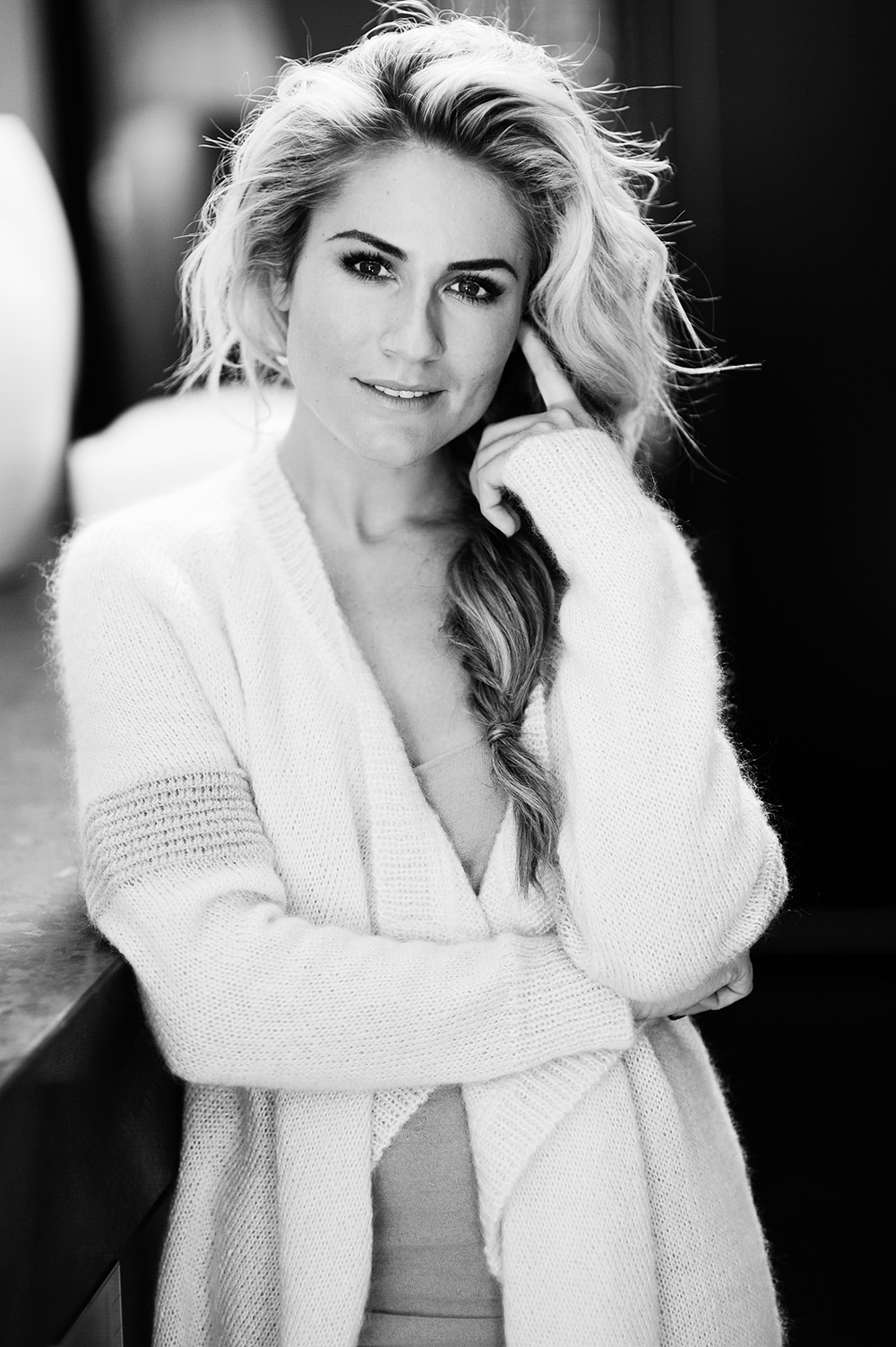
Vivaldi remporte le Snatch Game de la deuxième saison avec son imitation de Nikkie Plessen.

| Saison      | Candidate     | Personnage      | Saison | Candidate           | Personnage               |
| ----------- | ------------- | --------------- | ------ | ------------------- | ------------------------ |
| 1           | Envy Peru     | Patty Brard     | 2      | Keta Minaj          | Sophie Anderson          |
| 1           | ChelseaBoy    | Joe Exotic      | 2      | Vivaldi             | Nikkie Plessen           |
| 1           | Janey Jacké   | Anny Schilder   | 2      | My Little Puny      | Marijke Helwegen         |
| 1           | Ma'Ma Queen   | Raven van Dorst | 2      | Tabitha             | Kim Holland              |
| 1           | Miss Abby OMG | Michella Kox    | 2      | The Countess        | Louis XIV                |
| 1           | Sederginne    | Mega Mindy      | 2      | Vanessa Van Cartier | Mathilde d'Udekem d'Acoz |
|             |               |                 | 2      | Ivy-Elyse           | Cardi B                  |
| Love Masisi | Grace Jones   |                 | 2      |                     |                          |

### Royaume-Uni

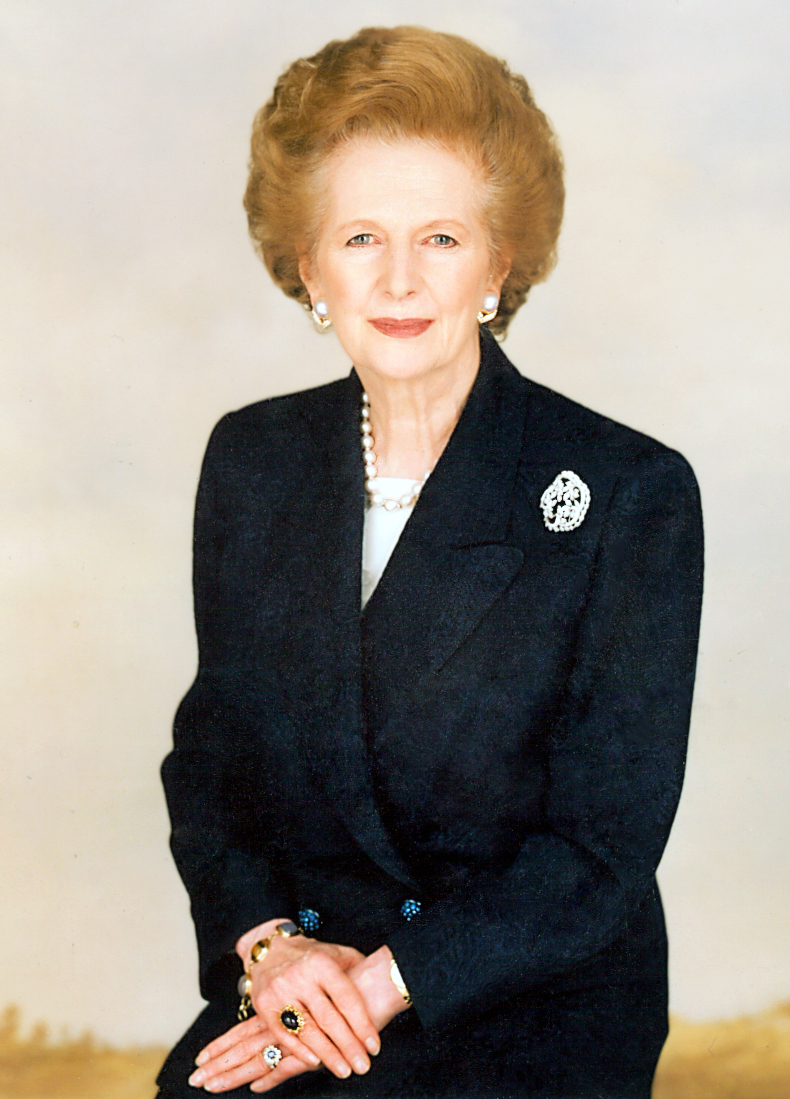
Baga Chipz remporte le Snatch Game de la première saison avec son imitation de Margaret Thatcher.
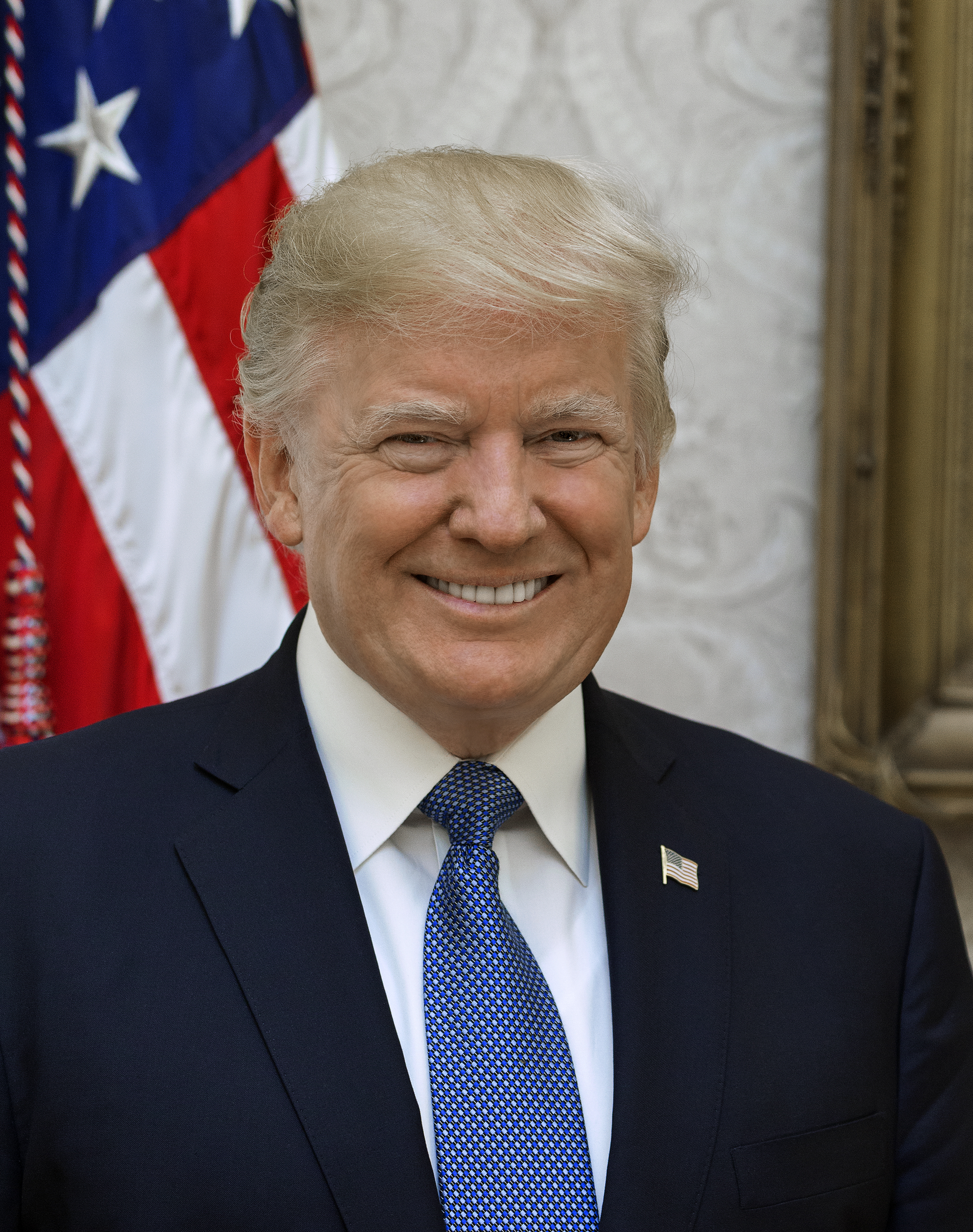
The Vivienne remporte le Snatch Game de la première saison avec son imitation de Donald Trump.
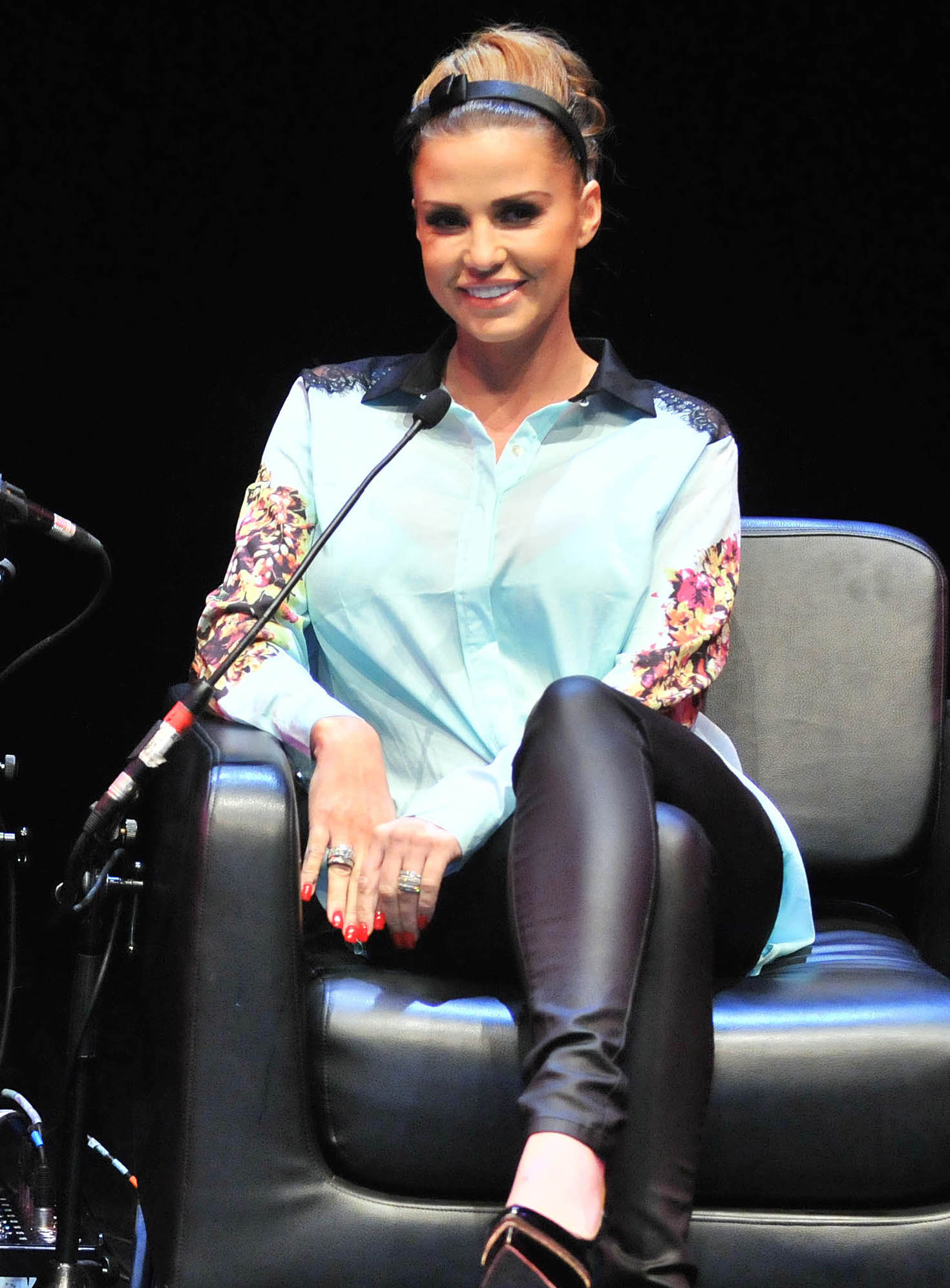
Bimini Bon Boulash remporte le Snatch Game de la deuxième saison avec son imitation de Katie Price.
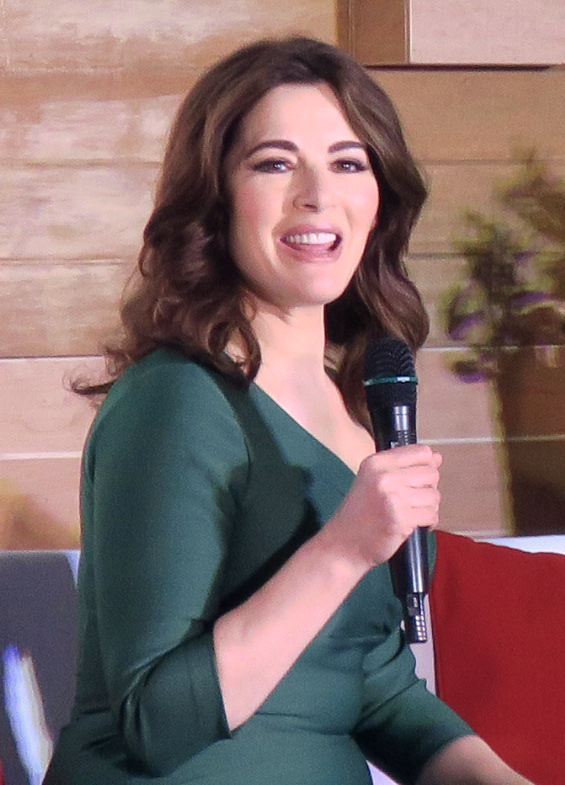
Ella Vaday remporte le Snatch Game de la troisième saison avec son imitation de Nigella Lawson.
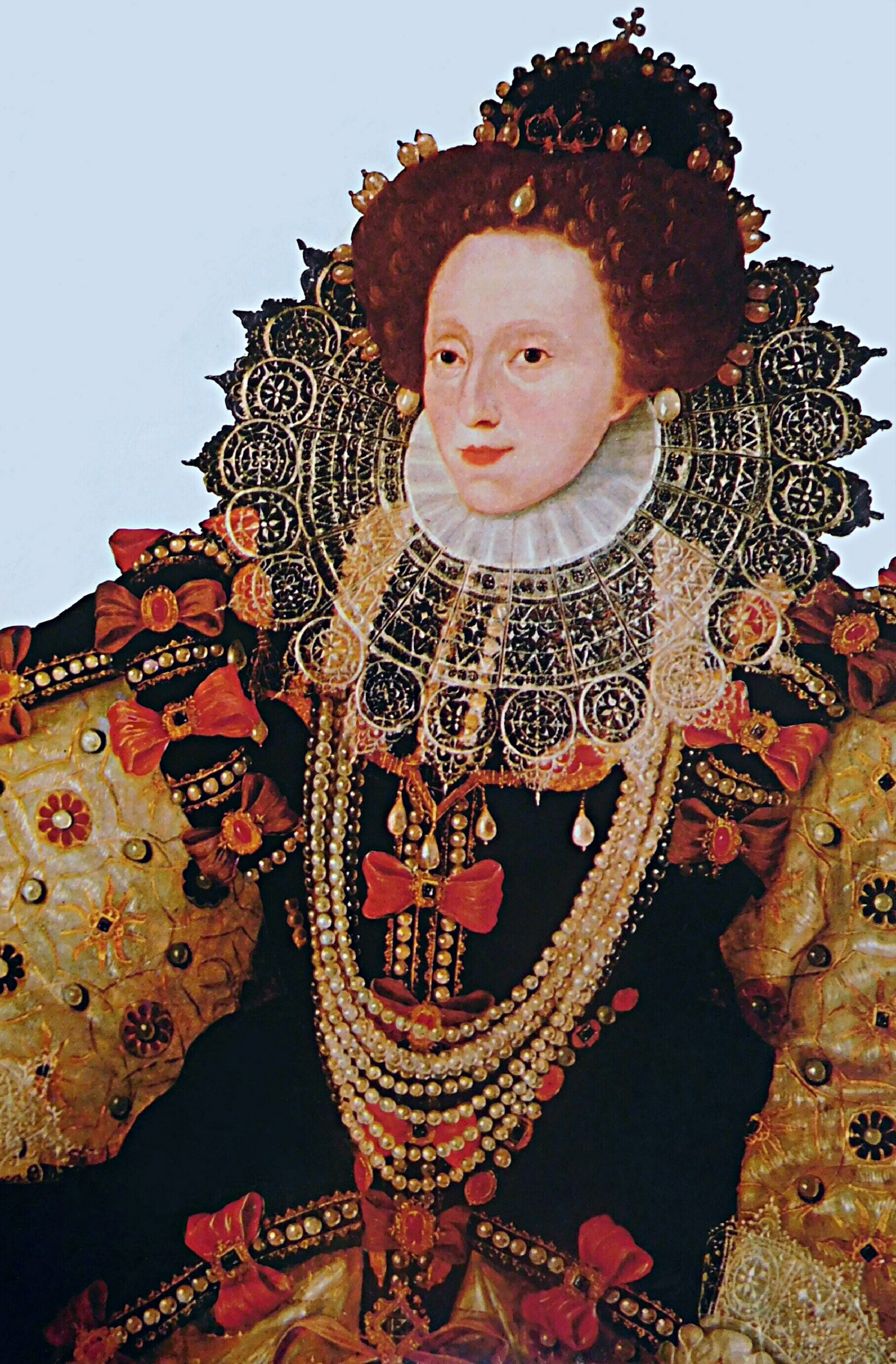
Cheddar Gorgeous remporte le Snatch Game de la quatrième saison avec son imitation d'Élisabeth Ire.
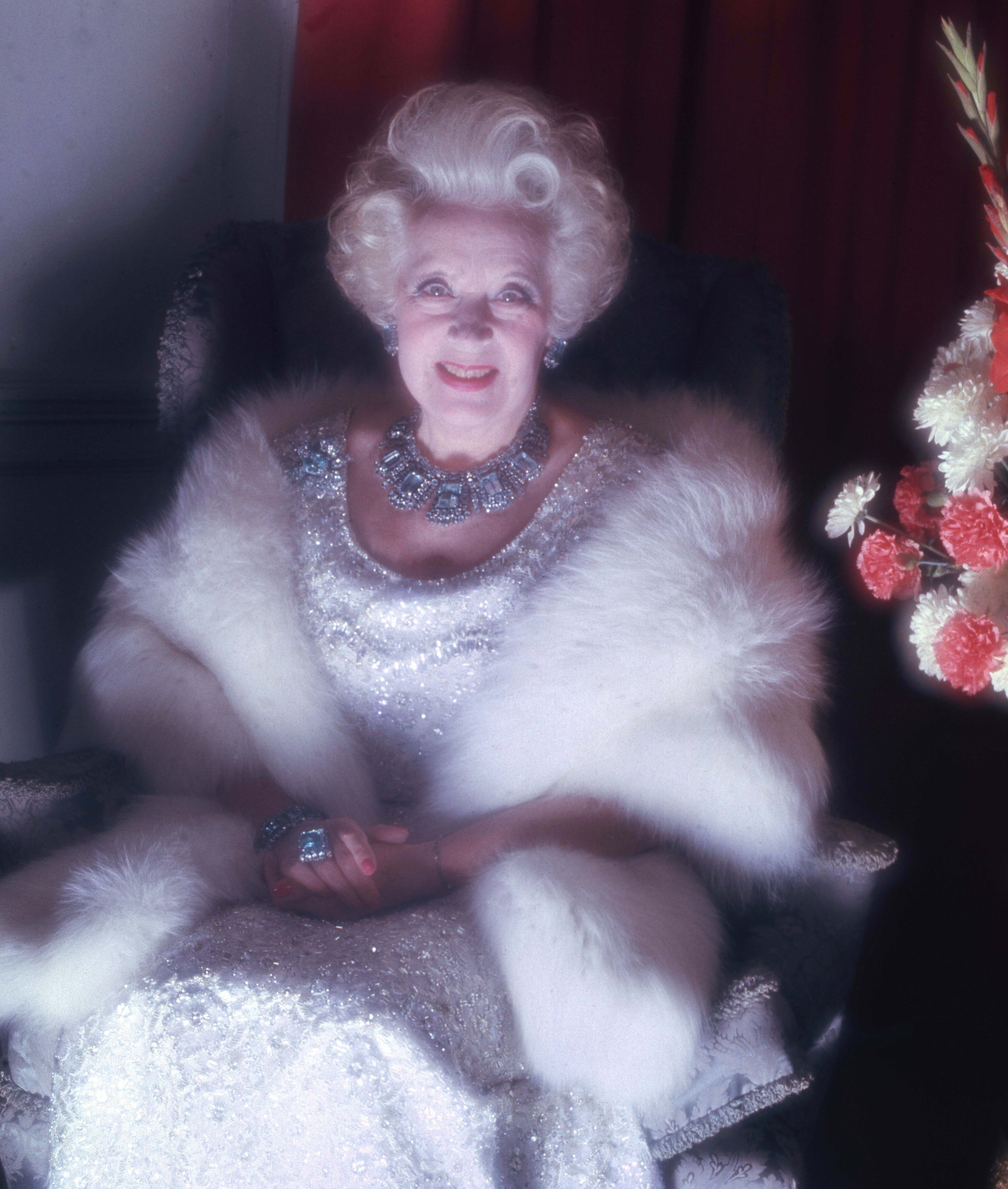
Ginger Johnson remporte le Snatch Game de la cinquième saison avec son imitation de Barbara Cartland.
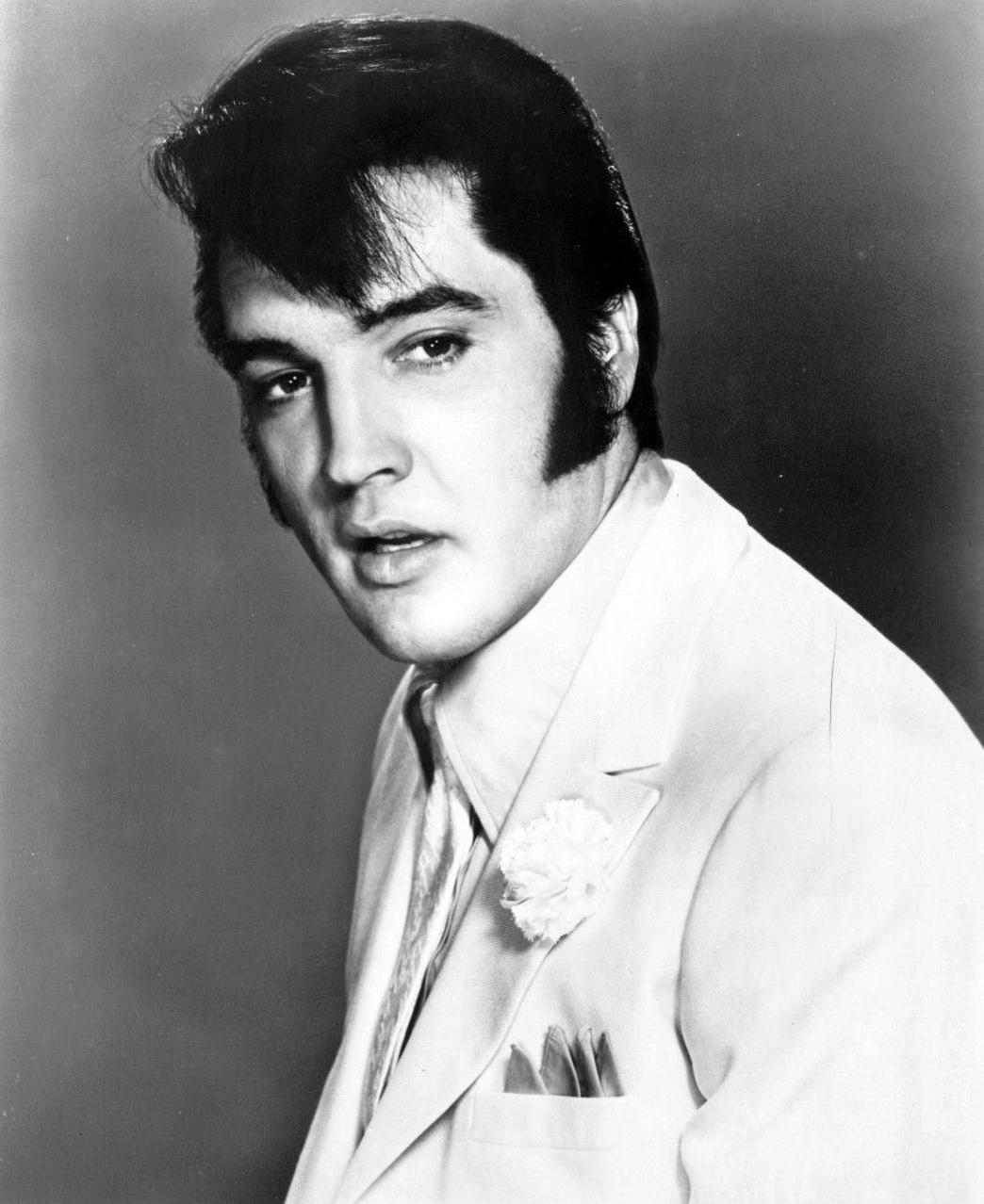
Kyran Thrax remporte le Snatch Game de la sixième saison avec son imitation d'Elvis Presley.
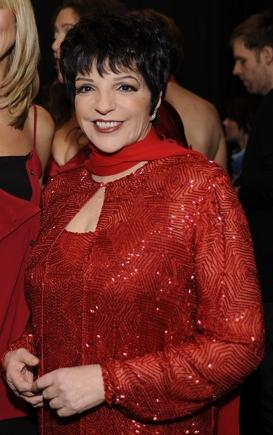
La Voix remporte le Snatch Game de la sixième saison avec son imitation de Liza Minnelli.

| Saison | Candidate        | Personnage         | Saison | Candidate          | Personnage          | Saison | Candidate         | Personnage                  |
| ------ | ---------------- | ------------------ | ------ | ------------------ | ------------------- | ------ | ----------------- | --------------------------- |
| 1      | Baga Chipz       | Margaret Thatcher  | 2      | Bimini Bon Boulash | Katie Price         | 3      | Ella Vaday        | Nigella Lawson              |
| 1      | The Vivienne     | Donald Trump       | 2      | A'Whora            | Louie Spence        | 3      | Kitty Scott-Claus | Gemma Collins               |
| 1      | Blu Hydrangea    | Mary Berry         | 2      | Ellie Diamond      | Matt Lucas          | 3      | Krystal Versace   | Selina Mosinski             |
| 1      | Cheryl Hole      | Gemma Collins      | 2      | Sister Sister      | Sally Morgan        | 3      | Scarlett Harlett  | Macaulay Culkin             |
| 1      | Divina de Campo  | Julia Child        | 2      | Tayce              | Jane Turner         | 3      | Vanity Milan      | Jocelyn Jee Elien           |
| 1      | Crystal          | Rue McClanahan     | 2      | Lawrence Chaney    | Miriam Margolyes    | 3      | Choriza May       | Margarita Pracatán          |
| 1      | Sum Ting Wong    | David Attenborough | 2      | Tia Kofi           | Mel B               | 3      | River Medway      | Amy Childs                  |
|        |                  |                    |        |                    |                     |        |                   |                             |
| 4      | Cheddar Gorgeous | Élisabeth Ire      | 5      | Ginger Johnson     | Barbara Cartland    | 6      | Kyran Thrax       | Elvis Presley               |
| 4      | Dakota Schiffer  | Pete Burns         | 5      | Cara Melle         | Dionne Warwick      | 6      | La Voix           | Liza Minnelli               |
| 4      | Danny Beard      | Cilla Black        | 5      | Kate Butch         | Kate Bush           | 6      | Actavia           | Dragon gallois              |
| 4      | Jonbers Blonde   | « Saint Patti »    | 5      | Michael Marouli    | Catherine Tate      | 6      | Charra Tea        | Nadine Coyle                |
| 4      | Pixie Polite     | Shirley Bassey     | 5      | Tomara Thomas      | Robin Williams      | 6      | Lill              | Victoria                    |
| 4      | Black Peppa      | Lil Nas X          | 5      | DeDeLicious        | Lady Colin Campbell | 6      | Marmalade         | Marie-Antoinette d'Autriche |
| 4      | Le Fil           | Marie Kondō        | 5      | Vicki Vivacious    | Fanny Cradock       | 6      | Rileasa Slaves    | Rihanna                     |
|        |                  |                    |        |                    |                     | 6      | Chanel O'Conor    | Coco Peru                   |

### Suède

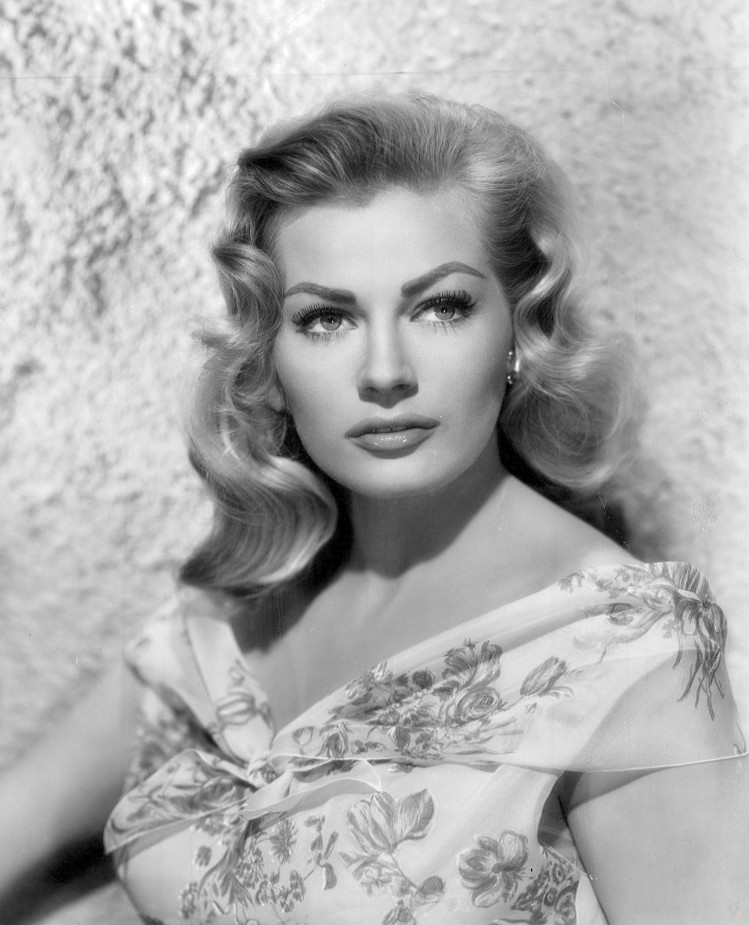
Admira Thunderpussy remporte le Snatch Game de la première saison avec son imitation d'Anita Ekberg.

| Saison | Candidate           | Personnage      |
| ------ | ------------------- | --------------- |
| 1      | Admira Thunderpussy | Anita Ekberg    |
| 1      | Elecktra            | Anna Anka       |
| 1      | Fontana             | Britney Spears  |
| 1      | Santana Sexmachine  | Gunilla Persson |
| 1      | Vanity Vain         | Anna Book       |
| 1      | Antonina Nutshell   | Sandra Dahlberg |
| 1      | Imaa Queen          | Carola          |

## Océanie

### Australie/Nouvelle-Zélande

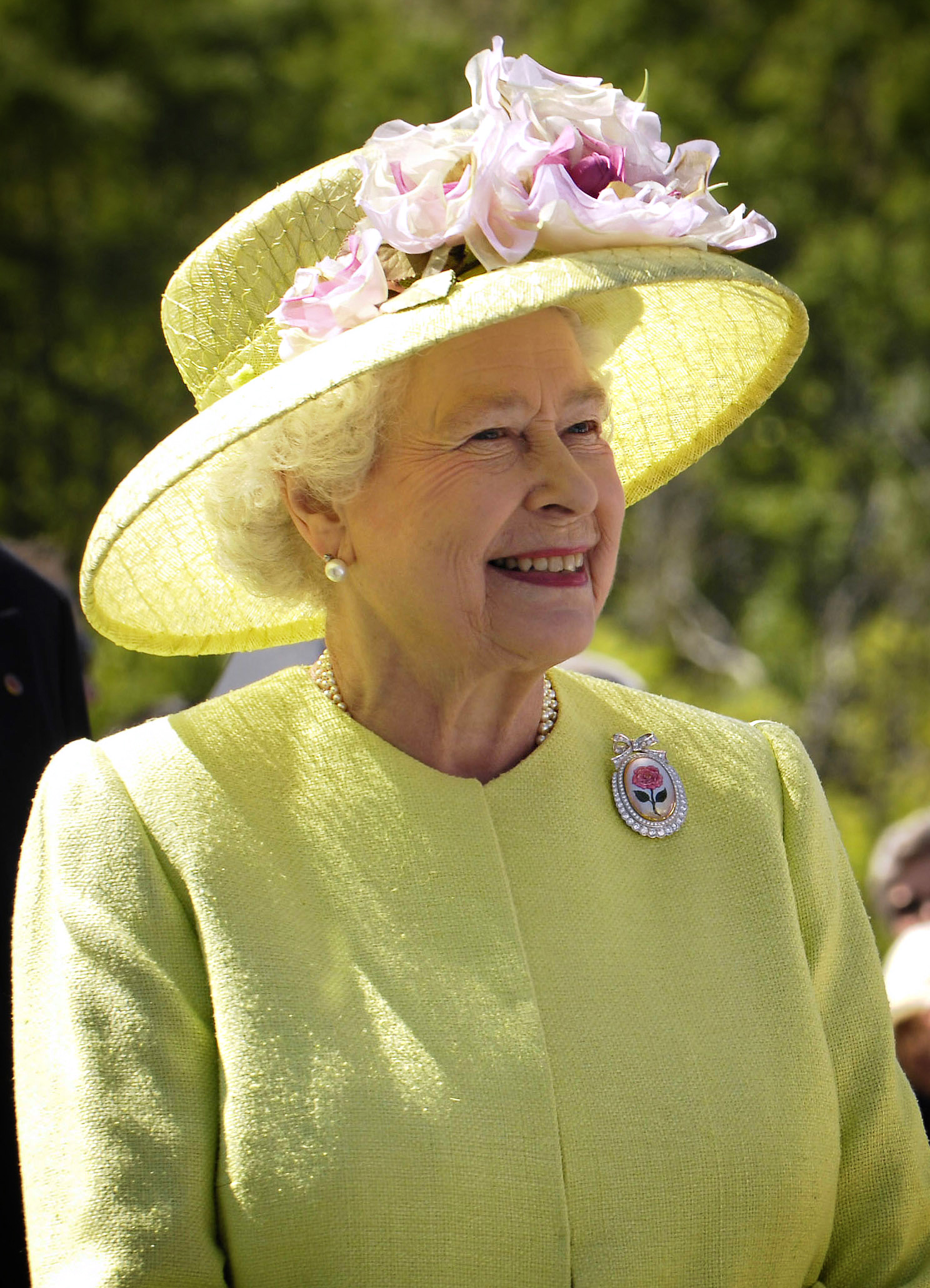
Anita Wigl'it remporte le Snatch Game de la première saison avec son imitation de Élisabeth II.
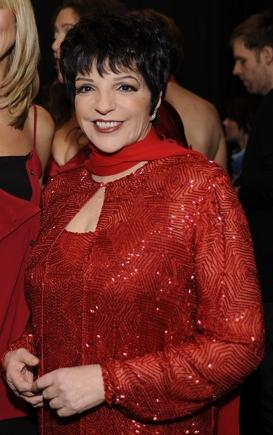
Hannah Conda remporte le Snatch Game de la deuxième saison avec son imitation de Liza Minnelli.
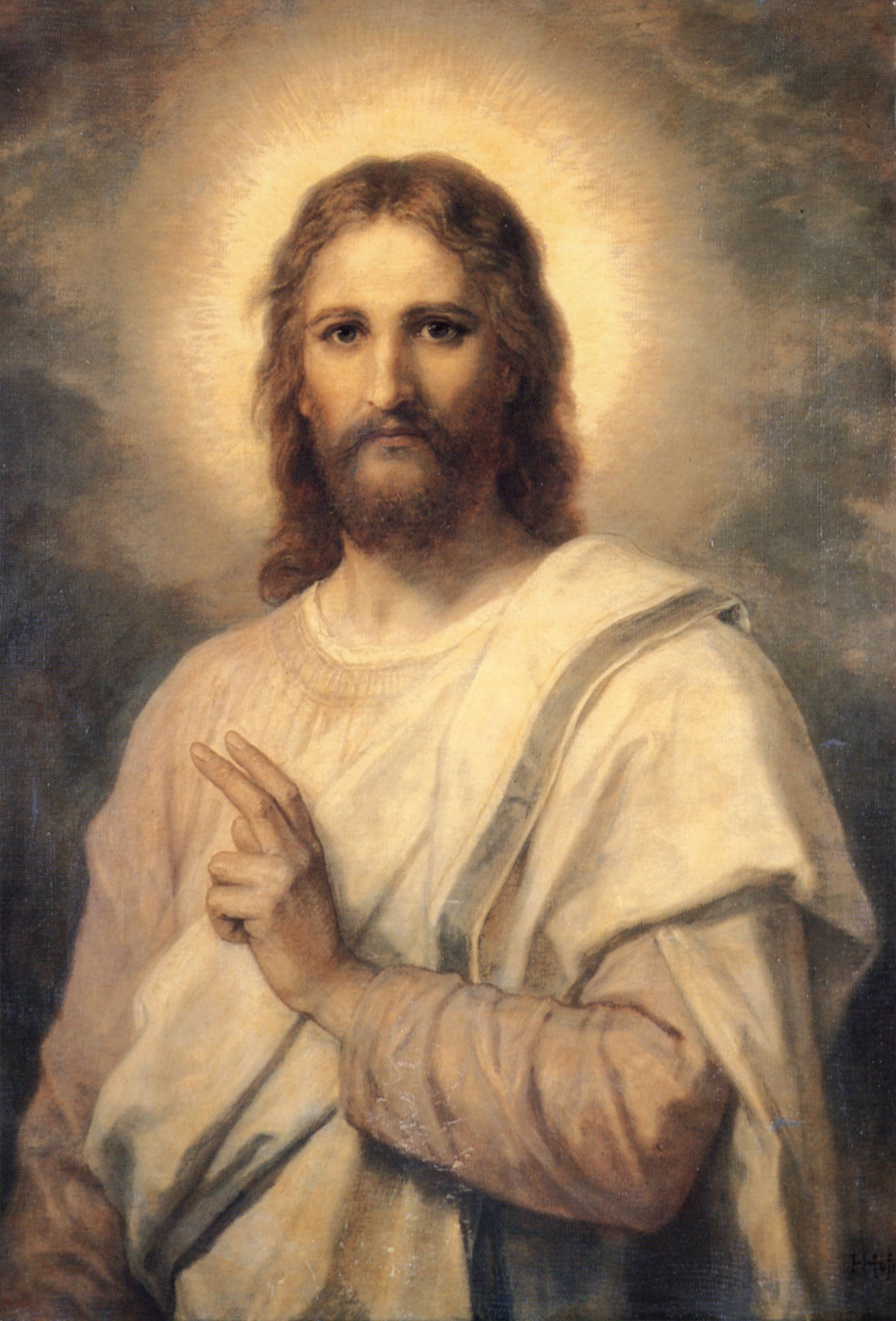
Ashley Madison remporte le Snatch Game de la troisième saison avec son imitation de Jésus Christ.
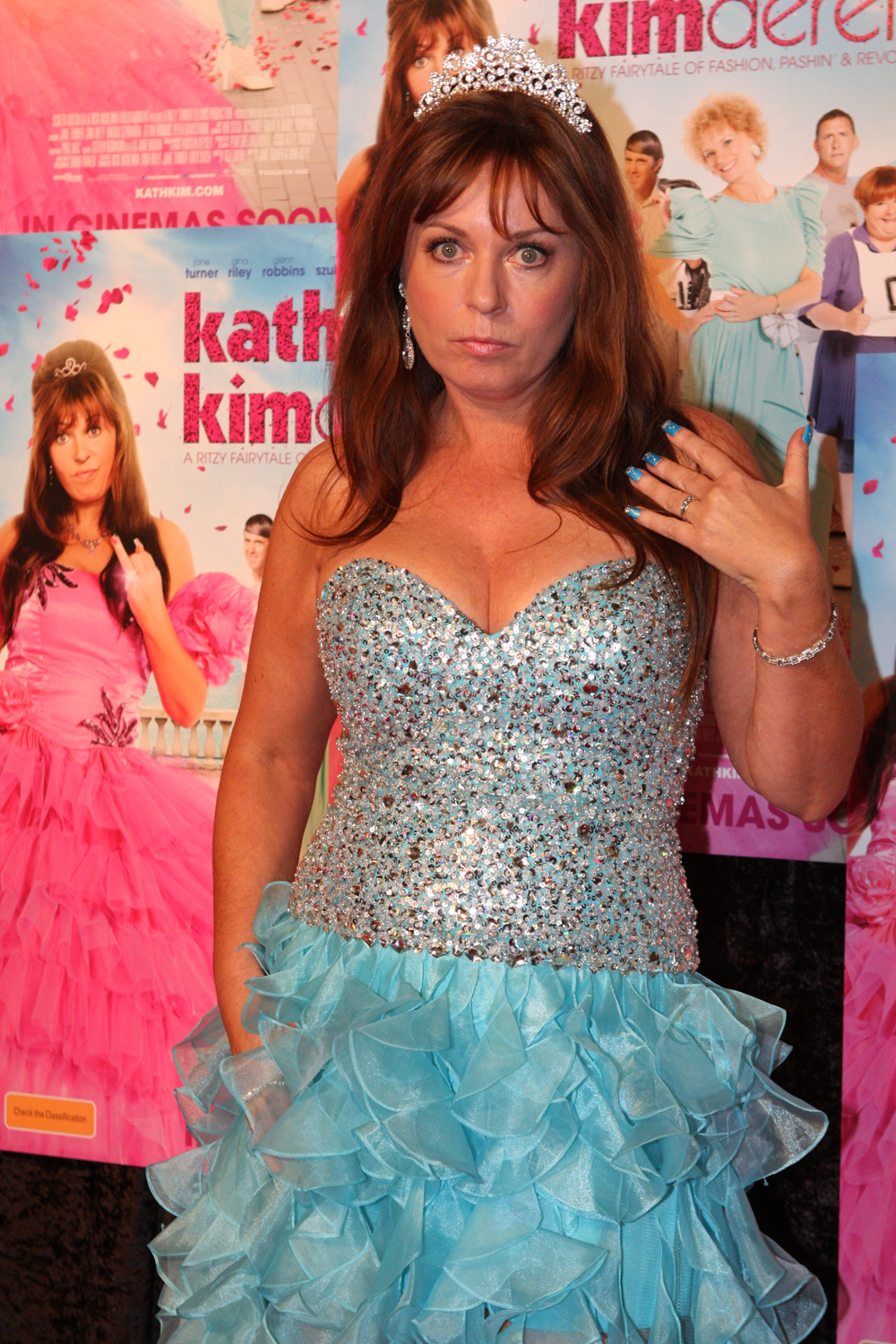
Brenda Bressed remporte le Snatch Game de la quatrième saison avec son imitation de Gina Riley.

| Saison | Candidate          | Personnage                  | Saison | Candidate       | Personnage      | Saison | Candidate         | Personnage        |
| ------ | ------------------ | --------------------------- | ------ | --------------- | --------------- | ------ | ----------------- | ----------------- |
| 1      | Anita Wigl'it      | Élisabeth II                | 2      | Hannah Conda    | Liza Minnelli   | 3      | Ashley Madison    | Jésus-Christ      |
| 1      | Elektra Shock      | Catherine O'Hara            | 2      | Kween Kong      | NeNe Leakes     | 3      | Bumpa Love        | Kiri Te Kanawa    |
| 1      | Etcetera Etcetera  | Lindy Chamberlain-Creighton | 2      | Molly Poppinz   | Orville Peck    | 3      | Gabriella Labucci | Emma Watkins      |
| 1      | Karen From Finance | Dolly Parton                | 2      | Spankie Jackzon | Barry Humphries | 3      | Hollywould Star   | Naomi Campbell    |
| 1      | Kita Mean          | Dr. Seuss                   | 2      | Yuri Guaii      | Courtney Love   | 3      | Isis Avis Loren   | Donatella Versace |
| 1      | Maxi Shield        | Magda Szubanski             | 2      | Beverly Killz   | Val Garland     | 3      | Flor              | Charo             |
| 1      | Scarlet Adams      | Jennifer Coolidge           | 2      | Minnie Cooper   | Ellen DeGeneres | 3      | Rita Menu         | Cardi B           |
| 1      | Coco Jumbo         | Lizzo                       |        |                 |                 |        |                   |                   |
| 1      | Art Simone         | Bindi Irwin                 |        |                 |                 |        |                   |                   |
|        |                    |                             |        |                 |                 |        |                   |                   |
| 4      | Brenda Bressed     | Gina Riley                  |        |                 |                 |        |                   |                   |
| 4      | Freya Armani       | Mère Noël                   |        |                 |                 |        |                   |                   |
| 4      | Lazy Susan         | Lindsay Lohan               |        |                 |                 |        |                   |                   |
| 4      | Lucina Innocence   | Tabatha Coffey              |        |                 |                 |        |                   |                   |
| 4      | Mandy Moobs        | Jane Turner                 |        |                 |                 |        |                   |                   |
| 4      | Vybe               | Julia Child                 |        |                 |                 |        |                   |                   |
| 4      | Max Drag Queen     | Reese Witherspoon           |        |                 |                 |        |                   |                   |
| 4      | Nikita Iman        | Mère Nature                 |        |                 |                 |        |                   |                   |
| 4      | Karna Ford         | Eddie Murphy                |        |                 |                 |        |                   |                   |

## Historique
Ce tableau liste les personnages ayant été interprétés plus d'une fois lors du Snatch Game, avec les éventuelles victoires marquées en gras, les éventuels dangers d'élimination en italique et la liste des candidates nommées par ordre chronologique.
| Personnage         | Nombre d'interprétations | Nombre de victoires | Nombre de dangers d'élimination | Candidate              | Franchise                                               | Saison |
| ------------------ | ------------------------ | ------------------- | ------------------------------- | ---------------------- | ------------------------------------------------------- | ------ |
| Cardi B            | 5                        | 0                   | 3                               | Vanda Miss Joaquim     | Drapeau de la Thaïlande                                 | 2      |
| Cardi B            | 5                        | 0                   | 3                               | Jaida Essence Hall     | Drapeau des États-Unis                                  | 12     |
| Cardi B            | 5                        | 0                   | 3                               | Ivy-Elyse              | Drapeau des Pays-Bas                                    | 2      |
| Cardi B            | 5                        | 0                   | 3                               | Stephanie Prince       | Drapeau du Canada · Monde                               | 1      |
| Cardi B            | 5                        | 0                   | 3                               | Rita Menu              | Drapeau de l'Australie · Drapeau de la Nouvelle-Zélande | 3      |
| Jennifer Coolidge  | 5                        | 0                   | 1                               | Scarlet Adams          | Drapeau de l'Australie · Drapeau de la Nouvelle-Zélande | 1      |
| Jennifer Coolidge  | 5                        | 0                   | 1                               | Jaymes Mansfield       | Drapeau des États-Unis                                  | 8      |
| Jennifer Coolidge  | 5                        | 0                   | 1                               | DeeDee Marié Holliday  | Drapeau des Philippines                                 | 2      |
| Jennifer Coolidge  | 5                        | 0                   | 1                               | Kitten Kaboodle        | Drapeau du Canada                                       | 4      |
| Jennifer Coolidge  | 5                        | 0                   | 1                               | Nearah Nuff            | Drapeau du Canada                                       | 4      |
| Eartha Kitt        | 4                        | 0                   | 2                               | Chi Chi DeVayne        | Drapeau des États-Unis                                  | 8      |
| Eartha Kitt        | 4                        | 0                   | 2                               | Valentina              | ★                                                       | 4      |
| Eartha Kitt        | 4                        | 0                   | 2                               | Jujubee                | ★                                                       | 5      |
| Eartha Kitt        | 4                        | 0                   | 2                               | Chakra 7               | Drapeau des États-Unis                                  | 2      |
| Liza Minnelli      | 4                        | 3                   | 0                               | Alexis Michelle        | Drapeau des États-Unis                                  | 9      |
| Liza Minnelli      | 4                        | 3                   | 0                               | Scarlett BoBo          | Drapeau du Canada                                       | 1      |
| Liza Minnelli      | 4                        | 3                   | 0                               | Hannah Conda           | Drapeau de l'Australie · Drapeau de la Nouvelle-Zélande | 2      |
| Liza Minnelli      | 4                        | 3                   | 0                               | La Voix                | Drapeau du Royaume-Uni                                  | 6      |
| Adele              | 3                        | 1                   | 1                               | Ginger Minj            | Drapeau des États-Unis                                  | 7      |
| Adele              | 3                        | 1                   | 1                               | Anita Wigl'it          | Drapeau du Canada · Monde                               | 1      |
| Adele              | 3                        | 1                   | 1                               | Arizona Brandy         | Drapeau des Philippines                                 | 2      |
| Beyoncé            | 3                        | 0                   | 1                               | Tyra Sanchez           | Drapeau des États-Unis                                  | 2      |
| Beyoncé            | 3                        | 0                   | 1                               | Kenya Michaels         | Drapeau des États-Unis                                  | 4      |
| Beyoncé            | 3                        | 0                   | 1                               | Asia O'Hara            | Drapeau des États-Unis                                  | 10     |
| Britney Spears     | 3                        | 1                   | 0                               | Tatianna               | Drapeau des États-Unis                                  | 2      |
| Britney Spears     | 3                        | 1                   | 0                               | Derrick Barry          | Drapeau des États-Unis                                  | 8      |
| Britney Spears     | 3                        | 1                   | 0                               | Fontana                | Drapeau de la Suède                                     | 1      |
| Charo              | 3                        | 1                   | 1                               | Yara Sofia             | ★                                                       | 1      |
| Charo              | 3                        | 1                   | 1                               | Shuga Cain             | Drapeau des États-Unis                                  | 11     |
| Charo              | 3                        | 1                   | 1                               | Flor                   | Drapeau de l'Australie · Drapeau de la Nouvelle-Zélande | 3      |
| Cher               | 3                        | 1                   | 2                               | Delta Work             | Drapeau des États-Unis                                  | 3      |
| Cher               | 3                        | 1                   | 2                               | Chad Michaels          | Drapeau des États-Unis                                  | 4      |
| Cher               | 3                        | 1                   | 2                               | Jujubee                | Drapeau du Royaume-Uni · Monde                          | 1      |
| Donatella Versace  | 3                        | 1                   | 0                               | Miss Fame              | Drapeau des États-Unis                                  | 7      |
| Donatella Versace  | 3                        | 1                   | 0                               | Icesis Couture         | Drapeau du Canada · Monde                               | 1      |
| Donatella Versace  | 3                        | 1                   | 0                               | Isis Avis Loren        | Drapeau de l'Australie · Drapeau de la Nouvelle-Zélande | 3      |
| Fran Drescher      | 3                        | 0                   | 1                               | Jujubee                | ★                                                       | 1      |
| Fran Drescher      | 3                        | 0                   | 1                               | Courtney Act           | Drapeau des États-Unis                                  | 6      |
| Fran Drescher      | 3                        | 0                   | 1                               | Keta Minaj             | Drapeau du Royaume-Uni · Monde                          | 2      |
| Jésus-Christ       | 3                        | 1                   | 0                               | Ashley Madison         | Drapeau de l'Australie · Drapeau de la Nouvelle-Zélande | 3      |
| Jésus-Christ       | 3                        | 1                   | 0                               | Aimee Yonce Shennel    | Drapeau du Canada                                       | 4      |
| Jésus-Christ       | 3                        | 1                   | 0                               | Eva Blunt              | Drapeau du Mexique                                      | 2      |
| Julia Child        | 3                        | 0                   | 0                               | Milk                   | Drapeau des États-Unis                                  | 6      |
| Julia Child        | 3                        | 0                   | 0                               | Divina De Campo        | Drapeau du Royaume-Uni                                  | 3      |
| Julia Child        | 3                        | 0                   | 0                               | Vybe                   | Drapeau de l'Australie · Drapeau de la Nouvelle-Zélande | 4      |
| Katy Perry         | 3                        | 0                   | 0                               | Alyssa Edwards         | Drapeau des États-Unis                                  | 5      |
| Katy Perry         | 3                        | 0                   | 0                               | Perseo                 | Drapeau de la France                                    | 3      |
| Katy Perry         | 3                        | 0                   | 0                               | Jenary Bloom           | Drapeau du Mexique                                      | 2      |
| Lady Gaga          | 3                        | 0                   | 2                               | Kylie Sonique Love     | Drapeau des États-Unis                                  | 2      |
| Lady Gaga          | 3                        | 0                   | 2                               | Phi Phi O'Hara         | Drapeau des États-Unis                                  | 4      |
| Lady Gaga          | 3                        | 0                   | 2                               | Miz Cracker            | ★                                                       | 5      |
| La Veneno          | 3                        | 0                   | 0                               | Icesis Couture         | Drapeau du Canada                                       | 2      |
| La Veneno          | 3                        | 0                   | 0                               | Perseo                 | Drapeau de la France                                    | 3      |
| La Veneno          | 3                        | 0                   | 0                               | Leexa Fox              | Drapeau du Mexique                                      | 2      |
| RuPaul             | 3                        | 0                   | 2                               | Jessica Wild           | Drapeau des États-Unis                                  | 2      |
| RuPaul             | 3                        | 0                   | 2                               | Trixie Mattel          | ★                                                       | 3      |
| RuPaul             | 3                        | 0                   | 2                               | Diamante Merybrown     | Drapeau de l'Espagne                                    | 2      |
| Whitney Houston    | 3                        | 0                   | 1                               | Sahara Davenport       | Drapeau des États-Unis                                  | 2      |
| Whitney Houston    | 3                        | 0                   | 1                               | Monét X Change         | ★                                                       | 4      |
| Whitney Houston    | 3                        | 0                   | 1                               | Trinity K. Bonet       | ★                                                       | 6      |
| Alyssa Edwards     | 2                        | 0                   | 0                               | Violet Chachki         | Drapeau des États-Unis                                  | 7      |
| Alyssa Edwards     | 2                        | 0                   | 0                               | Aja                    | Drapeau des États-Unis                                  | 9      |
| Amanda Lear        | 2                        | 1                   | 0                               | Punani                 | Drapeau de la France                                    | 2      |
| Amanda Lear        | 2                        | 1                   | 0                               | Lina Galore            | Drapeau de l'Italie                                     | 3      |
| Amanda LePore      | 2                        | 0                   | 0                               | Trinity Taylor         | Drapeau des États-Unis                                  | 9      |
| Amanda LePore      | 2                        | 0                   | 0                               | Luxx Noir London       | Drapeau des États-Unis                                  | 15     |
| Amy Winehouse      | 2                        | 0                   | 1                               | Yara Sofia             | Drapeau des États-Unis                                  | 3      |
| Amy Winehouse      | 2                        | 0                   | 1                               | Petchra                | Drapeau de la Thaïlande                                 | 1      |
| Angela Raiola      | 2                        | 0                   | 0                               | Pearl                  | Drapeau des États-Unis                                  | 7      |
| Angela Raiola      | 2                        | 0                   | 0                               | Kori King              | Drapeau des États-Unis                                  | 17     |
| Ariana Grande      | 2                        | 0                   | 2                               | Tatianna               | ★                                                       | 2      |
| Ariana Grande      | 2                        | 0                   | 2                               | Kimmy Couture          | Drapeau du Canada                                       | 3      |
| Bea Arthur         | 2                        | 0                   | 0                               | Raven                  | Drapeau des États-Unis                                  | 2      |
| Bea Arthur         | 2                        | 0                   | 0                               | Alexis Michelle        | ★                                                       | 6      |
| Carol Channing     | 2                        | 1                   | 0                               | Pandora Boxx           | Drapeau des États-Unis                                  | 2      |
| Carol Channing     | 2                        | 1                   | 0                               | Bob The Drag Queen     | Drapeau des États-Unis                                  | 8      |
| Catherine Tate     | 2                        | 0                   | 0                               | The Vivienne           | ★                                                       | 7      |
| Catherine Tate     | 2                        | 0                   | 0                               | Michael Marouli        | Drapeau du Royaume-Uni                                  | 5      |
| Céline Dion        | 2                        | 0                   | 2                               | Brooke Lynn Hytes      | Drapeau des États-Unis                                  | 11     |
| Céline Dion        | 2                        | 0                   | 2                               | Chic-Li-Fay            | Drapeau des États-Unis                                  | 2      |
| Diana Vreeland     | 2                        | 0                   | 0                               | Robbie Turner          | Drapeau des États-Unis                                  | 8      |
| Diana Vreeland     | 2                        | 0                   | 0                               | Raja                   | ★                                                       | 7      |
| Dolly Parton       | 2                        | 0                   | 0                               | Karen From Finance     | Drapeau de l'Australie · Drapeau de la Nouvelle-Zélande | 1      |
| Dolly Parton       | 2                        | 0                   | 0                               | Kylie Sonique Love     | ★                                                       | 6      |
| Eddie Murphy       | 2                        | 1                   | 1                               | Karna Ford             | Drapeau de l'Australie · Drapeau de la Nouvelle-Zélande | 4      |
| Eddie Murphy       | 2                        | 1                   | 1                               | Onya Nurve             | Drapeau des États-Unis                                  | 17     |
| Ellen DeGeneres    | 2                        | 0                   | 2                               | Blair St. Clair        | ★                                                       | 5      |
| Ellen DeGeneres    | 2                        | 0                   | 2                               | Minnie Cooper          | Drapeau de l'Australie · Drapeau de la Nouvelle-Zélande | 2      |
| Gemma Collins      | 2                        | 0                   | 0                               | Cheryl Hole            | Drapeau du Royaume-Uni                                  | 1      |
| Gemma Collins      | 2                        | 0                   | 0                               | Kitty Scott-Claus      | Drapeau du Royaume-Uni                                  | 3      |
| Grace Jones        | 2                        | 0                   | 1                               | BeBe Zahara Benet      | ★                                                       | 3      |
| Grace Jones        | 2                        | 0                   | 1                               | Love Masisi            | Drapeau des Pays-Bas                                    | 2      |
| Inês Brasil        | 2                        | 0                   | 1                               | Shannon Skarlett       | Drapeau du Brésil                                       | 1      |
| Inês Brasil        | 2                        | 0                   | 1                               | Victoria Shakespears   | Drapeau de l'Allemagne                                  | 1      |
| Jane Turner        | 2                        | 0                   | 0                               | Tayce                  | Drapeau du Royaume-Uni                                  | 2      |
| Jane Turner        | 2                        | 0                   | 0                               | Mandy Moobs            | Drapeau de l'Australie · Drapeau de la Nouvelle-Zélande | 4      |
| Joan Crawford      | 2                        | 0                   | 1                               | Mariah                 | Drapeau des États-Unis                                  | 3      |
| Joan Crawford      | 2                        | 0                   | 1                               | Alyssa Edwards         | ★                                                       | 2      |
| Joan Rivers        | 2                        | 2                   | 0                               | Jimbo                  | Drapeau du Canada                                       | 1      |
| Joan Rivers        | 2                        | 2                   | 0                               | Loosey LaDuca          | Drapeau des États-Unis                                  | 15     |
| Joe Exotic         | 2                        | 0                   | 0                               | ChelseaBoy             | Drapeau des Pays-Bas                                    | 1      |
| Joe Exotic         | 2                        | 0                   | 0                               | Venus                  | Drapeau du Canada                                       | 4      |
| Kim Woodburn       | 2                        | 0                   | 1                               | Victoria Scone         | Drapeau du Canada · Monde                               | 1      |
| Kim Woodburn       | 2                        | 0                   | 1                               | Gothy Kendoll          | Drapeau du Royaume-Uni · Monde                          | 2      |
| Leslie Jones       | 2                        | 0                   | 0                               | Heidi N Closet         | Drapeau des États-Unis                                  | 12     |
| Leslie Jones       | 2                        | 0                   | 0                               | Kimora Amour           | Drapeau du Canada                                       | 2      |
| Liberace           | 2                        | 1                   | 0                               | Nina West              | ★                                                       | 9      |
| Liberace           | 2                        | 1                   | 0                               | Shannel                | ★                                                       | 9      |
| Lizzo              | 2                        | 0                   | 1                               | Coco Jumbo             | Drapeau de l'Australie · Drapeau de la Nouvelle-Zélande | 1      |
| Lizzo              | 2                        | 0                   | 1                               | Silky Nutmeg Ganache   | Drapeau du Canada · Monde                               | 1      |
| Louis XIV          | 2                        | 1                   | 0                               | The Countess           | Drapeau des Pays-Bas                                    | 2      |
| Louis XIV          | 2                        | 1                   | 0                               | Punani                 | ★                                                       | 1      |
| Manny Pacquiao     | 2                        | 1                   | 0                               | Melinda Verga          | Drapeau du Canada                                       | 4      |
| Manny Pacquiao     | 2                        | 1                   | 0                               | Marina Summers         | Drapeau du Royaume-Uni · Monde                          | 2      |
| Mariah Carey       | 2                        | 0                   | 2                               | Kiara                  | Drapeau du Canada                                       | 1      |
| Mariah Carey       | 2                        | 0                   | 2                               | Pangina Heals          | Drapeau du Royaume-Uni · Monde                          | 1      |
| Marilyn Monroe     | 2                        | 0                   | 0                               | Ivy Winters            | Drapeau des États-Unis                                  | 5      |
| Marilyn Monroe     | 2                        | 0                   | 0                               | Irma Gerd              | Drapeau du Canada                                       | 3      |
| Maya Angelou       | 2                        | 0                   | 1                               | Chi Chi DeVayne        | ★                                                       | 3      |
| Maya Angelou       | 2                        | 0                   | 1                               | Monét X Change         | Drapeau des États-Unis                                  | 10     |
| Mona Lisa          | 2                        | 0                   | 1                               | Hugáceo Crujiente      | Drapeau de l'Espagne                                    | 1      |
| Mona Lisa          | 2                        | 0                   | 1                               | Jax                    | Drapeau des États-Unis                                  | 15     |
| Nancy Grace        | 2                        | 0                   | 1                               | Acid Betty             | Drapeau des États-Unis                                  | 8      |
| Nancy Grace        | 2                        | 0                   | 1                               | Detox                  | ★                                                       | 2      |
| Naomi Campbell     | 2                        | 0                   | 0                               | Shea Couleé            | Drapeau des États-Unis                                  | 9      |
| Naomi Campbell     | 2                        | 0                   | 0                               | Hollywould Star        | Drapeau de l'Australie · Drapeau de la Nouvelle-Zélande | 3      |
| NeNe Leakes        | 2                        | 0                   | 1                               | Peppermint             | Drapeau des États-Unis                                  | 9      |
| NeNe Leakes        | 2                        | 0                   | 1                               | Kween Kong             | Drapeau de l'Australie · Drapeau de la Nouvelle-Zélande | 2      |
| Nicki Minaj        | 2                        | 0                   | 1                               | Trinity K. Bonet       | Drapeau des États-Unis                                  | 6      |
| Nicki Minaj        | 2                        | 0                   | 1                               | JAJA                   | Drapeau de la Thaïlande                                 | 1      |
| Paris Hilton       | 2                        | 1                   | 0                               | Raven                  | Drapeau des États-Unis                                  | 2      |
| Paris Hilton       | 2                        | 1                   | 0                               | Gottmik                | Drapeau des États-Unis                                  | 13     |
| Paulina Rubio      | 2                        | 0                   | 1                               | Visa                   | Drapeau de l'Espagne                                    | 3      |
| Paulina Rubio      | 2                        | 0                   | 1                               | Ava Pocket             | Drapeau du Mexique                                      | 2      |
| Rachel Zoe         | 2                        | 1                   | 1                               | Laganja Estranja       | Drapeau des États-Unis                                  | 6      |
| Rachel Zoe         | 2                        | 1                   | 1                               | Synthia Kiss           | Drapeau du Canada                                       | 2      |
| Rue McClanahan     | 2                        | 0                   | 2                               | Crystal                | Drapeau du Royaume-Uni                                  | 1      |
| Rue McClanahan     | 2                        | 0                   | 2                               | Elliott with 2 Ts      | Drapeau des États-Unis                                  | 13     |
| Rufa Mae Quinto    | 2                        | 0                   | 0                               | Eva Le Queen           | Drapeau des Philippines                                 | 1      |
| Rufa Mae Quinto    | 2                        | 0                   | 0                               | Myx Chanel             | Drapeau des Philippines                                 | 3      |
| Saucy Santana      | 2                        | 0                   | 0                               | Jada Shada Hudson      | Drapeau du Canada                                       | 3      |
| Saucy Santana      | 2                        | 0                   | 0                               | Malaysia Babydoll Foxx | Drapeau des États-Unis                                  | 15     |
| Shirley Temple     | 2                        | 2                   | 0                               | Jimbo                  | ★                                                       | 8      |
| Shirley Temple     | 2                        | 2                   | 0                               | Hannah Conda           | Drapeau du Royaume-Uni · Monde                          | 2      |
| Sofía Vergara      | 2                        | 0                   | 1                               | Cynthia Lee Fontaine   | Drapeau des États-Unis                                  | 9      |
| Sofía Vergara      | 2                        | 0                   | 1                               | Adriana                | Drapeau du Canada                                       | 2      |
| Tabitha Brown      | 2                        | 0                   | 0                               | Olivia Lux             | Drapeau des États-Unis                                  | 13     |
| Tabitha Brown      | 2                        | 0                   | 0                               | Kennedy Davenport      | Drapeau du Canada · Monde                               | 2      |
| Tammy Faye Messner | 2                        | 0                   | 0                               | Ginger Minj            | ★                                                       | 2      |
| Tammy Faye Messner | 2                        | 0                   | 0                               | Vivian Vanderpuss      | Drapeau du Canada                                       | 3      |
| Tiffany Haddish    | 2                        | 0                   | 0                               | Monique Heart          | ★                                                       | 4      |
| Tiffany Haddish    | 2                        | 0                   | 0                               | A'Keria C. Davenport   | Drapeau des États-Unis                                  | 11     |
| Tina Turner        | 2                        | 0                   | 0                               | Shangela               | Drapeau des États-Unis                                  | 3      |
| Tina Turner        | 2                        | 0                   | 0                               | Widow Von'Du           | Drapeau des États-Unis                                  | 12     |
| Trisha Paytas      | 2                        | 0                   | 1                               | Sugar                  | Drapeau des États-Unis                                  | 15     |
| Trisha Paytas      | 2                        | 0                   | 1                               | Acacia Forgot          | Drapeau des États-Unis                                  | 17     |
| Victoria           | 2                        | 0                   | 0                               | Cheryl                 | Drapeau du Canada · Monde                               | 2      |
| Victoria           | 2                        | 0                   | 0                               | Lill                   | Drapeau du Royaume-Uni                                  | 6      |
| Walter Mercado     | 2                        | 0                   | 1                               | Alexis Mateo           | ★                                                       | 5      |
| Walter Mercado     | 2                        | 0                   | 1                               | Regina Voce            | Drapeau du Mexique                                      | 1      |
| Wendy Williams     | 2                        | 0                   | 0                               | DiDa Ritz              | Drapeau des États-Unis                                  | 4      |
| Wendy Williams     | 2                        | 0                   | 0                               | Naomi Smalls           | ★                                                       | 4      |